# 法国大革命年表
这张法国大革命年表详细列出了法国大革命期间发生的一系列政治和经济事件，时间从1788年一直延续到1799年拿破仑·波拿巴上台為止。

## 1788年 - 革命序幕 - 社会矛盾和财政困境

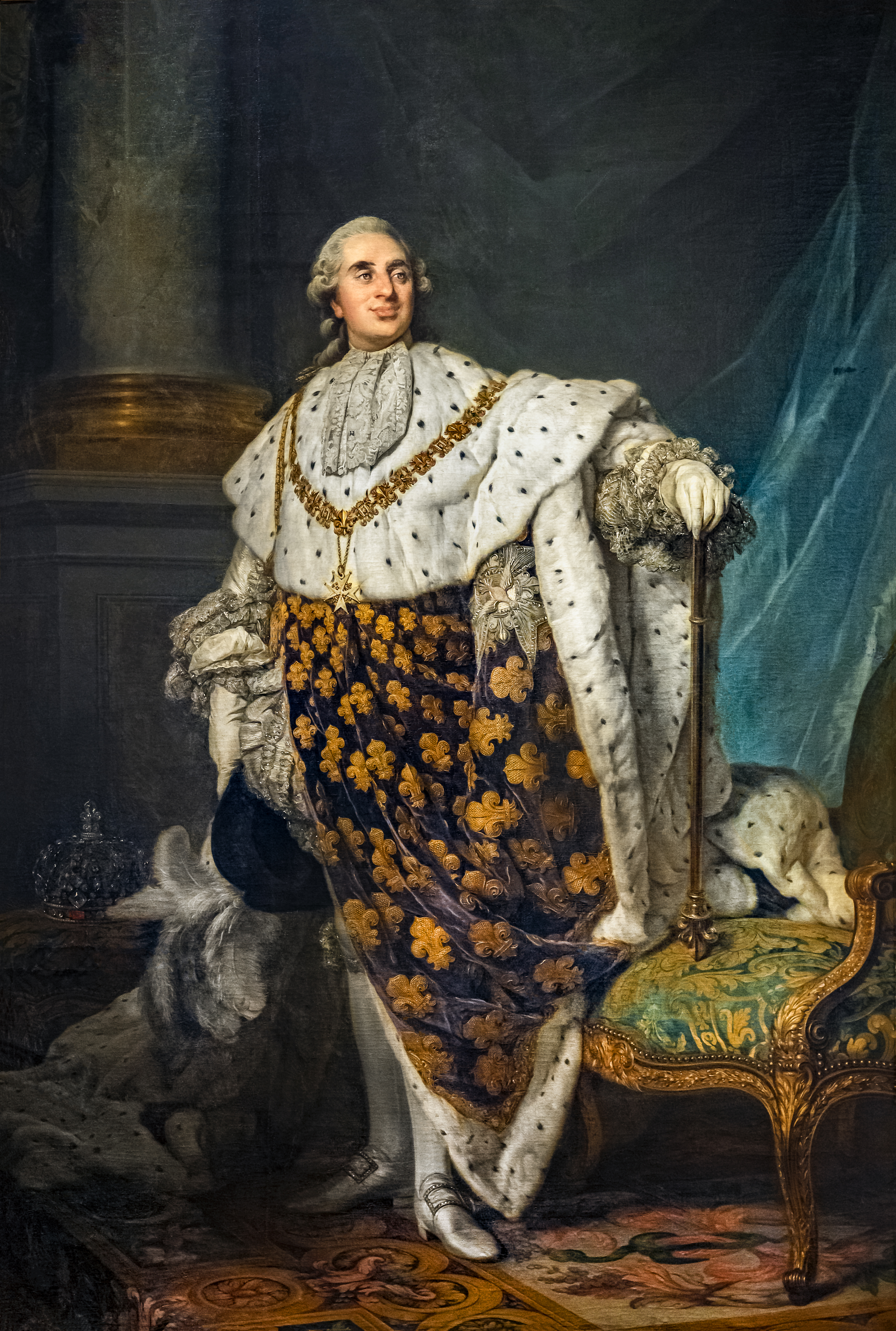
路易十六
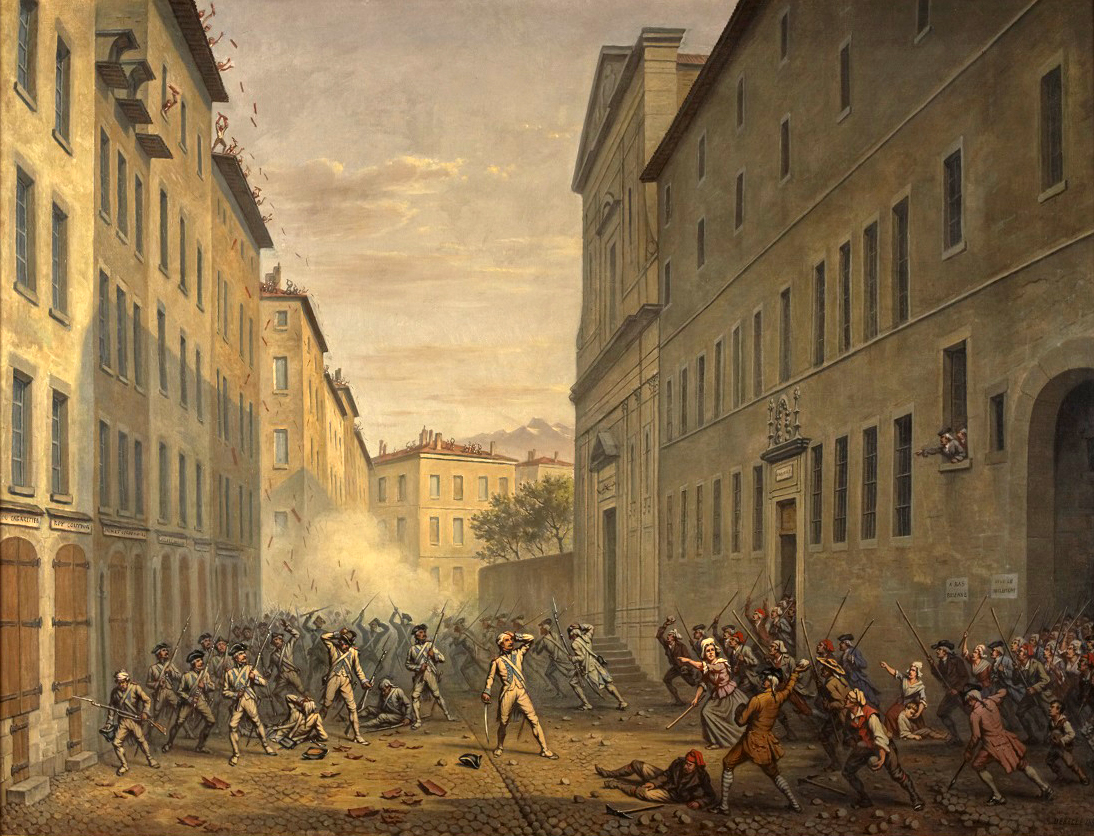
砖瓦之日
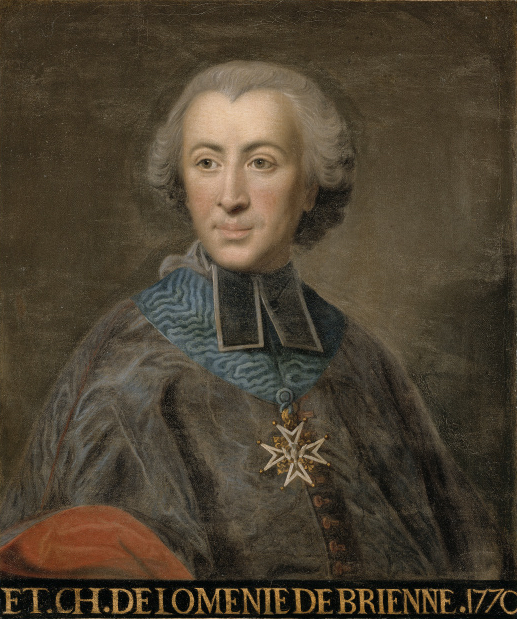
艾蒂安·夏尔·德·洛梅尼·德布里安
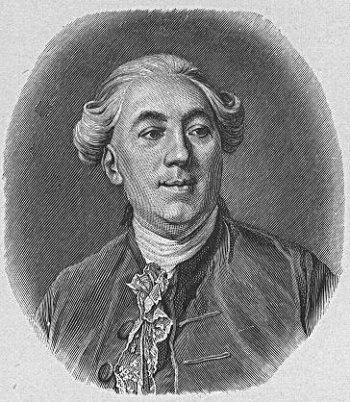
雅克·内克尔

- 1月29日：巴黎高等法院登记了路易十六在前一年11月7日签署的凡尔赛敕令，从此将公民的身份授予给了新教徒。
- 2月9日：雅克·皮埃尔·布里索成立黑人之友协会，其政治目标是废除奴隶制（法语：Abolition de l'esclavage）[1]。
- 3月1日：图卢兹高等法院（英语：Parlement of Toulouse）针对1788年10月要颁发的延长第二次二十分之一税（英语：vingtième）的法令发表了进谏书[2]。
- 3月10日：延长第二次二十分之一税的法令在佩里戈尔伯爵（法语：Gabriel-Marie de Talleyrand-Périgord）出席下的国王行法会上被登记[3]。
- 5月3日：感觉到政府威胁的巴黎高等法院率先颁发了法兰西王国基本法（法语：Lois fondamentales du royaume de France）。这份法令不仅阐述了君主制中的基本法，还让国家与个人之间的中间机构（法语：corps intermédiaires）成为君主制结构中不可或缺的一部分[4]。同时，高等法院还谴责了财政大臣艾蒂安·夏尔·德·洛梅尼·德布里安想要废除裁判官和一些法规的意愿。
- 5月8日：凡爾賽召开国王行法会，以此强行推进司法大臣马勒泽布的司法与经济改革。与此同时，外省的地方长官也在各地所有的最高法院里召开行法会。这场改革计划用四十七个大型司法辖区来取代高等法院[5]，并开始使用一部新的刑事预审法典，以此来解决那些“先前的问题”，比如在处决前严刑拷打罪犯来获得同犯的姓名这种问题。这些法律的登记被交给了一个国王指定成员参加的全体会议的手中。
- 5月9日：登记法律的全体会议召开，但有许多成员拒绝出席。
- 5月10日：路易十六颁发削减巴黎高等法院权力的敕令。高等法院反对这种把它架空的举动，而且巴黎，图卢兹和雷恩这些地方则发生了支持高等法院的骚乱。
- 6月7日：由于财务困境及社会矛盾，格勒诺布尔爆发骚乱。为了阻止多菲内议员重开三级会议，政府派遣士兵前去镇压，但市民爬上了耶稣会学院周围的建筑[6][7][8]，并取下屋顶上的砖瓦砸向那些士兵。砖瓦之日由此得名。部分历史学家把它作为法国大革命的序幕。
- 6月14日：格勒诺布尔名流齐聚莱迪吉埃宫（法语：Hôtel de Lesdiguières），与政府派来的将军们一同开会，商议在多菲内重开三级会议[9]。
- 6月15日：教士的进谏书被呈递给国王。召开于5月5日到8月5日的教士议会（英语：Assembly of the French clergy）拒绝批准5月8日的改革措施并谴责了凡尔赛敕令[10]。
- 7月2日与15日：教士议会赠送给国王180万里弗尔作为礼物[11]。
- 7月5日：德布里安决定召开（法语：Convocation des états généraux de 1789）三级会议。这是一个由贵族，教士和平民(即第三等级)参加，并建立于言论自由之上的会议[7][12][13]。
- 7月13日：周长达四十毫米的冰雹连续落在法国的农田上，造成大量土地收成全无，导致法国饥荒[14][15][16]。因此，1787年任掌玺大臣（英语：Ministry of Justice (France)）的克雷蒂安·弗朗索瓦·德·拉穆瓦尼翁·德·巴维尔（英语：Chrétien François de Lamoignon de Basville）便警告国王，国家的未来十分危险。
- 7月21日：维济勒集会在维济勒召开[17][18]。想要复国的多菲内人（法语：Dauphinois (habitants)）将他们的代表派往维济勒城堡（英语：Château de Vizille）。集会成员宣布自己是人民的代表，并要求多菲内第三等级的议员数翻倍。新的各级议员将于9月10日在维埃纳大主教让-乔治·勒弗朗·德·蓬皮尼昂的主持下，在伊泽尔河畔罗芒的科德利埃修道院见面[9]。
- 8月8日：御前会议决定将三级会议的日期定在1789年5月5日[7]。
- 8月16日：国家财政宣布破产，并暂停支付年金和其他费用，且一半的工资将以纸币的形式支付[19]。
- 8月25日：面对着国家财政的破产，德布里安辞职[7][20][21]。
- 8月26日：受平民欢迎的瑞士银行家雅克·内克尔被召回，重任财政大臣[7][22]。
- 8月29日：德布里安退休，离开财政部改任桑斯大主教。
- 9月4日：贴现银行（法语：Caisse d'escompte）借给政府1500万里弗尔[19]。
- 9月7日：国王下令禁止出口粮食[23]。
- 9月14日：
  - 因司法改革失败，马勒泽布被罢免。
  - 内克尔开始着手偿还国家债务。
- 9月21日：巴黎高等法院宣布1789年的三级会议将会遵循一六一四年三级会议（法语：États généraux de 1614）的流程[24]。
- 9月23日：
  - 国王亟需用钱，而法国银行家和商人放言：只要三级会议进行经济改革，他们就同意借给国家7500万。
  - 内克尔恢复高等法院的特权。
- 10月5日：国王开始召集显贵会议的成员。
- 10月16日：贴现银行再次借给政府1500万里弗尔。内克尔则向巴黎的公证人借了700万里弗尔，并在皇家彩票处借到了760万里弗尔。
- 11月6日至12月12日：内克尔召开显贵会议来讨论三级会议的组成和三级会议代表的选举[25][26]。显贵会议拒绝将第三等级议员翻倍。
- 11月11日：在诺曼底的法莱斯，两千名工人焚烧了一台棉纺机[27]。
- 12月15日：德布里安升为枢机主教[20]。
- 12月17日：不顾贵族反对，内克尔宣布第三等级代表人数翻倍，为贵族和教士代表人数的总和，且与贵族和教士同起同坐[25][28]。同日，国王也被迫承认这一事实。
- 12月29日：马赛市议会亦宣布增加第三等级代表的人数。

## 1789年 - 革命伊始 - 三级会议和立宪会议

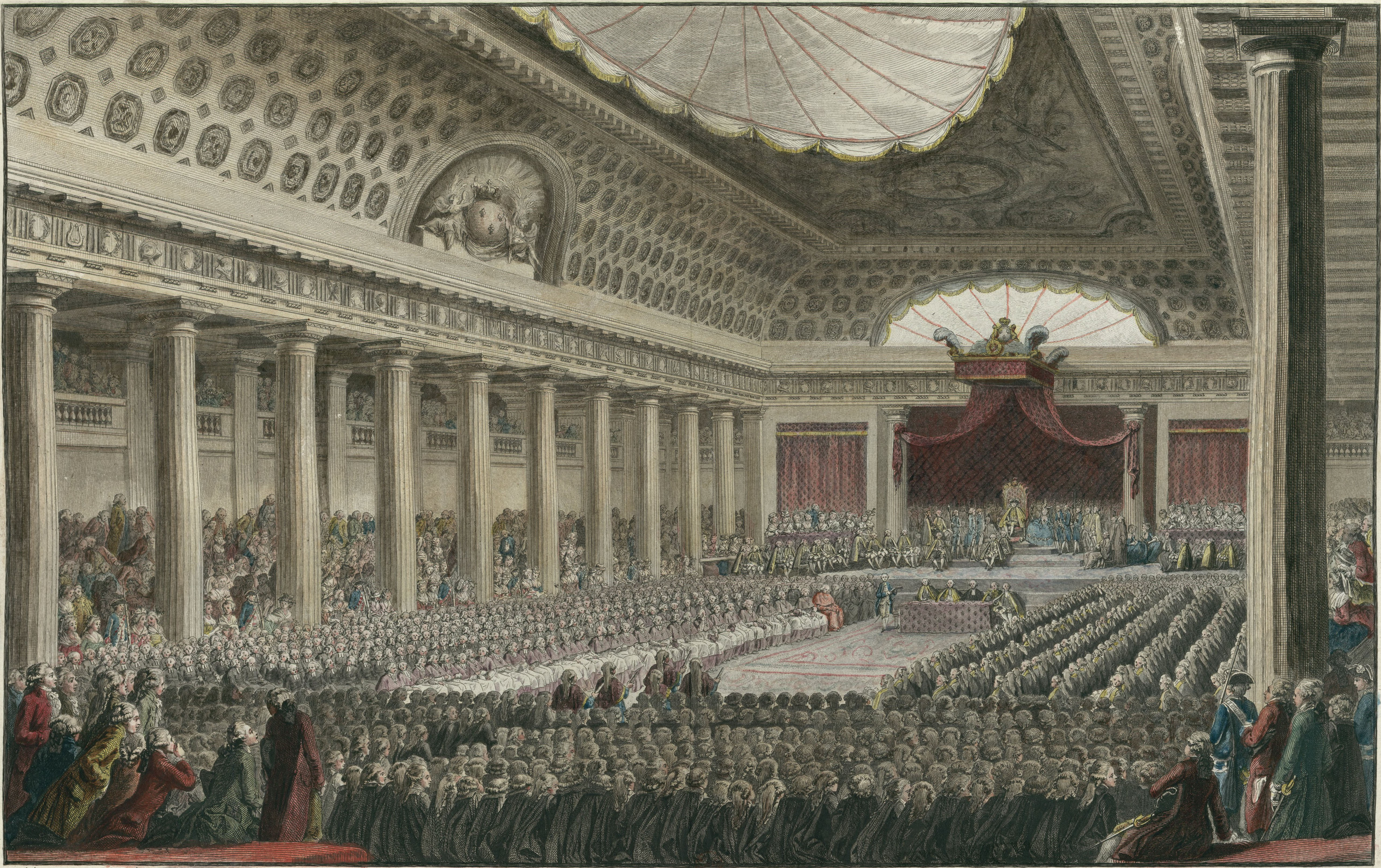
国王在三级会议开幕式上 (1789年5月5日)
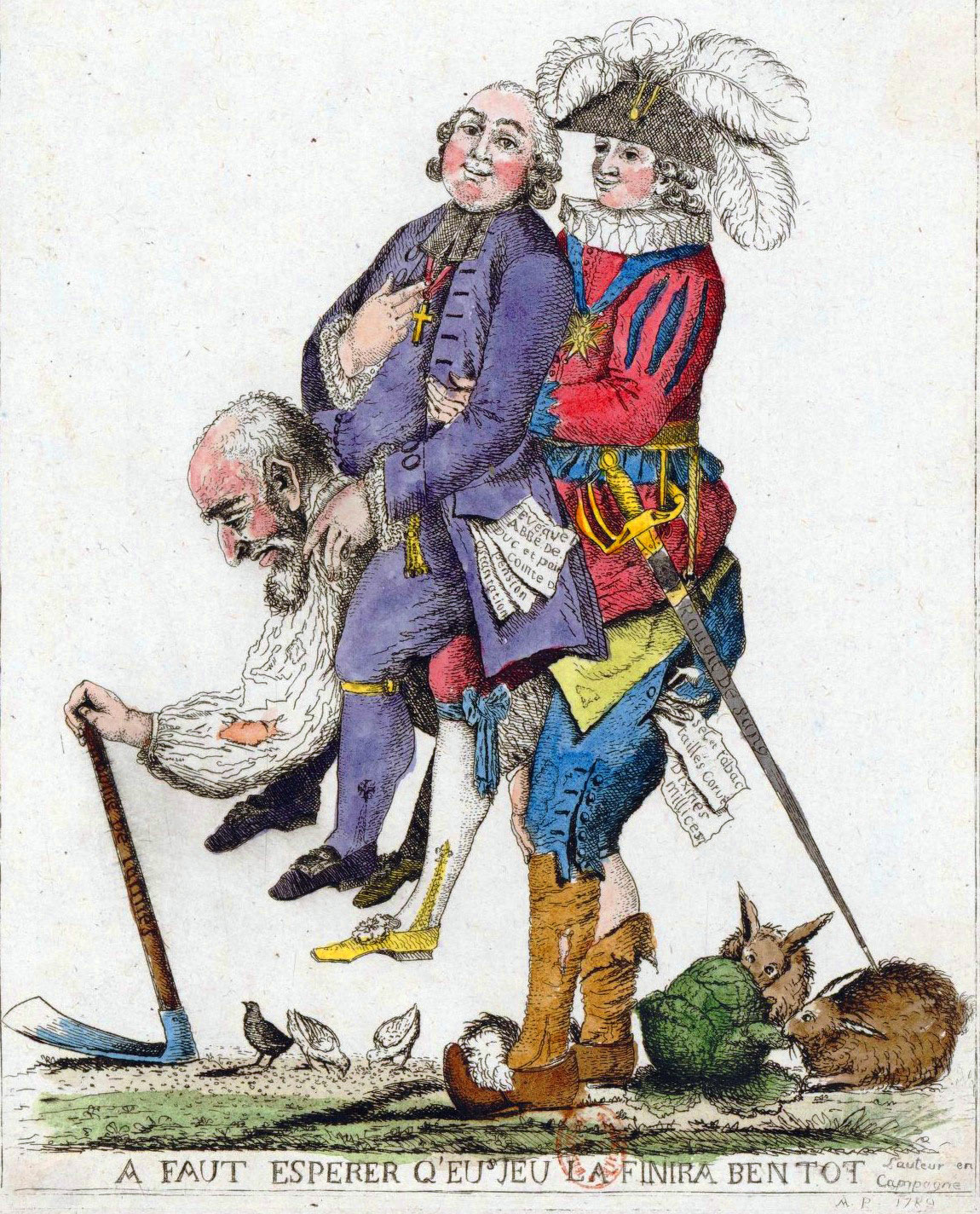
一幅平民背着教士和贵族的讽刺漫画 (1789年)
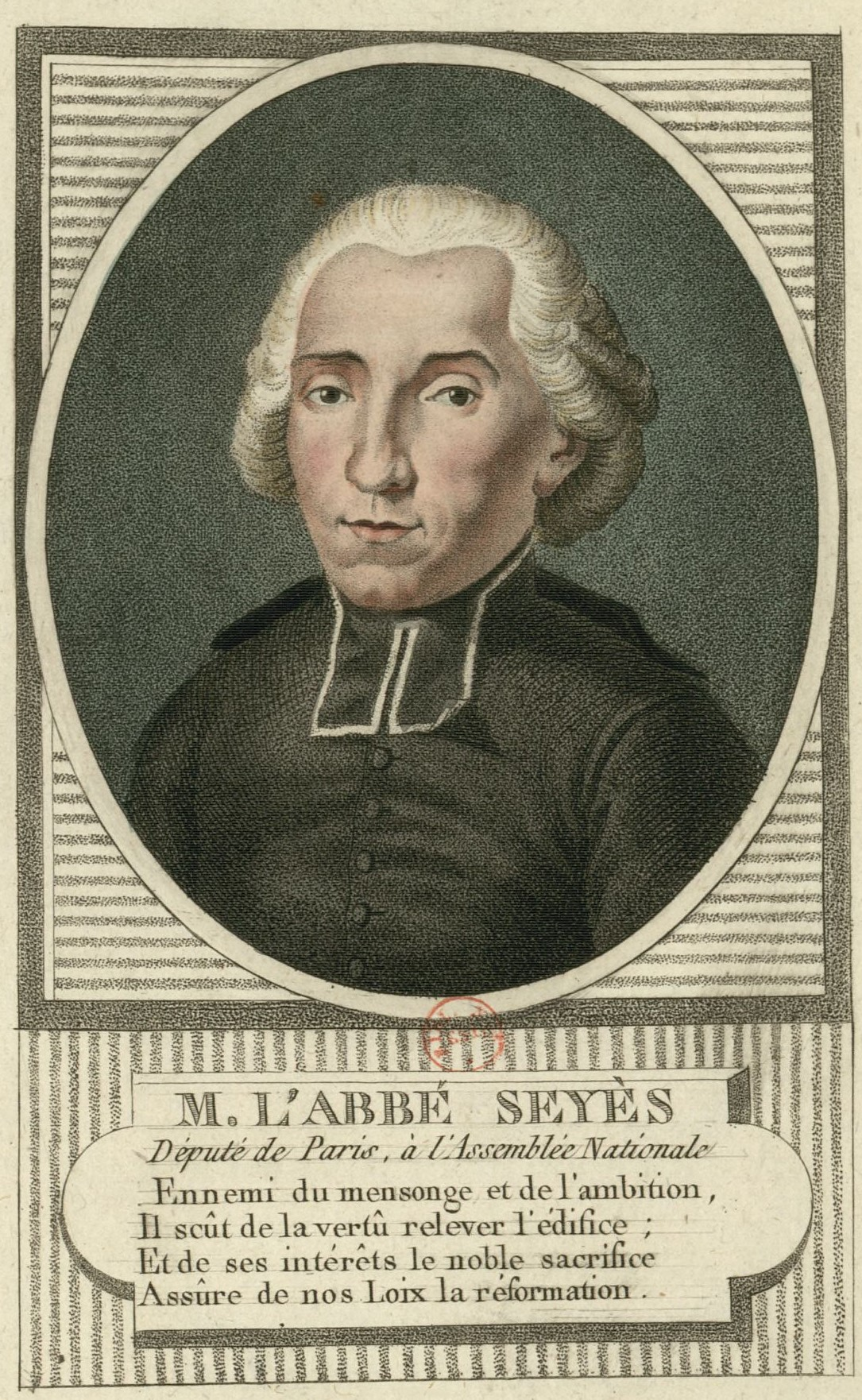
埃马纽埃尔-约瑟夫·西哀士提议第三等级成为国民议会(1789年6月10日)
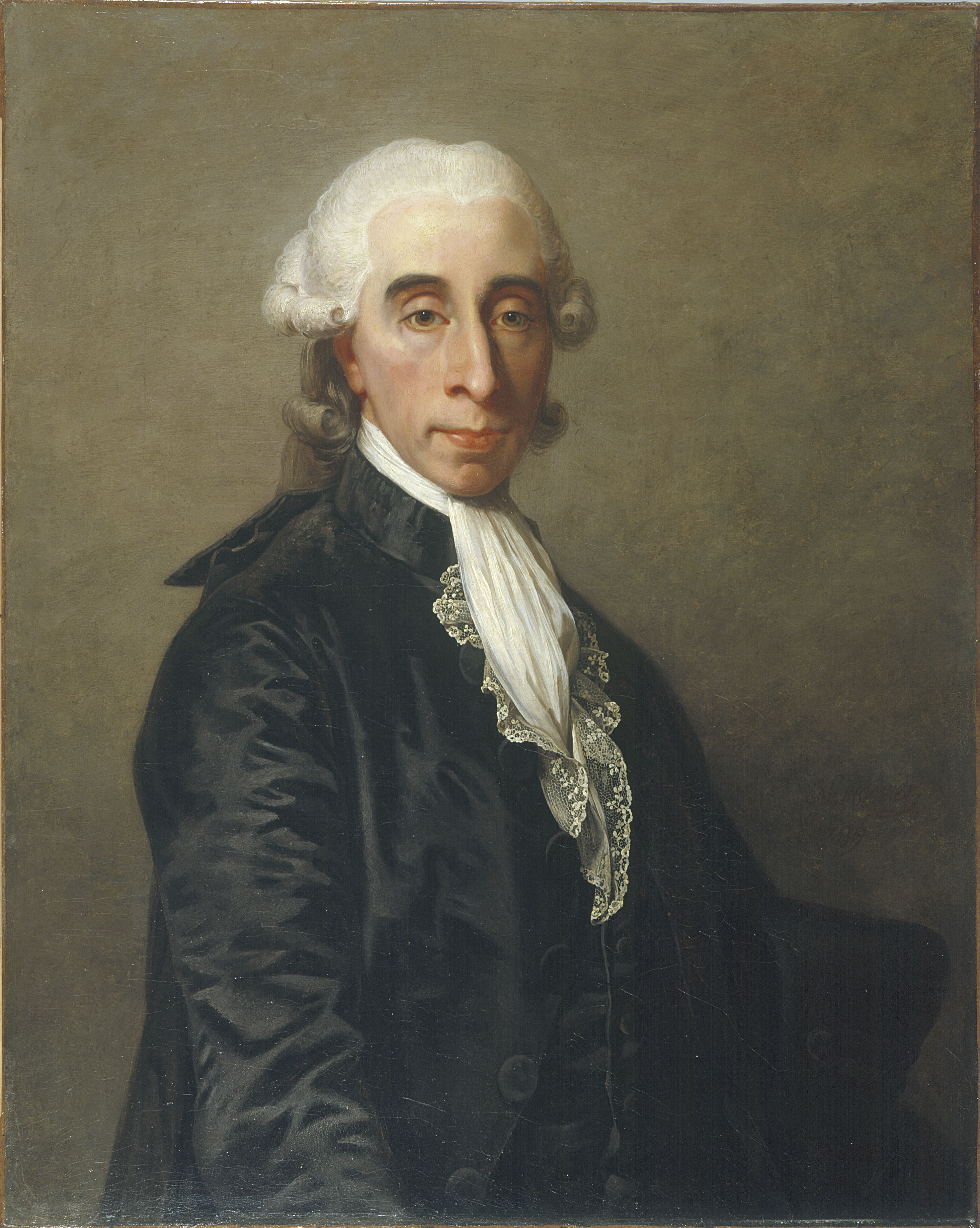
让·西尔万·巴伊，第三等级的领导人(1789年)
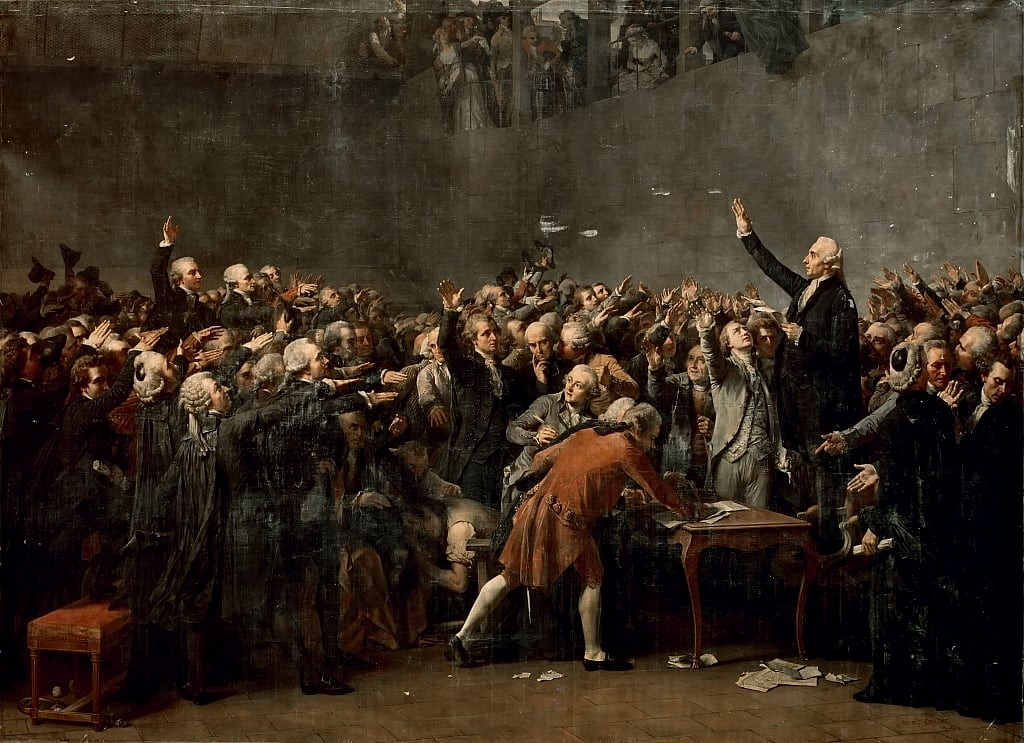
网球场之誓 (1789年6月20日)

- 1月：西哀士出版了他著名的政治宣传册《什么是第三等级?》（Qu'est-ce que le Tiers-État ?）他写道："第三等級是什麽？是一切，是整個國家；第三等級在政治秩序中的地位是什麽？什麽也不是；第三等級要求什麽？要求取得某種地位。" [29][30][31][32]同月，贴现银行再次借给政府两千五百万里弗尔。
- 1月2日：维埃纳大主教（法语：Liste des archevêques de Vienne (Isère)）让-乔治·勒弗朗·德·蓬皮尼昂当选为三级会议多菲内省的教士代表[33]。
- 1月4日：夏尔·莫里斯·德塔列朗-佩里戈尔当选为欧坦主教[34]。
- 1月24日：路易十六发布三级会议召集信，正式开始会议代表的选举[28][35]。
- 1月26日至27日：零活日（法语：Journée des bricoles）。雷恩的学生和贵族起了冲突，并造成三人死亡[36]。
- 2月7日：国王下令各地上交陈情书[37]。
- 3月：三级会议选举[38]。
- 3月15日：塔列朗在欧坦大教堂内正式就职欧坦主教[39]。
- 3月21日：吉尔贝·德·里伯罗勒（法语：Gilbert de Riberolles）在里永选区以265票对128票当选为三级会议奥弗涅行省的第三等级代表[40]。
- 3月23日：由于谷物价格上涨，马赛发生暴动。人民选出了一个不合法的市政官和一个人民卫士，并让他们修改了税制[41]。
- 4月：贴现银行再次借给政府1000万里弗尔。
- 4月6日至8日：圣奥梅尔进行三级会议代表（英语：List of members of the National Constituent Assembly of 1789）选举[42]。
- 4月20日：阿图瓦的三级会议代表选举在阿德里安·路易·德·博尼埃（英语：Adrien Louis de Bonnières）的主持下在阿拉斯举行[43]。
- 4月24日：由粮食引发的暴乱在奥尔良爆发[44]。

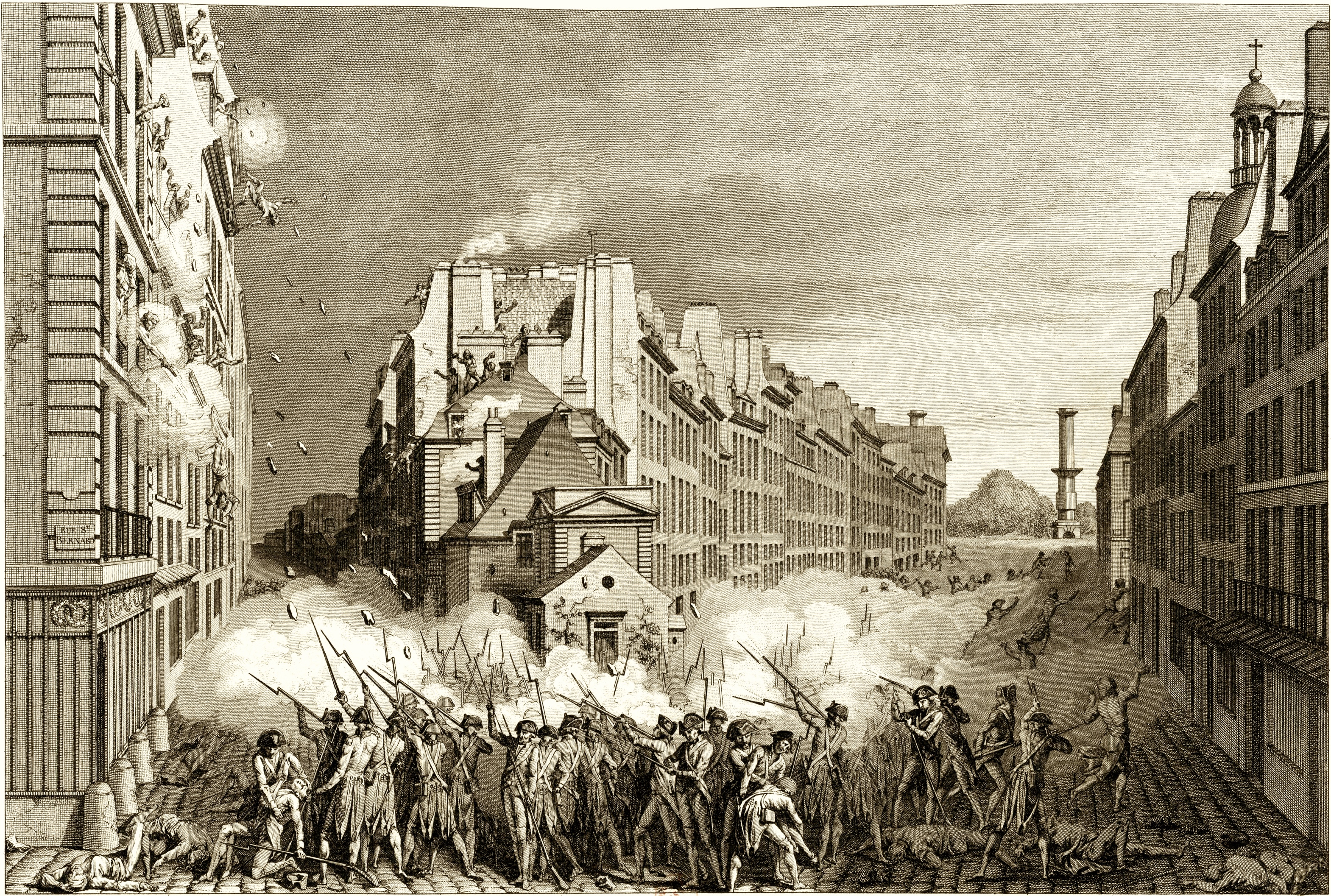
通宵骚乱

- 4月26日至29日：通宵骚乱[32]。由于听信了谣言，巴黎圣安托万郊区（英语：Faubourg Saint-Antoine）的墙纸工人发生暴乱[45]，二十五人在与军队的战斗中死亡[46][47]。
- 4月29日：阿图瓦行省的贵族抗议任何修改他们特权的举动[48]。
- 4月30日：
  - 布列塔尼俱乐部在凡尔赛成立，之后这个俱乐部又改名为宪法之友俱乐部[49]。
  - 马赛暴动，人民不费吹灰之力就占领了守护圣母圣殿堡和圣尼古拉堡这两个要塞，但圣让堡的指挥官德·得波塞骑士拒绝投降。

- 5月2日：

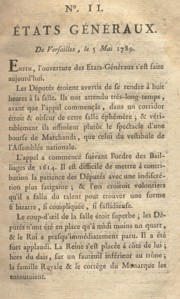
米拉波的《三级会议》

  - 路易十六在凡尔赛宫接见代表[50]，教士和贵族享有欢迎仪式，而第三等级代表不享有。随后国王及其家属、各大臣及代表一同前往圣路易主教座堂聆听开幕式弥撒[51]。
  - 奥诺雷·米拉波以三级会议（États généraux）为名创办了一份由代表写的公报，并出版了第一期[52]。
  - 马赛市民认出并杀死了试图逃跑的德·得波塞骑士，并把他的头插在了一根长矛上[53]。
- 5月4日：凡尔赛举办了三级会议开幕的宗教游行，并由南锡主教安纳·路易·亨利·德·拉法尔（法语：Anne-Louis-Henri de La Fare）布道[50]。
- 5月5日：三级会议在凡尔赛宫梅尼大会堂（法语：Hôtel des Menus Plaisirs）正式召开[54][38]。
- 5月6日：
  - 早晨，三个不同等级的代表被带领去了不同的房间开会。教士代表去了瑞士卫队厅（Salle des Cent-Suisse），贵族代表去了卫兵厅（Salle des Gardes）。第三等级代表则被带去了御座厅（Salle du trône），并自称“公共会议”（Assemblée des Communes）[55][56]。
  - 国务委员会下令禁止在没有得到出版准许的情况下出版任何形式的报纸[52]。
- 5月7日：米拉波的杂志《三级会议》被查封。但米拉波毫不在意，继续发表会议记录并分析日程表上的各种政治问题，然后以米拉波伯爵给委托人的信（Lettres du comte Mirabeau à ses commettants）为名出版了这些文章[52]。
- 5月11日：贵族拒绝与第三等级议员一起检查代表资格（法语：Vérification des pouvoirs）。教士们则提议在三个等级的会议间设立一个协调专员。第三等级组成的公共会议同意参加协调会议[55][57]。
- 5月19日：国王允许出版有关三级会议运作的报纸[58]。
- 5月20日：教士宣布放弃税务特权，并接受财政平等原则[58]。
- 5月22日：贵族宣布放弃税务特权，并同意对他们的财产征税[58]。
- 5月23日至26日：协调会议召开失败[55][57]。
- 5月25日：之前因选举延误的巴黎第三等级议员到达凡尔赛。
- 5月27日：国王介入三级会议的协调问题[55][57]。
- 5月28日：第三等级代表開始举办自己的集會[59] 。
- 5月29日：特殊的协调会议在司法大臣的主持下召开，但依旧没有成果[55][57]。
- 6月3日：科学家让·西尔万·巴伊被选为第三等级领导[60]:98。
- 6月4日：法王路易十六的继承人，七岁的路易·约瑟夫因肺结核去世，他四岁的弟弟诺曼底公爵路易-夏尔成为新的王太子[61][62]。
- 6月6日：贵族议员驳回了财政大臣雅克·内克尔提出的折中计划。
- 6月10日：在西哀士的建议下，第三等级议员决定自己开会，并邀请其他等级代表加入。
- 6月13日：三名普瓦图的教士议员决定加入第三等级会议[63]。
- 6月16日：另有十三名教士议员也加入了第三等级会议[64]。
- 6月17日：在西哀士的提议下，米拉波的领导下，第三等级议员宣布成立国民议会[65] [66]，并宣布通过议员来确定税务制度是公民的权力[67]。
- 6月19日：
  - 以149票支持对137票反对，教士议员们加入第三等级会议[58]。
  - 路易十六下令關閉國民議會集會的大廳—國家展廳（法语：Salle des États）并宣布在6月23日举行御前会议[41]。他本人则留在了馬爾利城堡（英语：Château de Marly）準備他的演講稿[68]。
  - 贝特朗·巴雷尔出版了第一期《黎明报》（Point du jour）[69]。
- 6月20日：网球场之誓。在前一日路易十六的命令下，会议大厅被上锁关闭。因此日下雨，国民议会的议员们便聚集在一个室内网球场内，并发誓在授予法兰西一部宪法前永不分离[70][71][72]。
- 6月21日：皇家议会拒绝了财政大臣内克尔的财政计划。
- 6月22日：
  - 国王下令让布罗伊公爵率领四万兵力前往巴黎[73]。
  - 由于一些贵族派人占领了网球场，新的国民议会便在凡尔赛宫里的圣路易主教座堂开会。150名教士议员和两名贵族议员也加入了此次会议[74]。
- 6月23日：
  - 路易十六召开皇家会议（法语：Séance royale du 23 juin 1789），判决国民议会作出的决定无效；下令三个等级继续分开开会，并提议改革的内容应该与立宪君主制相符合。
  - 但国王离开后，第三等级议员拒绝离开大厅，并宣布国民议会议员不可被侵犯。据说，米拉波对前来赶走他们的传令官说：“我们因为人民的意愿而聚集在此，且即使是在刺刀的威胁下，我们也不会离开此地。”（Nous sommes ici par la volonté du peuple et nous n'en sortirons que par la force des baïonnettes）[59]。
- 6月24日：教士阶级加入第三等级的会议[58]。
- 6月25日：48名贵族在奥尔良公爵的带领下，加入了国民议会[75][76]。
- 6月27日：路易十六下令让教士和第三等级代表一起开会[41]，并承认国民议会，且允许以票数而非等级来决定会议结果。
- 6月30日：一群民众闯入圣日耳曼德佩区的修道院监狱并释放了由于参加政治俱乐部而被监禁的法国卫兵。
- 7月1日：议员请求国王赦免那些被民众释放的法国卫兵[58]。
- 7月5日：日耳曼雇佣兵在国王的命令下从四面八方涌向巴黎[58]。
- 7月6日：国民议会组织了一个三十人的委员会来起草新宪法。
- 7月7日：骚乱沿着农场总管墙（法语：Mur des Fermiers généraux）爆发，民众还袭击了一些政府官员并烧掉了城门（英语：Barrières de Paris）[77]。
- 7月8日：随着局势日趋紧张，米拉波要求将法国卫兵，即国法国国王卫队（英语：Maison militaire du roi de France），移出巴黎，并在巴黎城设立新的民事守卫。
- 7月9日：国民议会在让-乔治·勒弗朗·德·蓬皮尼昂的主持下重组为国民制宪议会[35]，并向国王上书要求撤走军队[78]。
- 7月11日：
  - 因内克尔宣布皇室应按预算资金生活之故，路易十六解雇了他[79]，并让普卢利男爵担任首相，此举恶化了局势[80]。
  - 未来的帝国元帅路易-亚历山大·贝尔蒂埃晋升为中校。
  - 拉法耶特侯爵向议会递呈了人权和公民权宣言的草案，这份宣言主要由拉法耶特和他的朋友美国驻法大使托马斯·杰斐逊一起起草的[81]。
- 7月12日至14日：鲁昂爆发了由卡拉博组织的工人骚乱。两三百名掠夺者入侵了聖瑟韋区（法语：Quartier Saint-Sever），洗劫了一家丝绒厂并破坏、烧毁了三十台织布机[82]。

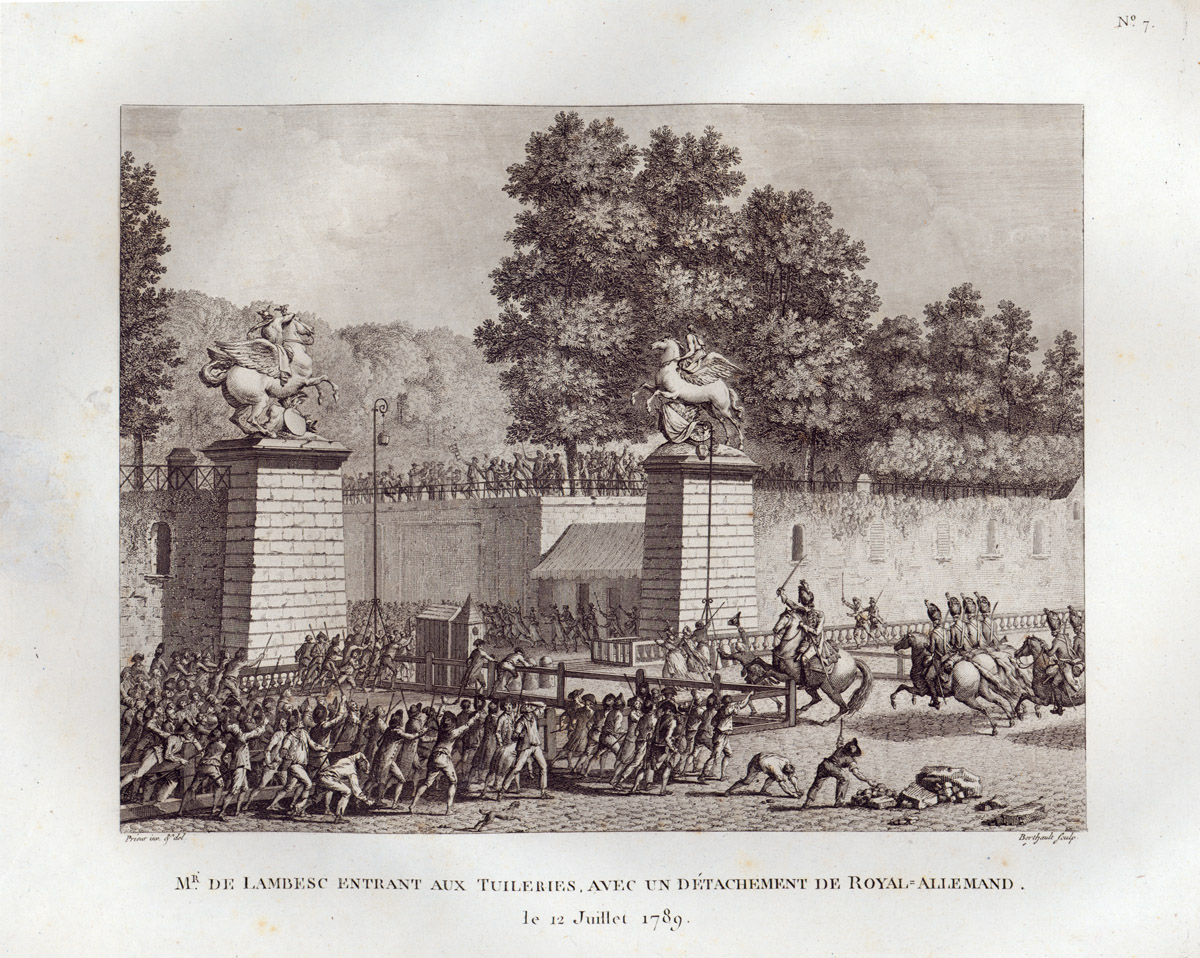
皇家阿勒曼德騎兵團在七月十二日进入杜伊勒里宫

- 7月12日：上午，巴黎人得悉内克尔已被解雇，愤愤不平。中午，卡米耶·德穆兰在巴黎皇家宫殿里的富瓦咖啡馆（法语：Café de Foy）向人群发表了演讲。下午，示威者们要求关闭剧院以示哀悼。巴黎已经处于暴乱之中。傍晚，愤怒的人群在杜伊勒里宫前和国王的骑兵起了冲突，而法国卫兵大多站在人民一侧[83][73][84]。
- 7月13日：
  - 暴乱的范围越来越大，人民控制了粮食储备，摧毁了五十四个入市税（法语：Octroi）征收点中的四十个并打开了监狱（法语：Liste des prisons de Paris sous la Révolution）。圣拉扎尔宫（法语：Enclos Saint-Lazare）被洗劫一空。人民还袭击了伤兵院和王家家具护卫（英语：Garde-Meuble de la Couronne）并夺取了枪械和大炮。巴黎人武装起来了[58]。
  - 国民议会宣布永远处于庭期。由于军队离巴黎很远，议会便请求国王重新建立一支人数为四万八千人的中产阶级卫队（法语：Garde bourgeoise）来维持巴黎的秩序。尽管国王否决了此事，但卫队的军官还是被选了出来[58][85]。

### 7月14日 - 围攻巴士底狱

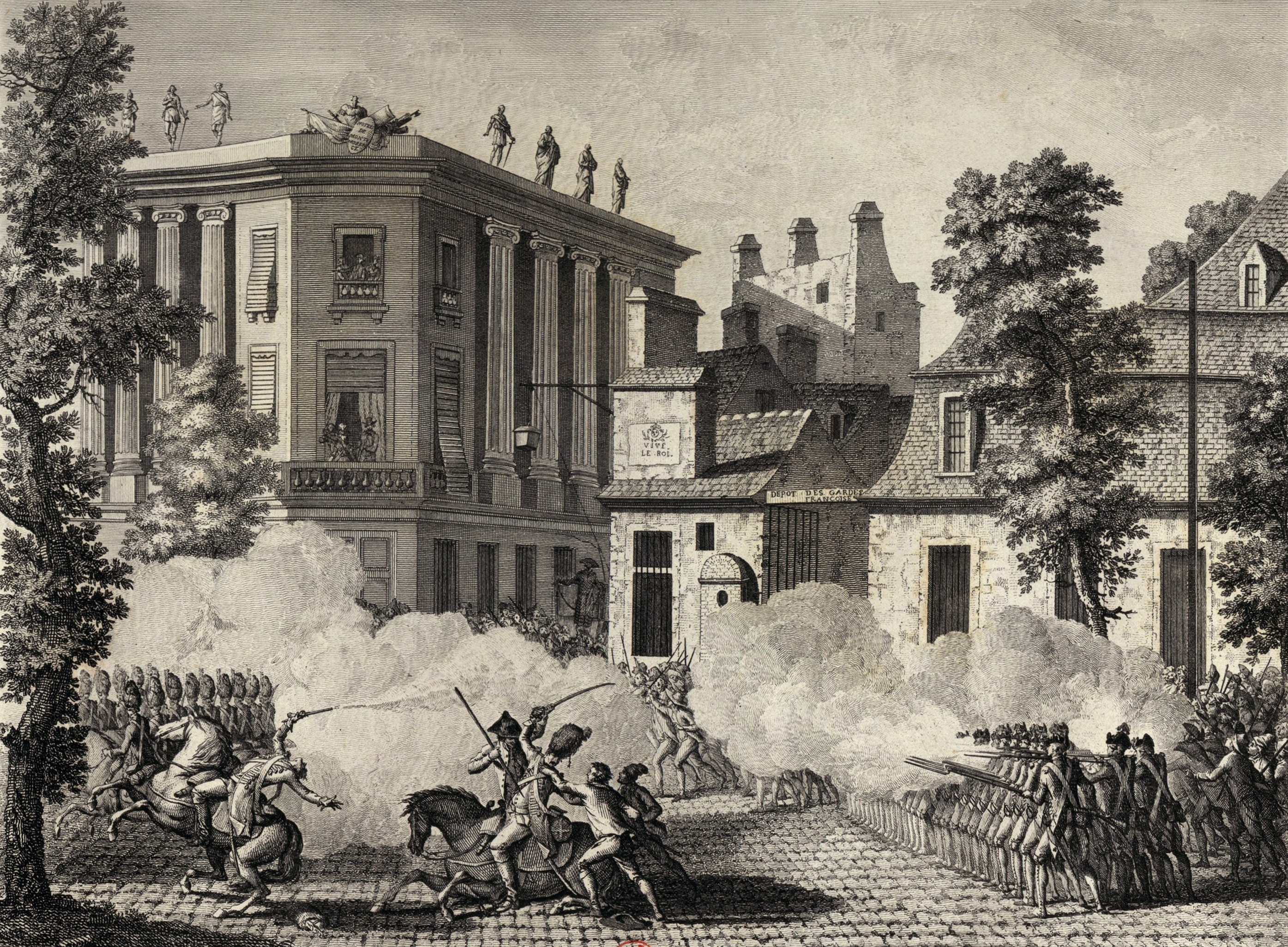
法王的德意志雇佣军和法国卫士在巴黎的冲突(1789年7月12日)
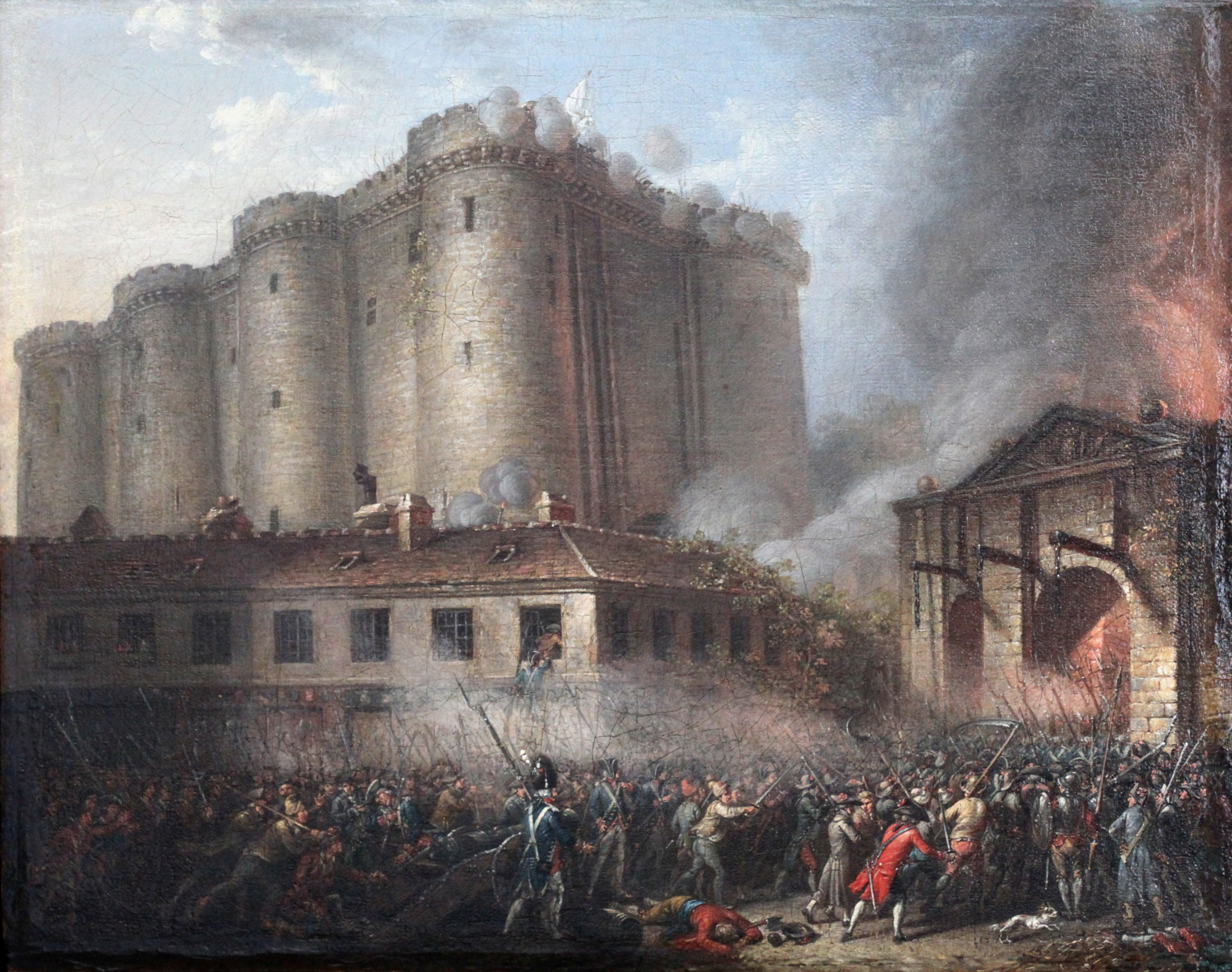
围攻巴士底狱 (1789年7月14日)
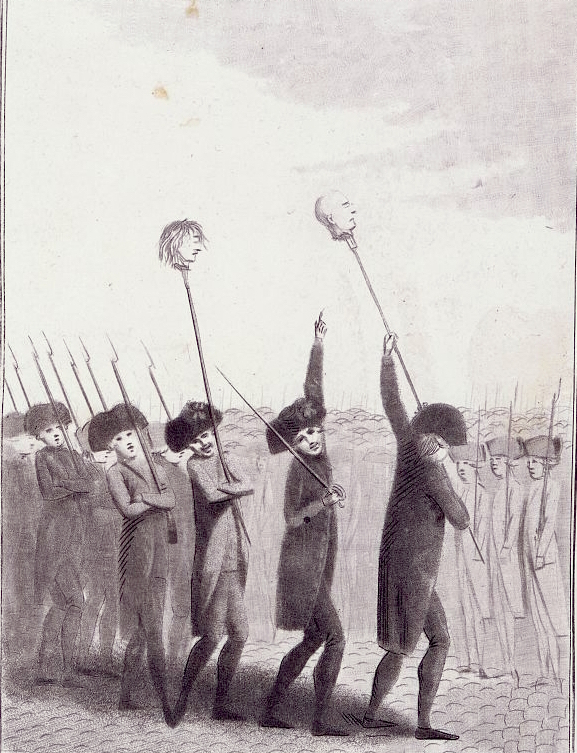
举着巴士底狱长洛内侯爵和巴黎商会会长雅克·德·弗莱塞勒的头的游行(1789年7月14日)
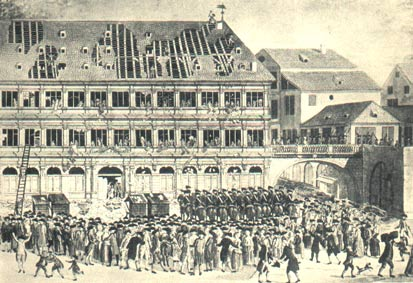
突袭斯特拉斯堡市政厅 (1789年7月19日)

- 7月14日：
  - 攻占巴士底狱[86]。一大群武装民众围攻巴士底狱，前一日创立的中产阶级卫队也加入了他们。而狱中虽仅有七名犯人，[80][87]但储存着民众急需的火药。在几小时的激战后，巴士底狱狱长（英语：Governor of the Bastille）侯爵洛奈投降[88]。随后，他和三名军官一起被民众押送到巴黎市政厅，最后被杀死。巴黎商会会长（法语：Prévôt des marchands de Paris）雅克·德·弗莱塞勒拒绝给民众提供武器，被民众指控叛国后也被杀死[89][90][58]。
  - 议会颁布法令禁止军队使用佩剑的刀刃伤人[58]。
- 7月15日：
  - 早晨，国王在议会前宣布他已经下令让军队撤出巴黎[58]。
  - 天文学家、数学家让·西尔万·巴伊出任巴黎市长，拉法耶特侯爵出任改名为国民自卫军的中产阶级卫队的指挥官[91][92][93]。
  - 得知内科尔被解雇后，第戎人民占领了当地的要塞和军火库，然后建立了一个民兵组织。同时，他们监禁了第戎的军事长官，并且禁止贵族出门[94]。
- 7月16日：国王召回内克尔，重新任命他为财政大臣[38]。新选出的巴黎议会投票决定摧毁巴士底要塞。相同的委员会和民兵组织亦在里昂、雷恩以及法国其他大型城市被成立。
- 7月17日：上午十点，国王在一百多名议员的陪同下到访巴黎，并在巴黎市政厅受到巴伊和拉法耶特侯爵的欢迎。国王将拉法耶特给他的三色帽子花结（英语：cockade）佩在了帽子上，并確認国旗为藍白紅三色旗[95][96]。目睹此情此景，几位重要的贵族，包括阿尔图瓦伯爵、孔代亲王、昂吉安公爵、普卢利男爵、布罗伊公爵、波利尼亚克公爵（英语：Jules, 1st Duke of Polignac）及他的妻子勃利夫人都在接下来的几天内离开了法国，成了第一批流亡分子[97][41]。晚上十一点，国王回到了凡尔赛。
- 7月18日：
  - 卡米耶·德穆兰正式出版《自由法国》。他要求一场更激进的革命，呼吁建立一个共和国并认为暴力革命是正义的。
  - 特鲁瓦因为粮食问题而爆发骚乱[44]。
- 7月19日：雷恩发生暴动，民众占领了军火库，而士兵拒绝向他们开枪。当地的军事长官不得不离开雷恩[94]。
- 7月20日至8月6日：大恐慌。多个地区相续爆发了农民起义（20日或21日：勒芒和南特；22日：弗朗什-孔泰；24日：塞纳河畔罗米伊和圣弗洛朗坦；25日：阿尔萨斯科尔马及埃诺省；26日：克莱蒙；28日：吕费克），并一直发展到东普罗旺斯（8月4日）和卢尔德（8月6日）才逐渐停止[98]。在大恐慌时期，各省处于暴乱之中，而掌控大城市的选民则在月底前建立了他们自己的中产阶级民兵团（7月16日：雷恩和格勒诺布尔；[99]7月17日：圣马洛；7月20日：尼姆）。
- 7月21日：斯特拉斯堡农民暴动，并袭击了斯特拉斯堡市政厅[100]。
- 7月22日：一群武装暴民市政厅广场杀害了路易·贝尼涅·弗朗索瓦·贝尔捷·德·索维尼（英语：Louis Bénigne François Berthier de Sauvigny）和他的岳父约瑟夫·富隆·德·杜埃（英语：Joseph Foullon de Doué）。前者是巴黎的监督官，而后者是法国的财政总监，且被指控做粮食的投机生意[58]。
- 7月23日至24日：巴黎六十区一共选出了一百二十名委员（每个区两名），然后这些委员组成了巴黎市政委员会[101]。
- 7月25日：
  - 米拉波将《米拉波伯爵给委托人的信》改名为《普罗旺斯信使》（Courrier de Provence）[52]。
  - 巴黎各区委员开了他们的第一场会议，并组成了巴黎公社代表大会（Assemblée générale des Représentants de la Commune de Paris）。
- 7月27日：蒙马特工人在圣但尼分发武器，并毁坏了一些小麦[102]。
- 7月28日：
  - 雅克·皮埃尔·布里索开办报纸法兰西爱国人（法语：Le Patriote français），这是从属吉伦特派的革命报纸[103][104][105]。
  - 内克尔离开巴塞尔前往巴黎。
- 7月29日：议会给自身设立了一系列规章制度[106]。
- 8月1日：随着大恐慌的逼近，市镇皮热泰涅和罗凯斯泰龙向尼斯求救[107]。
- 8月3日至4日：鲁昂人民在·夏尔·儒尔当和弗朗索瓦·波迪厄的鼓动下洗劫了富人的居所。前者是利雪的律师，后者是巴黎大皇宫内千般趣味剧院（英语：Théâtre des Variétés-Amusantes）的演员。当局在21日以谋反的罪名逮捕了他们，然后处以绞刑[108]。
- 8月4日：内克尔回到巴黎，官复原职，并重组了一个改革派政府。他的旧友阿尔芒·马克和弗朗索瓦-埃马纽埃尔·吉尼亚尔·德·圣普列斯特（法语：François-Emmanuel Guignard de Saint-Priest）也重新担任外交大臣和宫廷大臣。
- 8月4日至11日:  在诺瓦耶子爵的要求下，议会投票废除贵族的特权和封建权利，并于11日颁布“旧制度的死亡证书”—八月法令[109]。
- 8月7日：让-保尔·马拉发表文章《一个哄人入睡的阴谋》。文中谴责了八月四日改革并要求更激烈的革命。马拉迅速成为了无套裤汉中最激进的声音。
- 8月9日：内克尔发行三千万国债[110]。
- 8月10日至14日：议会颁布法令宣布王国将重归秩序与宁静之中，并宣布军队有义务向国家、国王和法律宣誓[111]。
- 8月14日：阿尔芒-加斯东·加缪（法语：Armand-Gaston Camus）被任命为国民制宪议会档案委员会（法语：Commission des archives）档案员（法语：Archivist），而这就是国家档案馆的起源[112]。
- 8月18日：列日爆发起义[113]。
- 8月19日至20日：图雷特事件（法语：Affaire de la Tourette）。马赛爆发骚乱，群众杀死了中产阶级卫队的加桑准将，并洗劫了市政官拉费雪的府邸，然后将他的家具付之一炬。市政府宣布实施战时法，随后卡拉芒伯爵（法语：Victor Maurice de Riquet de Caraman）率领军队进入马赛城维持秩序。次日，要求释放囚犯的骚乱参与者被强制驱散了[114]。
- 8月23日：议会宣布宗教自由。
- 8月24日：议会宣布言论自由。

### 8月26日 - 人权和公民权宣言
- 8月26日：议会通过人权和公民权宣言[115][116] 。

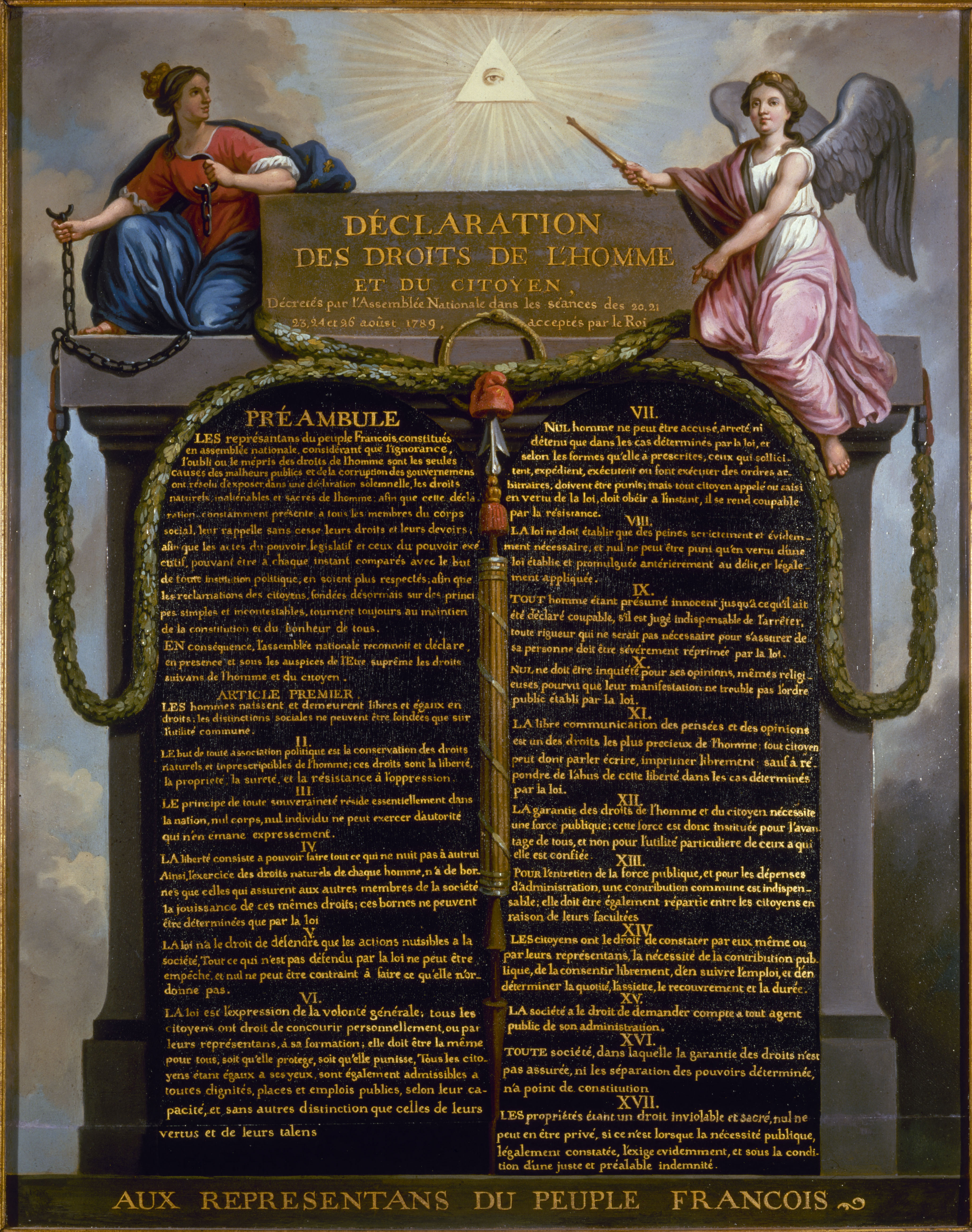
人权和公民权宣言

- 8月28日：议会讨论是否要赋予国王否决权。
- 8月29日：议员让-弗朗索瓦·戈捷·德·比奥扎（法语：Jean-François Gaultier de Biauzat）出版辩论与法令日报（法语：Le Journal des débats）（Journal des Débats et des Décrets），以此将议会中的辩论和法令公之于众[117]。
- 8月30日：卡米耶·德穆兰在巴黎皇家宫殿组织了一场起义，旨在阻止赋予国王否决权并强迫国王回巴黎。起义以失败告终。
- 8月31日：议会下属立宪委员会提议建立两院制议会并赋予国王否决权。
- 9月1日至2日：圣艾蒂安一家工厂的工人摧毁了一家配有制作叉子的新式机器的工坊[118]。
- 9月8日至9日：由于食物的短缺和机器的使用，特鲁瓦再次陷入骚乱之中。一群纺织工人、妇女、工匠和无业游民在第二天刺杀了克劳德·岳兹（法语：Claude Huez）市长，并毁坏了他的尸体。他们还毁损了一些机器[73]。
- 9月10日：国民议会就立法机构形式进行投票表决。支持两院制为89票，支持一院制为849票。立法机构确立为一院制[73]。
- 9月11日：国民议会赋予国王暂停性质的否决权。从此，凡经国王否决的法令，不得由该届立法议会再行提呈；但若其下两届议会连续通过同一法令，即连续三届议会通过的法令，则具有法律效力。[119] 。
- 9月12日：
  - 在奥尔良，种植葡萄的农民和郊区工人攻击了护送小麦的车队，并爆发了骚乱，但最终遭到了由上层资产阶级控制的市政府的镇压[44]。
  - 马拉的报纸《巴黎政论家》（Publiciste parisien）出版了第一期[120]。
- 9月15日：德穆兰出版了《巴黎灯柱演讲辞》。在这本激进的小册子中，德穆兰不仅为政治暴力正名，还高等赞扬了巴黎暴民。
- 9月16日：马拉将报纸改名为人民之友，还在其中提议来一场激烈的社会和政治革命。
- 9月19日：巴黎市政议会重新选举，各区一共选出三百位议员。
- 9月22日：议会通过了一条创建新制度的宪法条款。在月底前，议会一共通过了十九条未来的宪法条款。但国王拒绝公布这些法律并开始召集军队[73]。
- 10月1日：路易十六在凡尔赛宫为佛兰德军团（法语：Régiment de Flandre）举办了国王护卫宴会。当国王，玛丽皇后以及王太子在甜点时间出现时，护卫们戴上白色的皇家帽章。但虚假的信息迅速传到了巴黎，说护卫将三色帽章踩在脚下，侮辱了帽章。而这引起了公愤[121][122][58]。
- 10月3日：米拉波就宪法在议会发表演讲，他的演讲很快就传遍了整个国家[73]。
- 10月4日：国王声称他对人权和公民权宣言保留意见。[123]

### 10月6日 - 凡尔赛妇女大游行

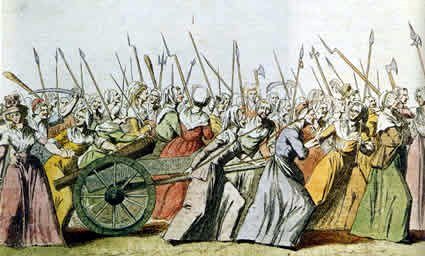
凡尔赛妇女大游行 (一七八九年十月五日至六日)

- 10月5日至6日：凡尔赛妇女大游行。主要由妇女组成的一大群民众从巴黎游行到凡尔赛，并向路易十六索要面包，后者同意了这一请求[124]。民众还要求国王将身边的护卫换成由拉法耶特指挥的国民卫队。同时，议会也利用这个机会要求国王批准涉及宪法的法令和人权宣言。到了晚上，拉法耶特的国民护卫加入了民众[125][126]。第二天，一群妇女冲入了宫殿[127]。这群妇女要求国王和他的家人跟随游行者一同回巴黎，国王同意了[128]。随后，国民制宪议会也同意迁址至巴黎，并在同日得到了国王的承认。
- 10月6日：布列塔尼俱乐部迁址至圣奥诺雷路上的圣奥诺雷街雅各宾修道院，并改名为宪法之友俱乐部[129]安托万·巴纳夫、阿德里安·迪波尔（法语：Adrien Duport）、拉法耶特侯爵、亚历山大·德·拉梅特、奥诺雷·米拉波、埃马纽埃尔-约瑟夫·西哀士、夏尔·莫里斯·德塔列朗-佩里戈尔、雅克·皮埃尔·布里索和马克西米连·罗伯斯庇尔都加入了这个俱乐部[130]。
- 10月10日：
  - 议会任命拉法耶特为巴黎及其近郊的常规军的指挥官，并将国王的头衔"法兰西及纳瓦尔国王"简化为"法兰西国王"[73]。
  - 身为医生兼议员的约瑟夫-伊尼亚斯·吉约丹向议会提议用一种更人道的方法来处决犯人，同时提出了断头台的设想。[131][132][133]。
- 10月12日：路易十六秘密写信给西班牙国王卡洛斯四世，向他抱怨自己受到的虐待。阿尔图瓦伯爵则秘密向神圣罗马帝国皇帝约瑟夫二世写信，要求他进军法国干涉内政[134]。
- 10月19日：国民议会召开迁址巴黎后的第一次会议，地址在巴黎圣母院旁边的大主教寓所[58]。
- 10月21日：议会通过了米拉波提出的有关防止未来起义的军事法律（法语：Loi martiale votée sous la Révolution）[58]。
- 10月28日：
  - 阿尔芒-加斯东·加缪（英语：Armand-Gaston Camus）当选为国民立宪议会议长。
  - 议会暂时禁止宗教宣誓[58]。
- 11月2日：议会投票决定将教会的财产转交国家处置[135]。但内克尔反对该法律[110]。
- 11月5日：议会颁布法律废除阿图瓦省（法语：États d'Artois）[48]。
- 11月7日：议会禁止议员成为大臣[136]。
- 11月9日：议会移至马术厅，即位处靠近杜伊勒里宫的原骑术学校[128]。
- 11月28日：
  - 德穆兰发表了他的周刊《法兰西和布拉班特革命报》第一期。刊中野蛮地攻击了保皇派和贵族。
  - 吉约丹医生在议会给议员们展示断头台，并声称他和外科医生安托万·路易（法语：Antoine Louis）合作制造的这台机器是“最安全、最快、最不野蛮”的处决机器。一开始，这台机器被称为“路易松”（Louison）或“路易塞特“（Louisette）（此处指的是国王路易十六的名，而非安托万·路易的姓）。但很快议员和记者们就将其称为“吉约丹”（Guillotine）以此纪念吉约丹医生。
- 11月30日：科西嘉完全并入法国[58]。
- 12月1日：法国海军的水手在土伦暴动，逮捕了上将德阿尔贝特。
- 12月9日：议会决定在原先法国大区的规划下，将每个大区细分为多个省。
- 12月14日：议会颁布市镇建立法[58]。
- 12月16日：杜波-克昂希将军提出建立征兵制的方案，但最终被议会否决[137]。

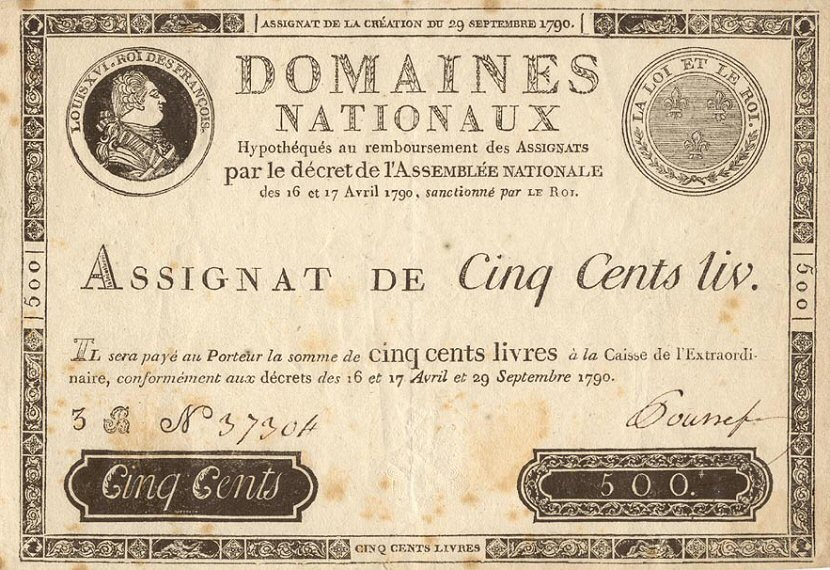
指券

- 12月19日：为解决财政危机，政府引入指券，这是一种不以银本位为基础的货币券。又因政府实际上已经破产，所以其储备金为之前没收的教会资产[138][139][140]。
- 12月21日：身为巴黎长官（法语：Prévôt de Paris）的贵族议员巴黎子爵（法语：Vicomté de Paris）斯坦尼斯拉斯·德·克莱蒙-托内尔（法语：Stanislas de Clermont-Tonnerre）尝试在没有提案的情况下让议会允许犹太人担任公职，但最终失败了[141]。
- 12月22日：议会颁布了《建立选举及行政议会法令（法语：Décret de la division de la France en départements）》[142]。
- 12月24日：议会裁定新教徒有权担任公职，并将公民身份授予非基督教徒[143]。

## 1790年 - 政治俱乐部的兴起

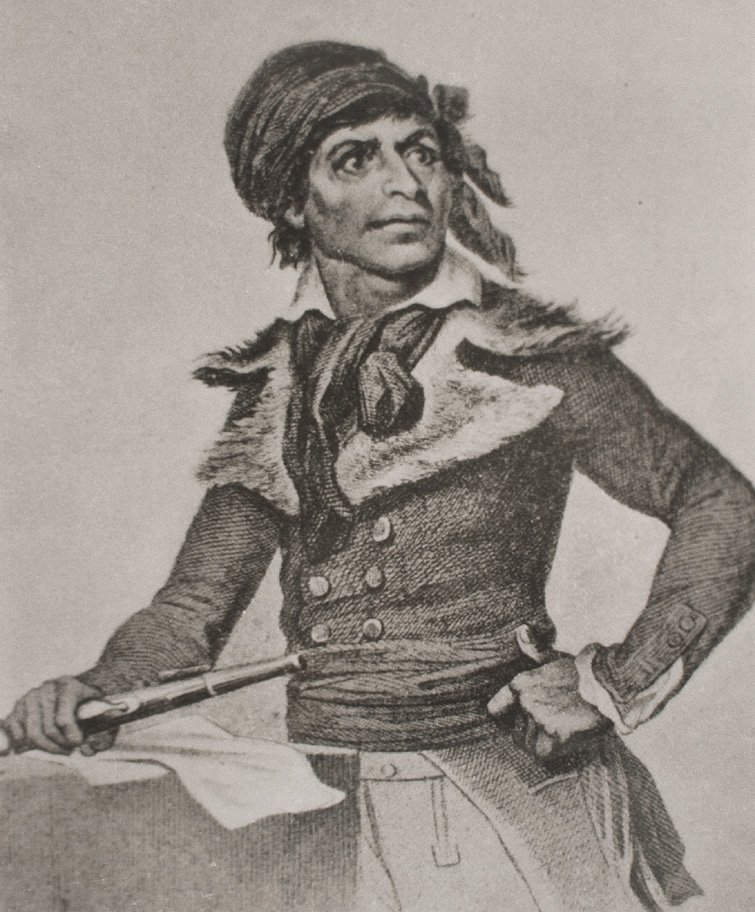
让-保尔·马拉
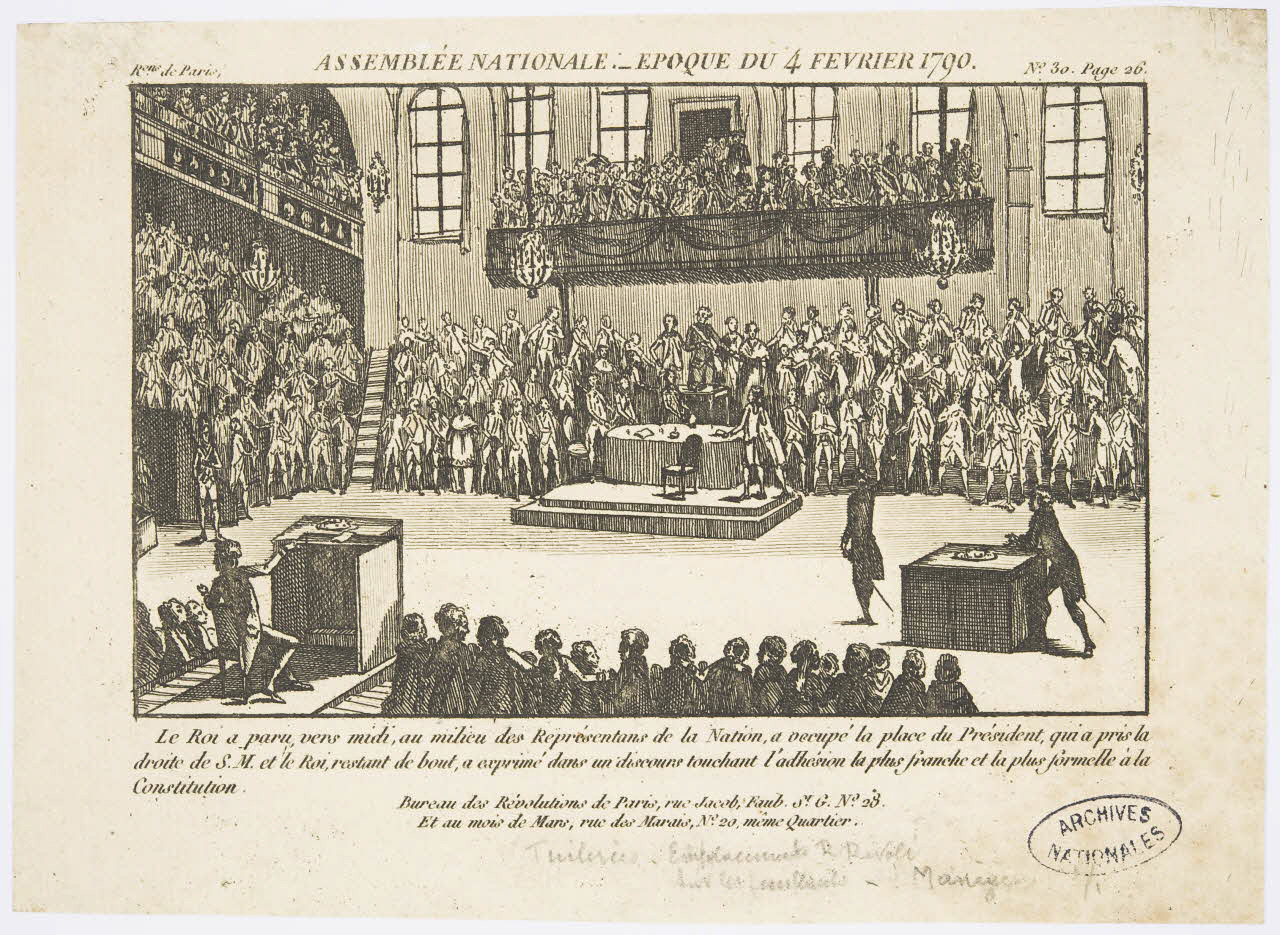
国民议会（1790年2月4日）
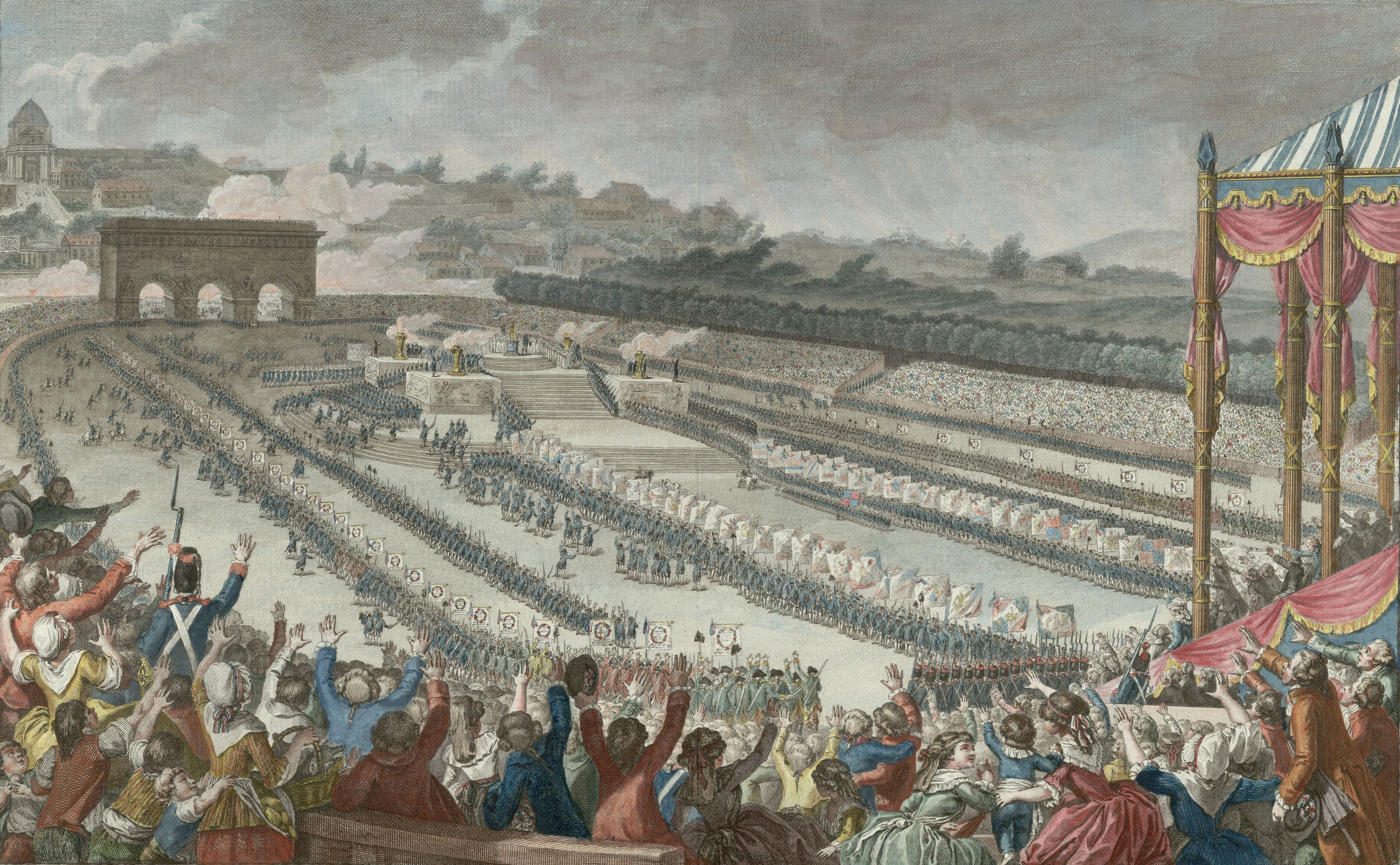
联盟节（1790年7月14日）

- 1月7日：凡尔赛暴动，暴动者要求降低面包价格。
- 1月18日：马拉发表文章猛烈抨击财政大臣内克尔。
- 1月22日：因为马拉的激烈言论，巴黎市政警察试图逮捕他。但马拉被一群无套裤汉保护着，然后逃到了伦敦。
- 2月13日：议会明令禁止宗教誓约和修道院的敛心默祷。
- 2月20日：神圣罗马帝国皇帝约瑟夫二世病逝。
- 2月23日：议会规定法国境内所有的新教堂区牧师（curés）应大声读出议会的法令。
- 2月28日：议会废除军官必须是贵族的规定。
- 3月8日：议会决定在法国殖民地继续实行奴隶制，但允许殖民地自建议会。
- 3月12日：议会同意市政当局拍卖教会财产。
- 3月29日：在一次秘密的教廷会议上，庇护六世谴责了人权宣言。
- 4月5日至5月3日：一系列的支持天主教、反革命的暴动在法国各地爆发：瓦讷 (4月5日)；尼姆 (4月6日)；图卢兹 (4月18日)；土伦 (5月3日)及阿维尼翁 (6月10日)。暴乱者抗议政府对教会采取的措施。
- 4月17日：科德利埃俱乐部成立，会员们在同样以其科德利埃命名的原女修道院会面。此俱乐部成为激进改革最直言不讳的支持者。
- 5月18日：马拉回到巴黎，继续出版人民之友。
- 5月21日：议会宣布用新的四十八个分区取代巴黎先前的六十个选区。
- 5月22日：议会决定议会自身能决定战争或和平的问题，但只有国王提出及允许方可宣战。
- 5月22日：拉法耶特与巴伊成立1789社[144]。
- 5月30日：里昂举办联盟节庆祝革命；里尔在6月6日举办；斯特拉斯堡于6月13日举办；鲁昂于6月19日举办。
- 6月3日：法属殖民地马提尼克的混血儿起义。
- 6月19日：议会废除世袭贵族的头衔和种种特权。
- 6月20日：路易十六废除圣米迦勒骑士团。
- 6月21日：教皇管理下的阿维尼翁要求加入法国。议会为了防止与庇护六世起冲突，推迟了此请求。
- 6月26日：英国，奥地利，普鲁士及荷兰的外交官在杰尔若纽夫会面，讨论对法的军事干涉。
- 7月12日：议会颁布教士的公民组织法，并宣布教士无特殊地位，且需对政府宣誓效忠[145]。

### 1790年7月14日 - 联盟节
- 7月14日：联盟节在巴黎战神广场举办，以纪念革命一周年。国王和皇后，议会成员及政府官员和大批民众都参与了此次庆典。期间，拉法耶特宣誓自己将"永远对国家，法律和国王忠诚；永远支持被议会通过，被国王同意的宪法。"[146]他的军队，甚至国王和带着王储的王后也都宣了此誓[147][148]。联盟节是大革命时期各政治派别最后一次团聚巴黎的活动。
- 7月23日：教皇秘密写信给路易十六，承诺谴责议会废除法国教士特殊地位一事。
- 7月26日：马拉要求立即处决五百至六百名贵族来挽救革命。
- 7月28日：议会拒绝同意奥地利军队穿过法国国境去镇压受法国大革命鼓舞而起义的比利时。
- 7月31日：因德穆兰与马拉要求暴力革命，议会决定采取合法措施去反对他们。
- 8月11日：议会废除什一税。
- 8月16日：议会在全国范围内采用太平绅士制，以之取代由当地贵族控制的传统法庭。议会呼吁重新制定军规。
- 8月24日至31日：叛乱的士兵与支持拉法耶特和议会的国民卫兵在南锡对战。
- 9月：雅克-勒内·埃贝尔创办極端激進的《迪歇纳老爹报》。
- 9月4日：财政大臣内克尔被解雇，国民议会接管公共财政。
- 9月6日：议会废除巴黎高等法院，标志司法民主化[149]。
- 9月16日：布雷斯特水手暴动。
- 10月6日：路易十六向他表兄卡洛斯四世写信，表达自己对教士新的地位的不满。
- 10月9日：托斯卡纳大公继承神圣罗马帝国皇位，成为利奥波德二世。
- 10月12日：议会解散了圣多明各(即今日的海地)当地的议会，并重申了殖民地的奴隶制不可废除。
- 10月21日：议会规定红白蓝三色旗取代白色旗和法国君主的百合花饰成为法国的徽章。
- 11月4日： 法国殖民地法兰西岛(即今日的毛里求斯)发生暴乱。
- 11月25日：圣多明各黑奴起义。
- 11月27日：议会裁定所有教士必须向国家，法律和国王宣誓。大多数教士拒绝宣誓。
- 12月3日：路易十六向普鲁士国王腓特烈·威廉二世写信，请求他联合欧洲君主对法军事干涉以维护自己的地位。
- 12月27日：议会中三十九名教士议员宣誓效忠政府。但议会中绝大多数教士议员依旧不肯宣誓。

## 1791年 - 皇室出逃失败

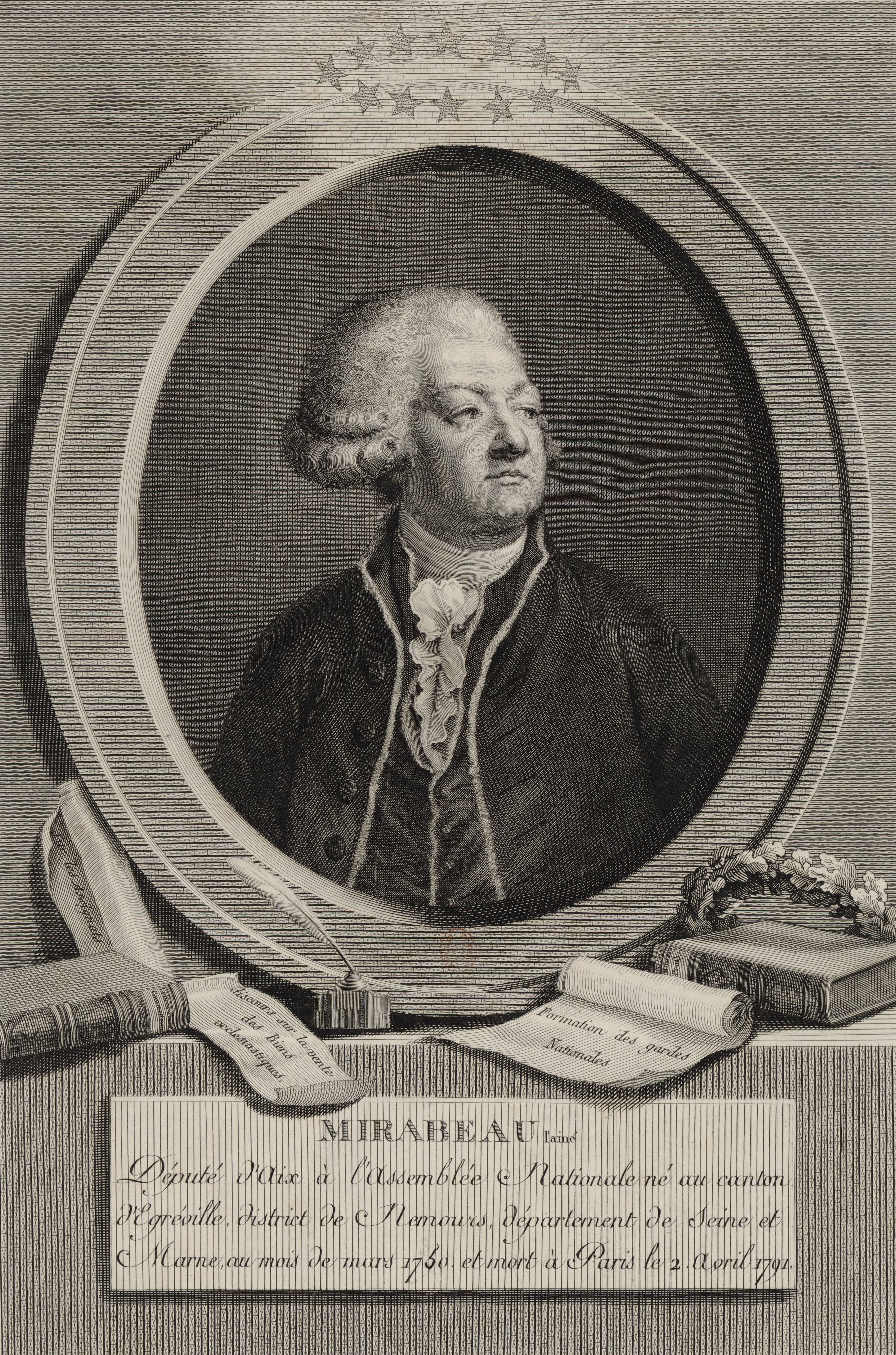
奥诺雷·米拉波
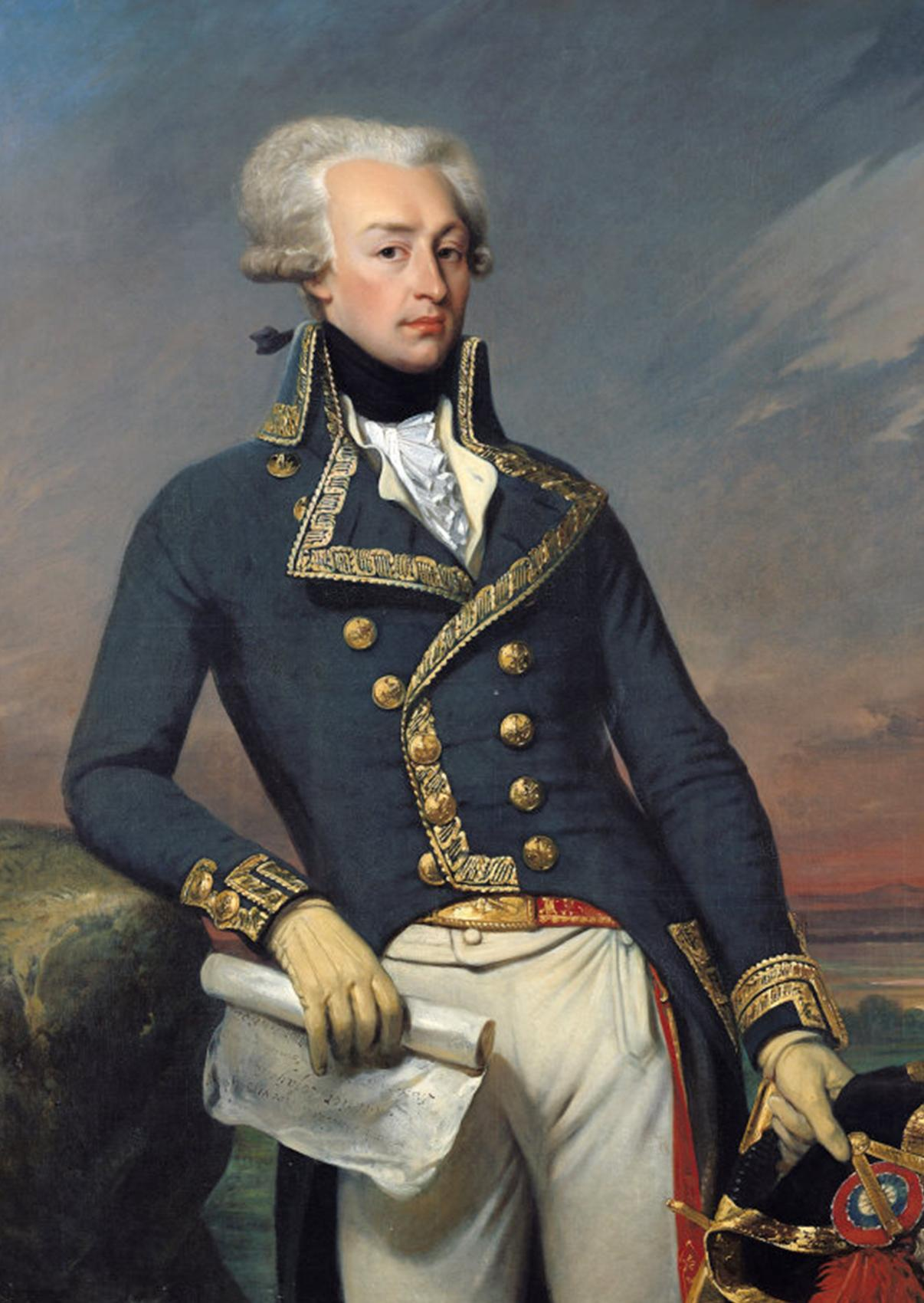
拉法耶特
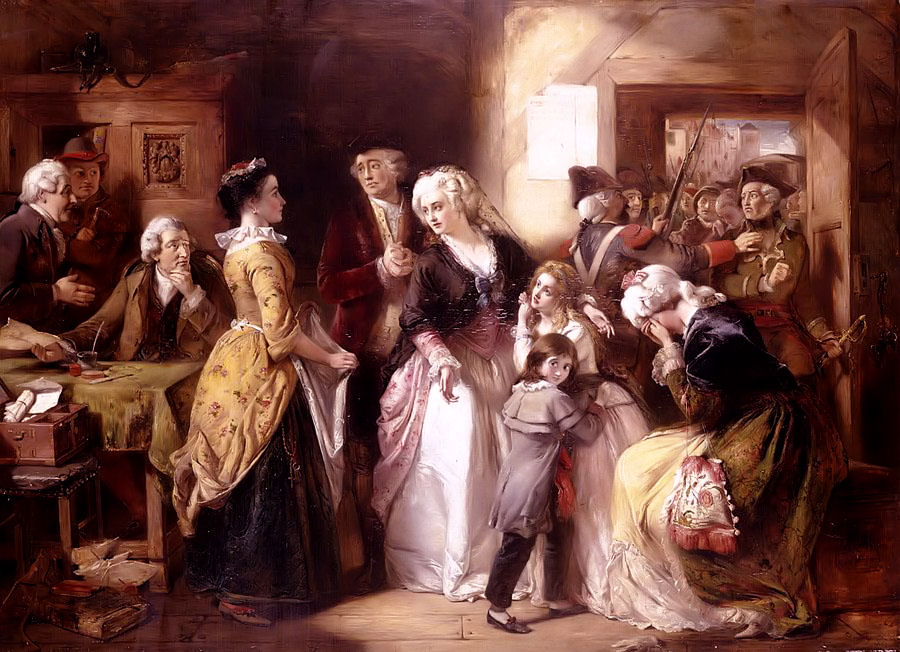
国王及其家人被认出并在瓦雷讷被捕(1791年6月21日)

- 1月1日：
  - 奥诺雷·米拉波当选为国民议会主席。
  - 议会颁布法令将圣路易勋章和军功勋章（英语：Order of Military Merit (France)）合并为军事勋章（法语：Décoration militaire (France, 1791)）（décoration militaire）。
- 1月3日：牧师被要求在24小时内向国家宣誓。但议会中绝大多数教士议员依旧不肯宣誓。
- 2月19日：路易十五的未出嫁的女儿们（Mesdames de France）离开法国。
- 2月24日：宣过誓的主教们取代了先前的教会统治集团。
- 2月28日：匕首日（英语：Day of Daggers）[150][151]。拉法耶特下令将聚集在杜伊勒里宫前保护皇室的四百名武装贵族逮捕。最后在3月13日释放了他们。
- 3月2日：废除同业公会。
- 3月3日：议会下令将教堂中的银器全部融化，然后卖给政府当资金使用。
- 3月10日：教皇谴责了教士的公民组织法
- 3月25日：法兰西与梵蒂冈外交关系破裂，教皇召回教廷公使安东尼·杜尼亚尼（義大利語：Antonio Dugnani）[152]。
- 4月2日：米拉波逝世。
- 4月3日：议会提议将圣女热纳维耶芙教堂改名为先贤祠，成为安葬并纪念法国著名人物的祠堂。
- 4月13日：教皇发布通谕谴责教士的公民组织法。
- 4月18日：国民警卫不顾拉法耶特的命令，禁止皇室前往圣克卢宫（英语：Château de Saint-Cloud）庆祝复活节。
- 5月4日：米拉波的遗体被移至先贤祠。
- 5月16日：在马克西米连·罗伯斯庇尔的提议下，议会禁止现届议会议员参加下届议会选举。
- 5月30日：议会下令将伏尔泰的骨灰移至先贤祠[153] 。
- 6月14日：议会通过勒沙普里安法，以此废除了大公司并禁止开办工会和罢工。
- 6月15日：议会禁止牧师在非教堂区域着教会服装。

### 6月20日至21日 - 皇室成员逃离巴黎

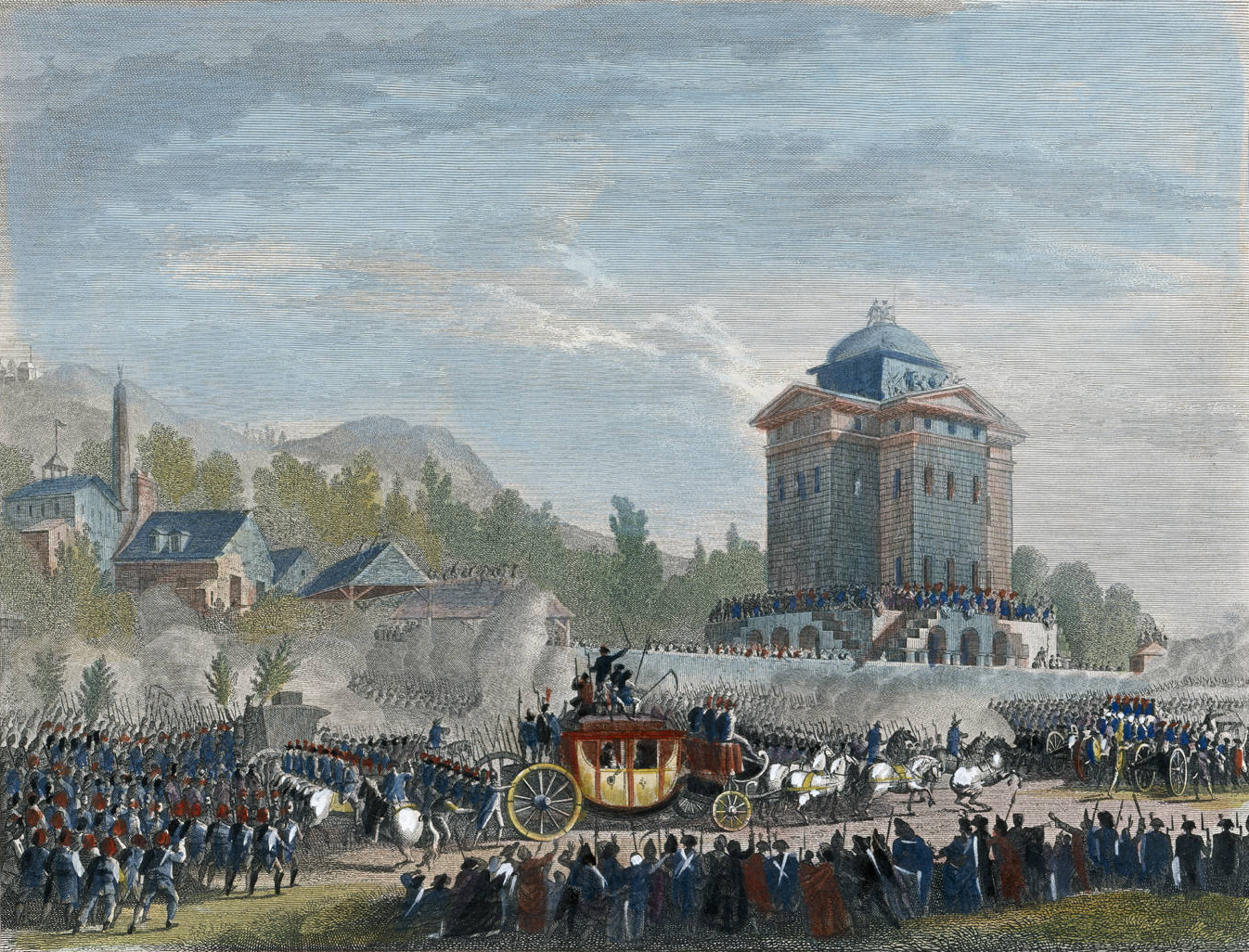
路易十六在逃跑失败后被抓回巴黎 (1791年6月25日)

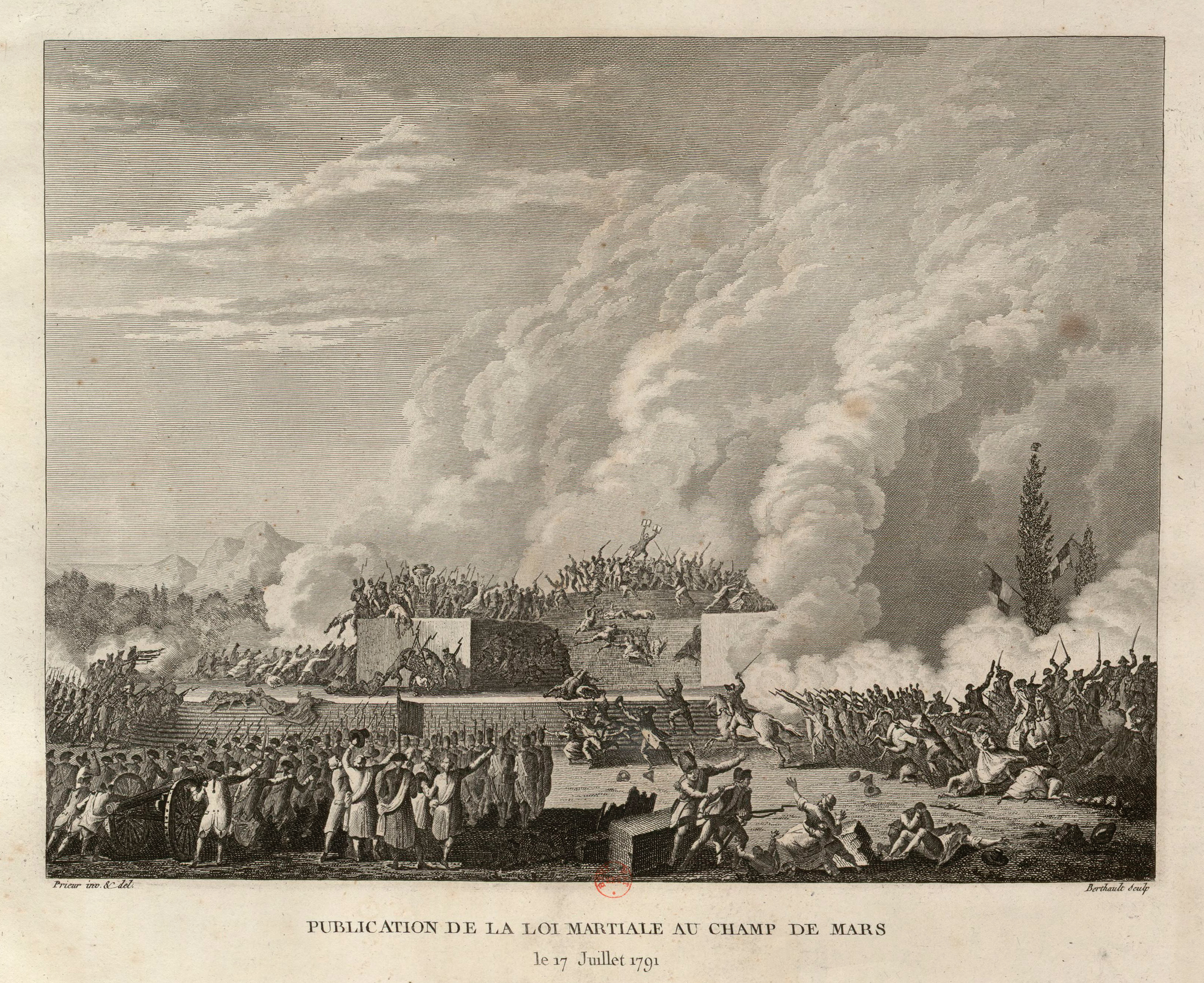
国民卫兵在战神广场上向示威者开火(1791年7月17日)

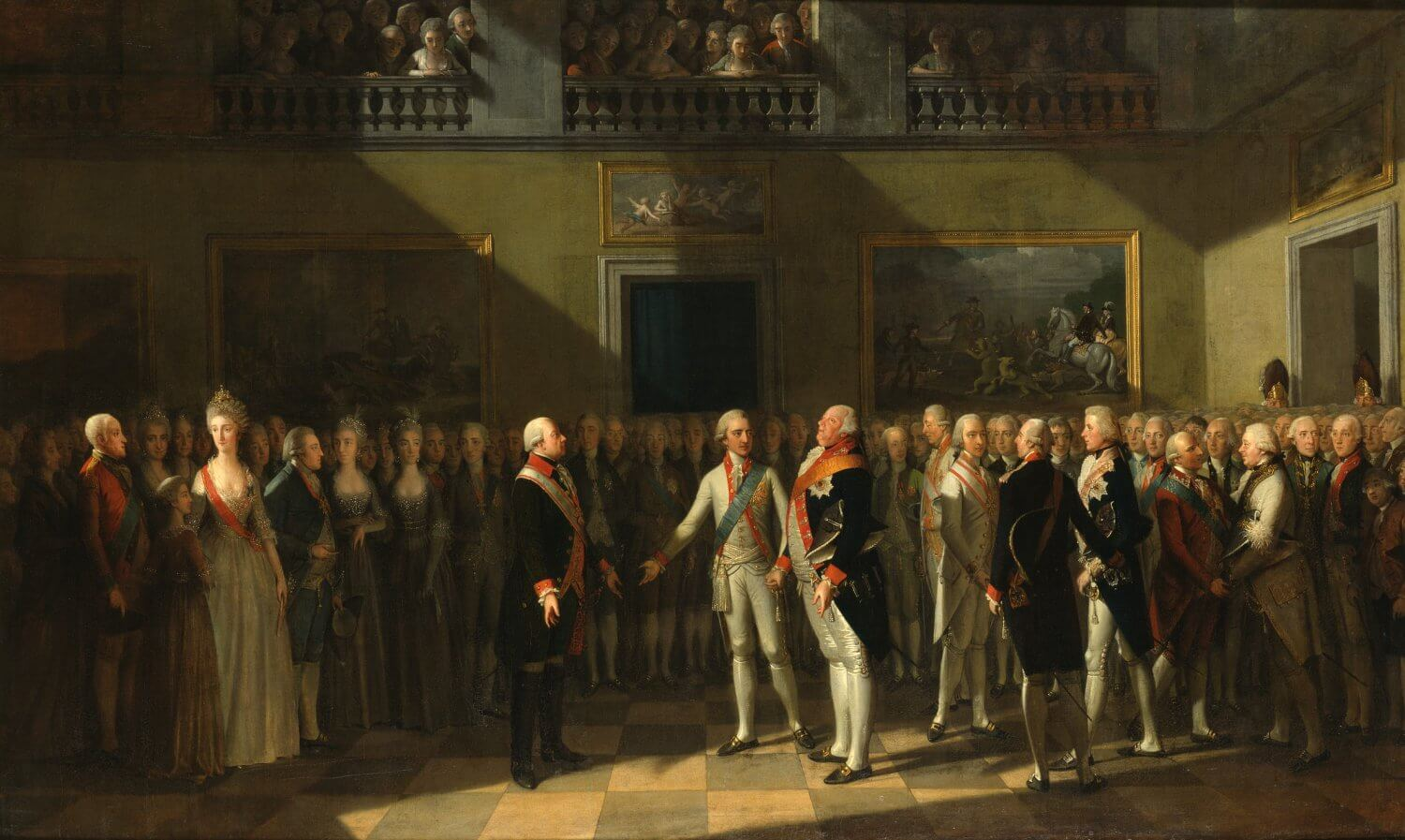
皮尔尼茨宣言

- 6月20日至21日：路易十六的出逃。在二十日的夜间，国王一家偷偷溜出了杜伊勒里宫，然后乘上开向蒙梅迪的马车[154]。
- 6月21日至22日：国王在瓦雷讷被人认出[154][155] 。议会宣布国王违反了他的意愿，并派遣了三名使者将其接回巴黎。
- 6月25日：路易十六回到巴黎。群众以沉默的方式迎接他们。议会将他职权停止直到进一步讨论，并监视保护他和王后[156][157][158][159]。
- 7月6日：利奥波德二世发表帕多瓦声明，呼吁欧洲所有王室前去救助路易十六[160]。
- 7月9日：议会宣布所有流亡者必须在两个月内返回法国，违者没收一切财产。
- 7月11日：伏尔泰的骨灰被移至先贤祠[153]。
- 7月15日：国民议会宣布国王不可侵犯，亦不可被审判。但议会通过附加条款，规定国王在新宪法被起草之后才能恢复王位。
- 7月16日：雅各宾俱乐部分裂，温和派另组斐扬俱乐部。
- 7月17日：战神广场大屠杀。由雅各宾派和科德利埃俱乐部及其盟友支持的游行在战神广场爆发，要求废除君主制。市政府举起了象征军事法的红旗，表明禁止游行。国民卫兵便向人群开枪，五十人死亡。[161][162]
- 7月18日：紧接战神广场一事，议会宣布禁止煽动暴乱、怂恿民众违法乱纪、发表反动文件。此举直指雅各宾俱乐部和科德利埃俱乐部。于是马拉逃匿，丹东离法赴英。
- 7月25日：米拉波的《普罗旺斯信使》停刊[52]。
- 8月14日：圣多明各奴隶起义[163]。
- 8月27日：皮尔尼茨宣言 - 宣言由普鲁士国王腓特烈·威廉二世和神圣罗马帝国皇帝利奥波德二世联合签署[164][165]，要求法国革命者将权力交还路易十六[166]。宣言含糊其辞，被法国人民视为欧洲诸国对革命的直接威胁，最终导致了法国大革命战争[167]。
- 9月13日至14日：路易十六正式簽署宪法。
- 9月27日：议会宣布所有居住在法国的人，无论肤色，皆为自由身。但法国殖民地的奴隶制依然保存。法国犹太人亦被授予公民权。
- 9月29日：议会规定加入国民卫队的公民须支付一定税额，因此将劳动阶级排出在外。
- 9月30日：国民制宪议会的最后一天，议会赦免了自一七八八年以来的所有政治犯。
- 10月1日：第一届国民立法议会开庭，保王党人克洛德-埃马纽埃尔·德·巴斯托雷（英语：Claude-Emmanuel de Pastoret）当选为议长。
- 10月16日：反对革命市镇及市政府的暴乱在阿维尼翁爆发。在一名市镇官员被杀后，关押在教皇宫地下室的反政府犯人全被杀害。
- 11月9日：流亡者被再次命令在1792年1月1日前回到法国，违者没收财产、判死刑、以叛国罪论处。路易十六请求他的兄弟们回国。
- 11月12日：巴黎市长巴伊迫于政治压力辞职[168] 。
- 11月14日：热罗姆·佩蒂翁·德·维尔纳夫以6728票对拉法耶特3126票，成功当选为巴黎市长。选举中共八万人有投票资格，但七万人弃权。
- 11月16日：佩蒂翁正式出任巴黎市长。
- 11月25日：立法议会开设监视委员会以监视政府。
- 11月29日：教士再次被命令向政府宣誓，违者將被視為可疑分子。
- 12月3日：国王向腓特烈·威廉二世写密信，催促他以武力干涉法国内政“来防止法国的悲剧在欧洲重演”[169]。法王的兄弟阿尔图瓦伯爵和普罗旺斯伯爵拒绝回国，评论说"国王正处于精神和身体的囚禁中" [169]
- 12月14日：拉法耶特获得一支法国边防军的指挥权，即以梅斯为基地的中央军队（英语：Army of the Centre）。其他两支边防军：北方军队（英语：Army of the North (France)）和莱茵军队（英语：Army of the Rhine (France)）则分别由罗尚博伯爵和尼古劳斯·卢克纳指挥。
- 12月28日：议会投票决定召集大批志愿者守卫法国边疆。

## 1792年 - 战争和君主制的推翻

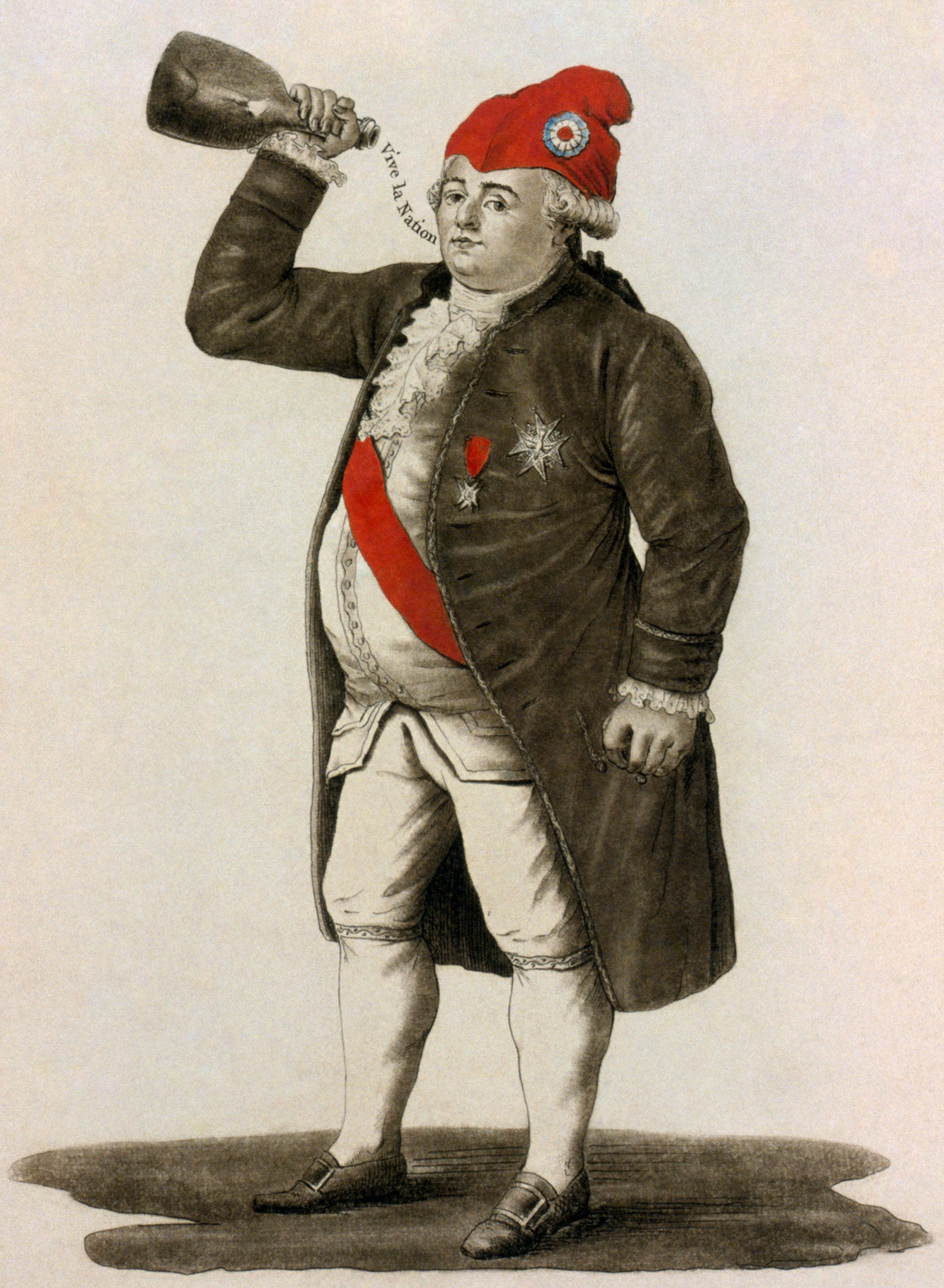
示威者冲入杜伊勒里宫，路易十六屈尊带上弗里吉亚无边便帽并向国家举杯祝酒(1792年6月20日)
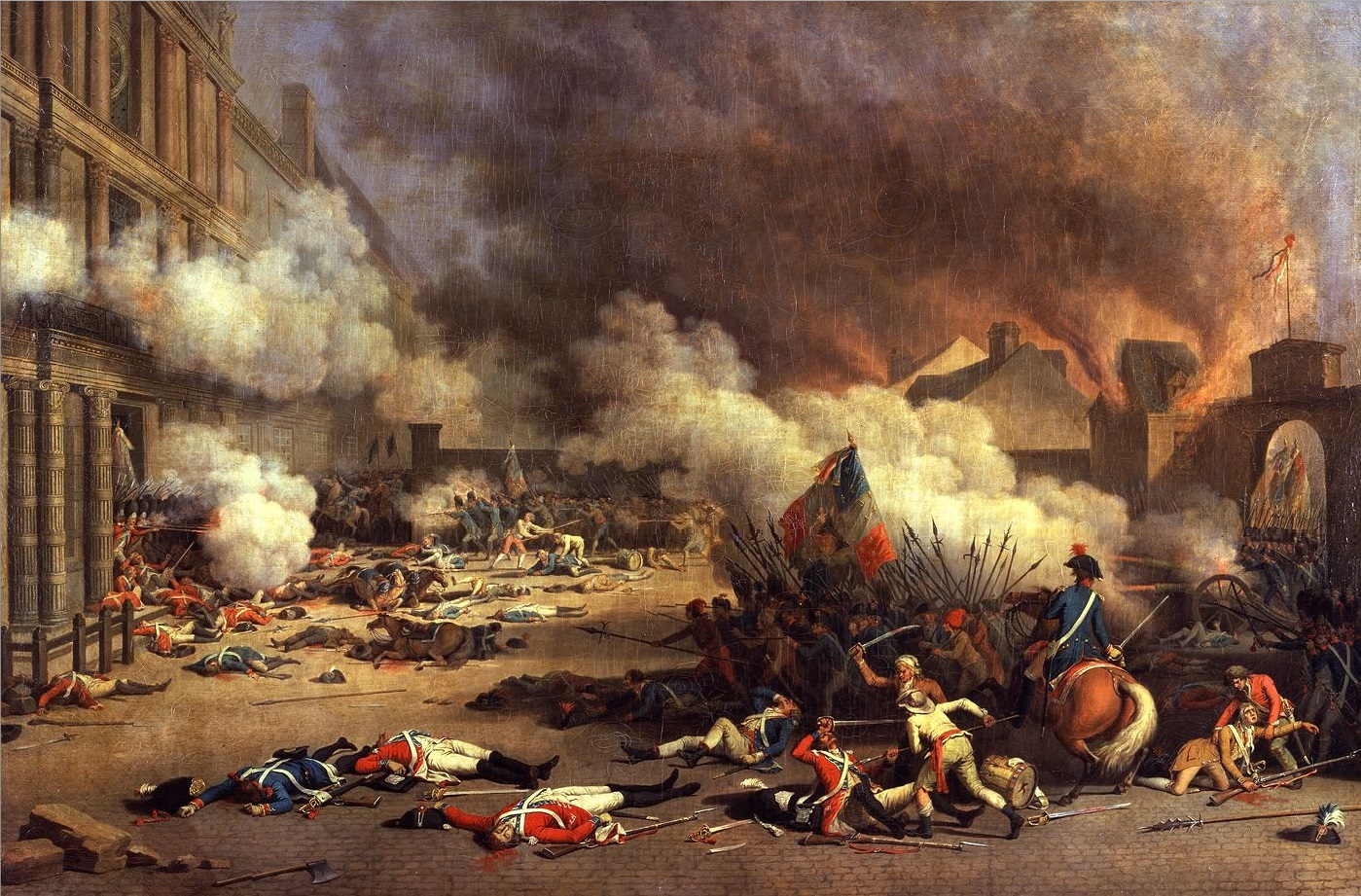
无套裤汉占领了杜伊勒里宫并屠杀了瑞士卫兵(1792年8月10日)
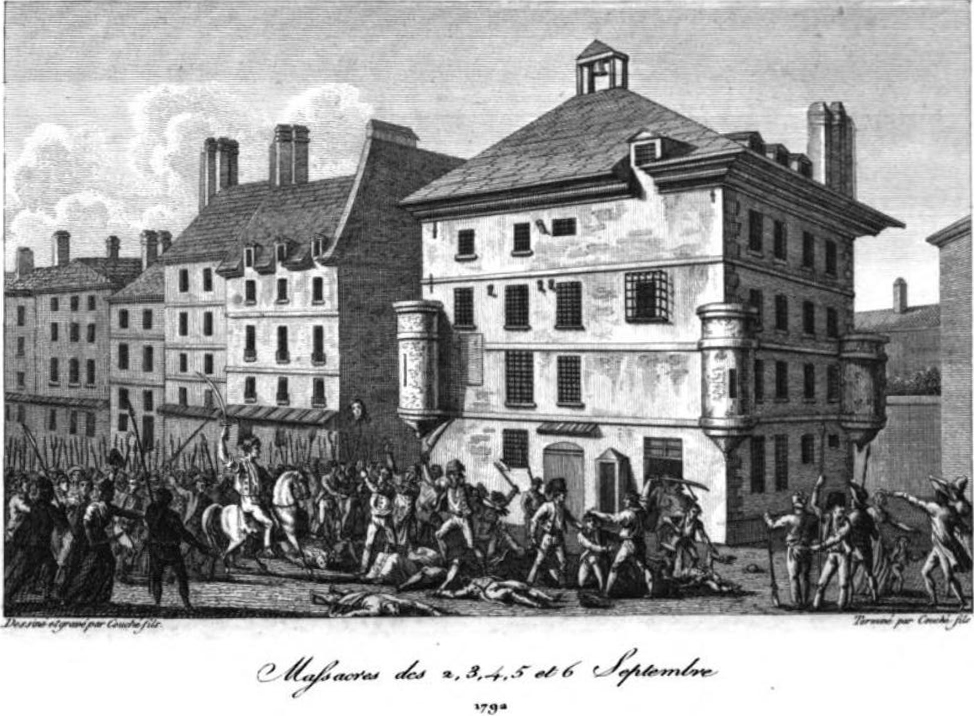
九月屠杀 (1792年9月2日至7日)
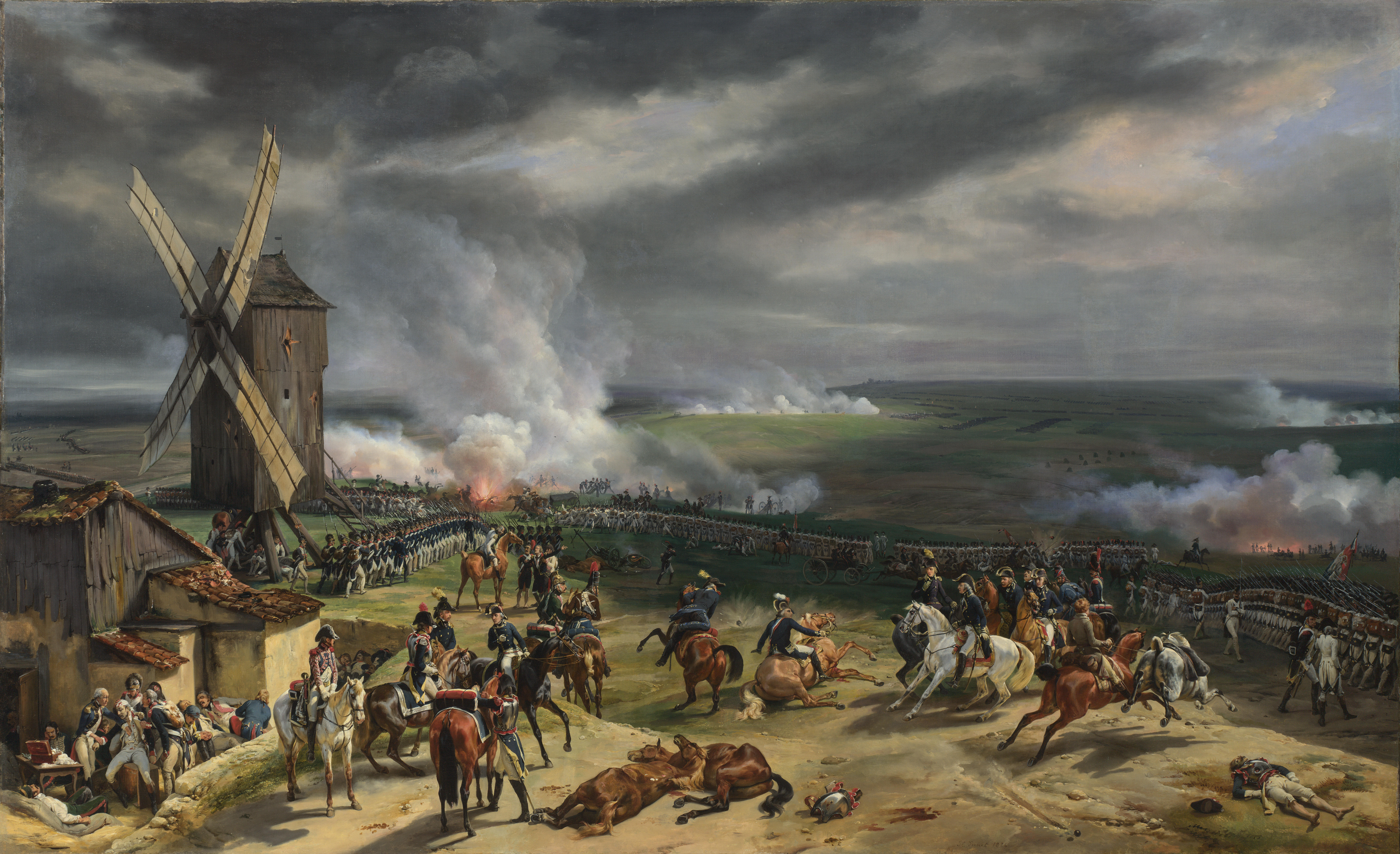
法国在瓦尔密战役中击败普鲁士 (1792年9月29日)

- 1月23日：海地革命导致巴黎糖和咖啡的严重短缺。抗议食物短缺的暴乱爆发；许多食品店被洗劫。一月到三月接连不断地发生巴黎食物短缺引发的暴乱。
- 2月1日：法国公民需要护照方可前往国家内陆地区。
- 2月7日：神圣罗马帝国和普鲁士在柏林签署入侵法国以维护君主制的军事条约。
- 2月9日：为了国家福祉，议会颁布了适用于流亡者的国家财政法（英语：Biens nationaux）。
- 2月23日：军队和民众在贝蒂讷因粮食分配起了冲突。
- 3月7日：不伦瑞克公爵被任命为奥普联军的指挥官。
- 4月4日：议会授予海地的奴隶自由。[170]
- 4月5日：议会关闭了保守神学的中心索邦学院。
- 4月20日：议会向波西米亚及匈牙利的国王宣战，即向神圣罗马帝国宣战[171]。
- 4月25日：在斯特拉斯堡，由克洛德·约瑟夫·鲁日·德·李尔创作的马赛曲第一次被唱起。
- 4月28日：战争开始。罗尚博伯爵率军侵入奥属尼德兰。
- 4月30日：政府发行三百万指券来提供军费。
- 5月5日：议会下令军队增加三十一个营。
- 5月6日：包含德国雇佣军的皇家日耳曼骑兵团（英语：Régiment de Royal-Allemand cavalerie）退出法军，加入了奥普联军。
- 5月12日：撒克逊及贝尔谢尼骠骑兵团退出法军，加入普奥联军。
- 5月27日：议会下令流放所有未签署教士的公民组织法，即未向政府宣誓的教士。
- 6月8日：议会下令新添的两万志愿者扎营于巴黎城外。
- 6月11日：路易十六否决了流放教士、让新的军队部署在巴黎外的法令。
- 6月20日：由巴黎公社支持，公诉人路易·皮埃尔·曼努埃尔（英语：Louis Pierre Manuel）和乔治·雅克·丹东所领导的秘密反抗委员会成立。同日，示威游行者冲入了杜伊勒里宫，路易十六屈尊戴上弗里吉亚无边便帽并向国家举杯祝酒。[172]
- 6月21日：议会禁止有武装的公民在城市内聚集。
- 6月28日：拉法耶特在议会发表讲话，谴责了雅各宾派和其它激进俱乐部的行为。他关于组织检查巴黎国民卫兵的提议被巴黎市长热罗姆·佩蒂翁·德·维尔纳夫宣告无效。
- 6月30日：拉法耶特离开巴黎，重回军队。他被罗伯斯庇尔谴责，其雕像被暴民在巴黎皇家宫殿焚烧。
- 7月11日：当联军缓慢逼近巴黎之时，议会宣布祖国危急存亡。
- 7月14日：第二届联盟节。
- 7月15日：议会投票将支持拉法耶特的军队移至远离巴黎的地方。由丹东领导的科德利埃俱乐部要求用召集大会以取代立法会议。
- 7月25日：布伦瑞克宣言 - 联军指挥官布倫瑞克公爵卡尔·威廉·斐迪南警告若法国皇室成员受到伤害，那么紧跟而来的是一次“惩戒性的、永远难忘的复仇”[173]。
- 7月28日：布倫瑞克宣言在巴黎引起轩然大波，人民对国王愈加仇恨。
- 7月30日：议会同意劳动阶级(不缴税)加入国民卫兵。来自马赛的联盟派（英语：fédérés）志愿军唱着莱茵军战歌（即后来的马赛曲）到达巴黎。忠于拉法耶特的国民卫兵与新的志愿军起了冲突。
- 8月3日：巴黎48个区中有47个区向议会请愿，要求废黜国王。而这些区大多由雅各宾派和科德利埃派控制。
- 8月4日：巴黎第八区威胁议会若不废除国王，那么就发动起义。为此应皇室要求，杜伊勒里宫的瑞士卫兵加强了防卫，许多武装贵族也加入了卫兵。
- 8月9日：公证人乔治·丹东和他的科德利埃俱乐部接管了巴黎市政厅，然后建立了巴黎革命公社。公社的成员增添至二百八十八位。

### 8月10日 - 突袭杜伊勒里宫 - 国王的废黜
- 8月10日：八月十日事件。谋反的巴黎公社国民卫兵和来自马赛和布列塔尼的联盟派志愿军攻击了杜伊勒里宫。国王一家逃至立法议会避难。守卫皇宫的瑞士卫兵（英语：Swiss Guard）惨遭屠杀。立法议会将国王临时停职并下令选举新政府，即国民公会。议会还承认巴黎公社为巴黎的合法政府。
- 8月11日：议会选出了新的执行委员会来取代政府。丹东被任命为司法部长。市政当局得到允许逮捕革命潜在敌人的授权，保皇派的报刊全都遭禁。
- 8月13日：国王一家被囚禁在圣殿塔。
- 8月14日：拉法耶特未能说服他的军队前往巴黎解救国王。
- 8月17日：在罗伯斯庇尔和巴黎公社的要求和威胁下，议会同意开设革命法庭，而其成员由公社选出。议会还同意召集国民公会来取代议会。
- 8月18日：议会废除教职修会和医院修会，两者为法国最后的宗教修会。
- 8月19日：拉法耶特离开军队开始流亡。不伦瑞克公爵带领着联军和法国流亡者，越过国界进入法国东北。
- 8月20日：凡尔登战役爆发
- 8月21日：革命法庭第一次即席审判，并用断头台处决了一名保皇派人士，路易·科勒诺·当格勒蒙（法语：Louis Collenot d'Angremont）。
- 8月22日：巴黎公社下令从此以后，人的称呼从先生（Monsieur）、女士（Madame）变为公民（男：Citoyen，女：Citoyenne）。保皇派在布列塔尼，旺代省和多菲内暴动。

### 9月2日至7日：巴黎监狱大屠杀
- 9月2日至7日：紧跟着法军在凡尔登投降的新闻，公社下令屠杀在巴黎监狱里的犯人。1090名至1395名犯人被杀，多数死者是普通罪犯，17%的死者是教士，6%是瑞士卫兵，5%是政治犯[174][175]。
- 9月10日：政府征用教堂中的所有金银器具。
- 9月19日：卢浮宫被改成陈列皇家收藏的博物馆，向公众开放。
- 9月20日：议会在最后会期里投票通过准许世俗婚姻和离婚的法律。
- 9月20日：凡尔登战役结束，不伦瑞克公爵胜利。

### 9月20日：瓦尔密战役的胜利 - 国民公会的出现
- 9月20日：法军在夏尔·弗朗索瓦·迪穆里埃和弗朗索瓦·克里斯托夫·克勒曼的领导下在瓦尔密战役中击败了普军，普军撤退。与此同时，新的国民公会在马术厅的层层紧闭的大门背后开了第一次会，并选择了它的办事处。749名议员中，113名是雅各宾派议员。这些雅各宾派议员都选择坐在议厅最左侧的高台上，即山岳(Montagne)，由此得名山岳党(Montagnards)[176]。

### 9月22日 - 法兰西第一共和国成立
- 9月22日：國民公會宣布廢除君主制（英语：Proclamation of the abolition of the monarchy），法兰西第一共和国成立。
- 9月25日：马拉将人民之友改名为法兰西共和国日报(Journal de la Republique francaise)。
- 9月29日：法军占领尼斯和部分萨伏依。
- 10月1日：中央军队被重命名为摩泽尔军队（英语：Army of the Moselle）。
- 10月3日：法军占领由巴塞尔大主教统治的瑞士巴塞尔，并宣布它是一个独立的共和国。
- 10月23日：法军占领美茵河畔法兰克福。
- 10月24日：布里索发表《告全法国共和党书》。
- 10月25日：军事勋章被议会废除。
- 10月27日：夏尔·弗朗索瓦·迪穆里埃率领法军入侵奥属尼德兰。
- 11月14日：法军占领布鲁塞尔。
- 11月19日：國民公会要求军队介入任何“人民要求重获自由”的国家。
- 11月20日：在杜伊勒里宫内国王公寓里的铁橱柜（英语：armoire de fer）里发现了路易十六和米拉波以及其他外国君主的秘密合同。
- 11月27日：议会宣布尼斯和萨伏依并入法国。
- 11月28日：法军占领列日。
- 12月3日：雅各宾派领导人兼国民公会巴黎首席代表罗伯斯庇尔要求处死国王。
- 12月4日：布鲁塞尔议会派来的代表向国民公会表达了比利时人的谢意，并希望法国官方承认比利时的独立。公会立即同意并发表了声明。[177]
- 12月6日：在马拉的建议下，议会命令所有议员必须单独公开表明是否支持处死国王。

## 1792年12月10日至1793年1月21日 - 路易十六的审判和处决

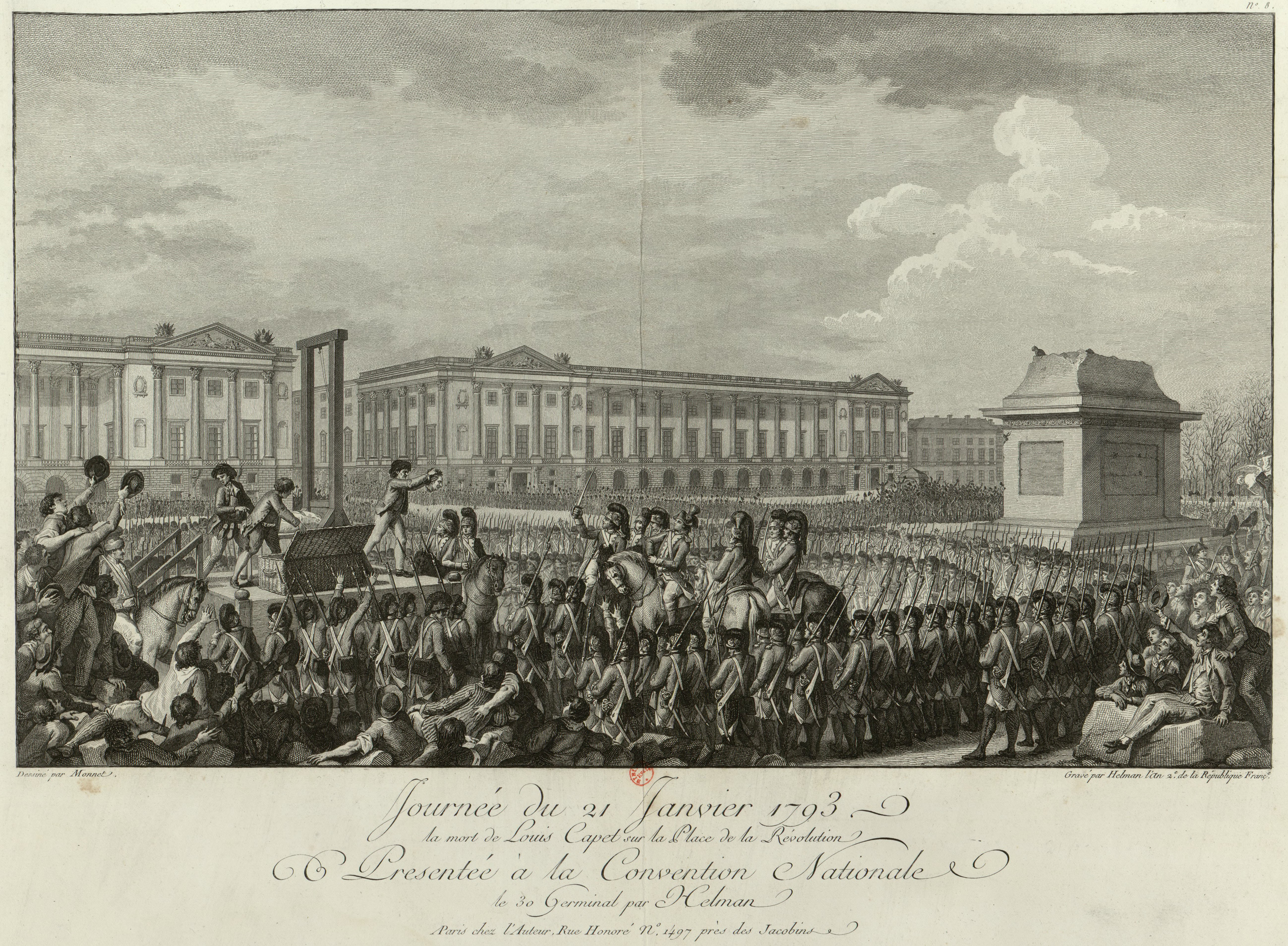
处决法王路易十六(1793年1月21日)
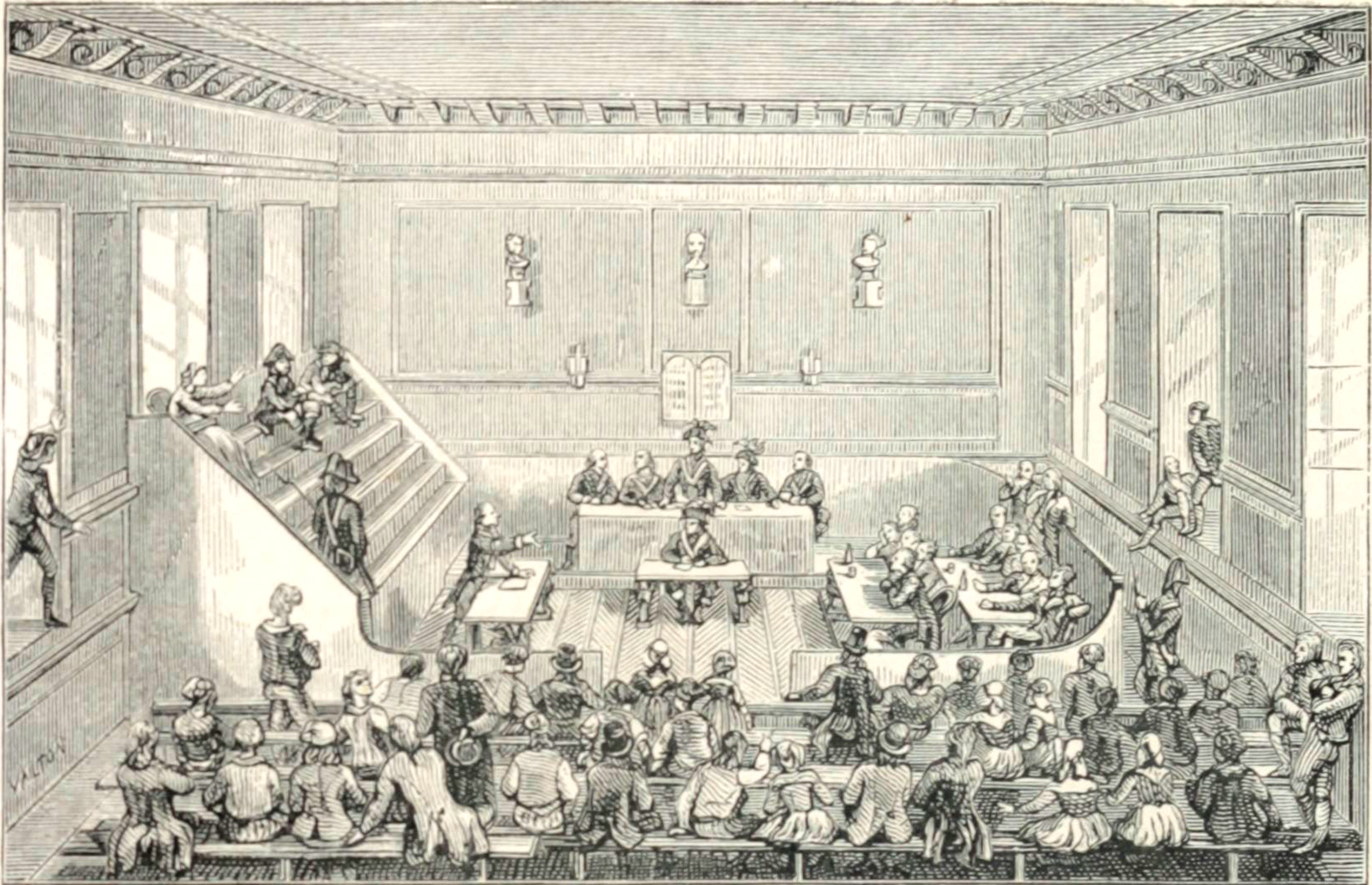
工作中的革命法庭

- 12月10日：公会开会前对路易十六的公开审判（英语：trial of Louis XVI）[178] 。
- 12月11日：路易十六在公会开会前被带来。他亲自来了两次，分布在11日和26日。
- 12月26日：雷蒙·德塞茲（英语：Raymond Desèze）为国王辩护。
- 12月27日至28日：公会有动议要求人民对国王的审判进行投票。该动议被罗伯斯庇尔反对，他坚称“路易必须死，法国方可生。”公会便否决了该提议。
- 1月15日：以707票对0票，议会宣布路易十六获“阴谋反对公众自由”罪。
- 1月17日：在一场长达21小时的投票中，361名议员支持处死国王，而360名议员反对（包括26名支持先死刑后赦免的代表）。公会拒绝将结果向人民公布。
- 1月21日：10点22分，路易十六在协和广场被斩首。处决的执行官安托萬·約瑟夫·桑泰爾（英语：Antoine Joseph Santerre）下令用鼓点声压过路易十六对人民说遗言的声音。

## 1793年 - 法兰西对战欧罗巴 - 雅各宾派夺得权力 - 恐怖统治开始
- 1月24日：英法外交关系破裂。
- 2月1日：公会向英国、荷兰宣战。
- 2月14日：公会宣布吞并摩纳哥。让-尼古拉·帕什当选为新的巴黎市长。
- 3月1日：公会宣布比利时并入法国。
- 3月3日：布列塔尼发生反抗公会的武装保皇派起义。
- 3月7日：公会对西班牙宣战。

### 3月7日 - 旺代起义
- 3月7日：旺代战争。反抗公会统治，尤其反抗征兵的起义于旺代爆发，此地位处法国西部沿海。
- 3月10日：革命法庭于巴黎正式建立，由安托万·康坦·富基耶-坦维尔出任检察官。极端革命的忿激派在巴黎发动起义失败，领导者为前牧师雅克·魯。
- 3月18日：公会发布处以拥护极端经济程序者死刑的法令，该法令直接针对忿激派。
- 3月19日：公会宣布处以任何参与旺代起义的人死刑。
- 3月21日：在各个公社和它们所在区域建起了革命监视委员会(Comités de surveillance révolutionnaire)。
- 3月27日：迪穆里埃将军谴责了革命的混乱。
- 3月30日：公会命令迪穆里埃返回巴黎，并派遣了四名专员和战争大臣皮埃尔·里埃尔·德·伯农维尔前去逮捕他。
- 4月1日：迪穆里埃逮捕了公会专员和伯农维尔，然后将其移交给了奥地利人。
- 4月3日：公会宣布迪穆里埃为法外之徒。同日，投票贊成處決路易十六的奥尔良公爵路易-菲利普二世被捕。
- 4月4日：迪穆里埃未能说服其军队向巴黎进军。
- 4月5日：迪穆里埃逃向奥地利。马拉当选为雅各宾俱乐部首脑。

### 4月6日 - 公共安全委员会掌管政府

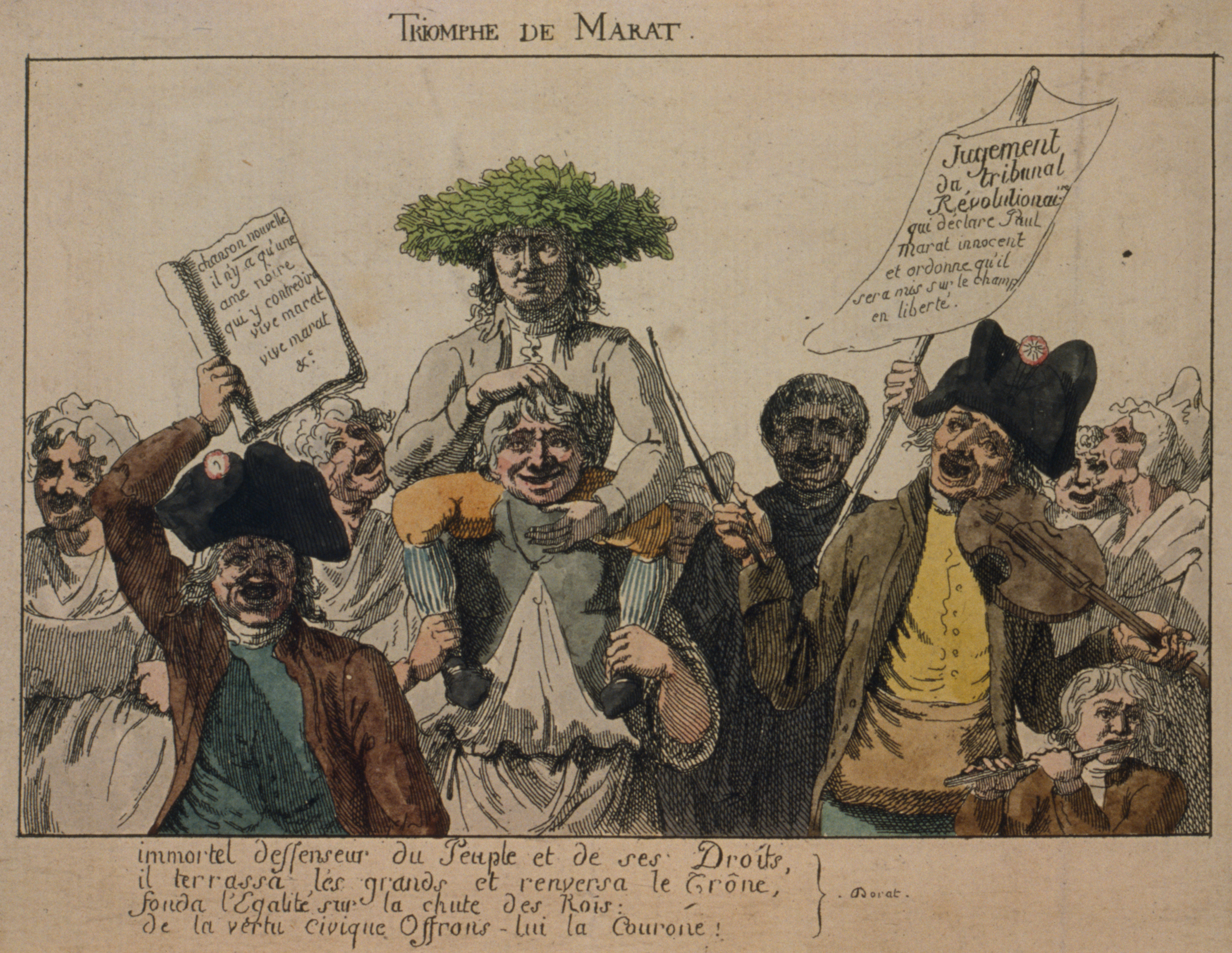
马拉的胜利

- 4月6日：公会建立公共安全委员会来监督政府各部门，此委员会成为政府的行政主体。它最初的九名成员包括贝特朗·巴雷尔、皮埃尔-约瑟夫·康邦以及乔治·丹东。同日，革命法庭首度开庭。
- 4月12日：公会投票决定逮捕马拉，其罪名为使用报纸人民之友来煽动暴力和谋杀，还要求暂停公会。马拉躲了起来。
- 4月15日：巴黎市长让-尼古拉·帕什要求公会开除23名从属吉伦特派的议员。
- 4月24日：马拉被带到革命法庭前，然后被宣判无罪释放。他的释放使得支持者狂欢地庆祝。
- 5月3日：由贵族夏尔·德·邦尚（英语：Charles de Bonchamps）和亨利·德·拉罗什雅克兰（英语：Henri de la Rochejaquelein）领导的旺代叛军占领布雷叙尔。
- 5月4日：在巴黎圣安东尼区的要求下，公会頒布限价法令（法语：Loi du maximum），设定粮食最高价。
- 5月18日：吉伦特派在国民公会中建立十二人委員會（英语：Commission of Twelve），計畫用來調查和起訴陰謀者
- 5月21日：十二人委员会成员选举。
- 5月23日：十二人委员会正式运作。
- 5月24日：在十二人委员会的要求下，公会下令逮捕埃贝尔派领导人雅克-勒内·埃贝尔和极端革命组织忿激派领导人让-弗朗索瓦·瓦尔莱（英语：Jean-François Varlet）。
- 5月25日：巴黎公社要求释放埃贝尔和瓦尔莱。
- 5月26日：在雅各宾俱乐部，罗伯斯庇尔和马拉要求进行反对公会的起义。巴黎公社开始准备政变。
- 5月27日：埃贝尔和瓦尔莱被释放。
- 5月30日：里昂的领导者们发动了反对国民公会的起义（英语：Revolt of Lyon against the National Convention），并逮捕了当地山岳党和忿激派领导人。

### 5月31日至6月2日 - 雅各宾政变

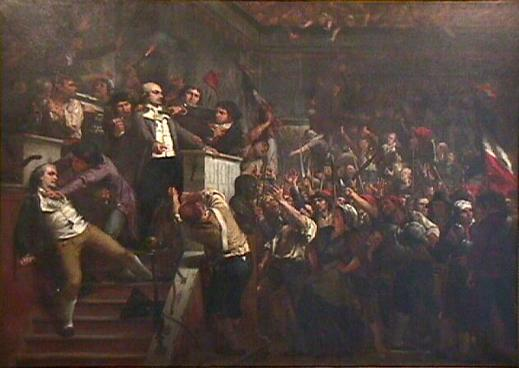
在政变中，无套裤汉在讲台上威胁朗热内议员，1793年6月2日

- 5月31日：1793年5月31日-6月2日的暴动。一群由公社组织的武装无套裤汉冲入公会大厅，要求解散公会。议员反对并抵抗。
- 6月2日：在弗朗索瓦·昂里奥带领下，巴黎公社的无套裤汉和士兵占领了公会大厅，并强迫公会投票赞成逮捕29名吉伦特派议员及两名部长艾蒂安·克拉维埃（英语：Étienne Clavière）和夏尔-弗朗索瓦·勒布伦。
- 6月6日：反对山岳党政变的起义在马赛，尼姆，图卢兹和波尔多爆发。
- 6月7日：波尔多拒绝新政府。
- 6月10日：尽管革命仍在进行，科学研究仍然继续。前身为皇家药用植物园的国家自然历史博物馆正式建立。
- 6月13日：反对新政府的各省领导人在卡昂会面，大约有六十个省反对巴黎山岳党政府。
- 6月24日：国民公会通過共和元年宪法。
- 6月25日：忿激派领导人雅克·魯向公会提出了他的计划。
- 6月26日：罗伯斯庇尔在公会开会前谴责了忿激派。
- 6月30日：罗伯斯庇尔和埃贝尔领导雅各宾派代表团前往科德利埃俱乐部，要求开除雅克·魯派的人和其他极端革命的领导人。
- 7月3日：在国民公会的命令下，保皇派眼中的法王—八岁的路易十七被人从瑪麗·安東妮身边带走，然后被交给一个叫安托万·西蒙的鞋匠抚养[14]。
- 7月4日：马拉暴力地谴责了忿激派。

### 7月13日 - 夏绿蒂·科黛刺杀让-保尔·马拉
- 7月13日：夏绿蒂·科黛刺杀了在浴缸中的让-保尔·马拉。在审判中，她说：“我知道马拉正在使法国腐坏。我杀了他，来拯救成千上万的人。”
- 7月17日：科黛被革命法庭以谋杀马拉之罪判死刑。她在审判后上了断头台。
- 7月27日：罗伯斯庇尔入选公共安全委员会。公会宣布囤积稀有货物者死。
- 8月1日：公会宣布对所有叛乱的省进行焦土政策。公会采用米制。在公会的裁定命令下，一队暴民亵渎了圣但尼圣殿的法国国王墓地。
- 8月2日：玛丽·安东尼被从圣殿塔转移至了巴黎古监狱。
- 8月8日：公会派弗朗索瓦·克里斯托夫·克勒曼率军包围处于叛乱的里昂。
- 8月22日：罗伯斯庇尔当选为公会主席。
- 8月23日：公会投票通过大征兵法（英语：Levée en masse）。所有身体健康，年龄在18至25岁的未婚男子需要在军队服役。
- 8月24日：贴现银行被下令解散。
- 8月25日：公会的士兵占领马赛。
- 8月27日：土伦的反公会领导人邀请英国舰队和军队占领城市。
- 9月4日：无套裤汉占领了公会，要求逮捕革命的潜在敌人并创立一支六万人的革命新军。

### 9月17日 - 恐怖统治开始
- 9月17日：公会正式通过嫌疑犯法令，允许逮捕并立即审判任何反对革命的嫌疑人。恐怖统治开始。
- 9月18日：土伦港之役爆发，反法同盟联军陆续入驻土伦。同日，公会在波尔多重新建立革命政府，反对者被逮捕并囚禁。
- 9月21日：所有的女人都被要求戴三色帽章。
- 9月29日：公会通过全面限价法令，制定了许多货物和服务的价格，亦制定了最高工薪。
- 10月3日：公会下令在革命法庭对玛丽·安东尼进行审判。同日，温和的议员受到谴责，并被逐出公会；共有136人被逐出公会。
- 10月5日：为了割断历法与宗教的联系，排除天主教在群众生活中的影响，公会采取新创的法国共和历，并规定共和历元年开始于1792年9月22日。
- 10月9日：公会的军队重新占领里昂。
- 10月10日：公会下令宣布暂停实施新宪法。在安东万·路易·德·圣茹斯特的提议下，公会宣布"法国政府将一直是革命性的，直至和平来临。"
- 10月12日：公会宣布因里昂的叛乱行为，里昂将被毁灭以作为惩罚，并被重命名为解放城(Ville-Affranchie)。玛丽·安东尼被传唤至革命法庭，然后被指控叛国。
- 10月16日：公会的军队在瓦蒂尼战役（英语：Battle of Wattignies）中打败奥地利军队。

### 10月16日 - 处决玛丽·安东尼

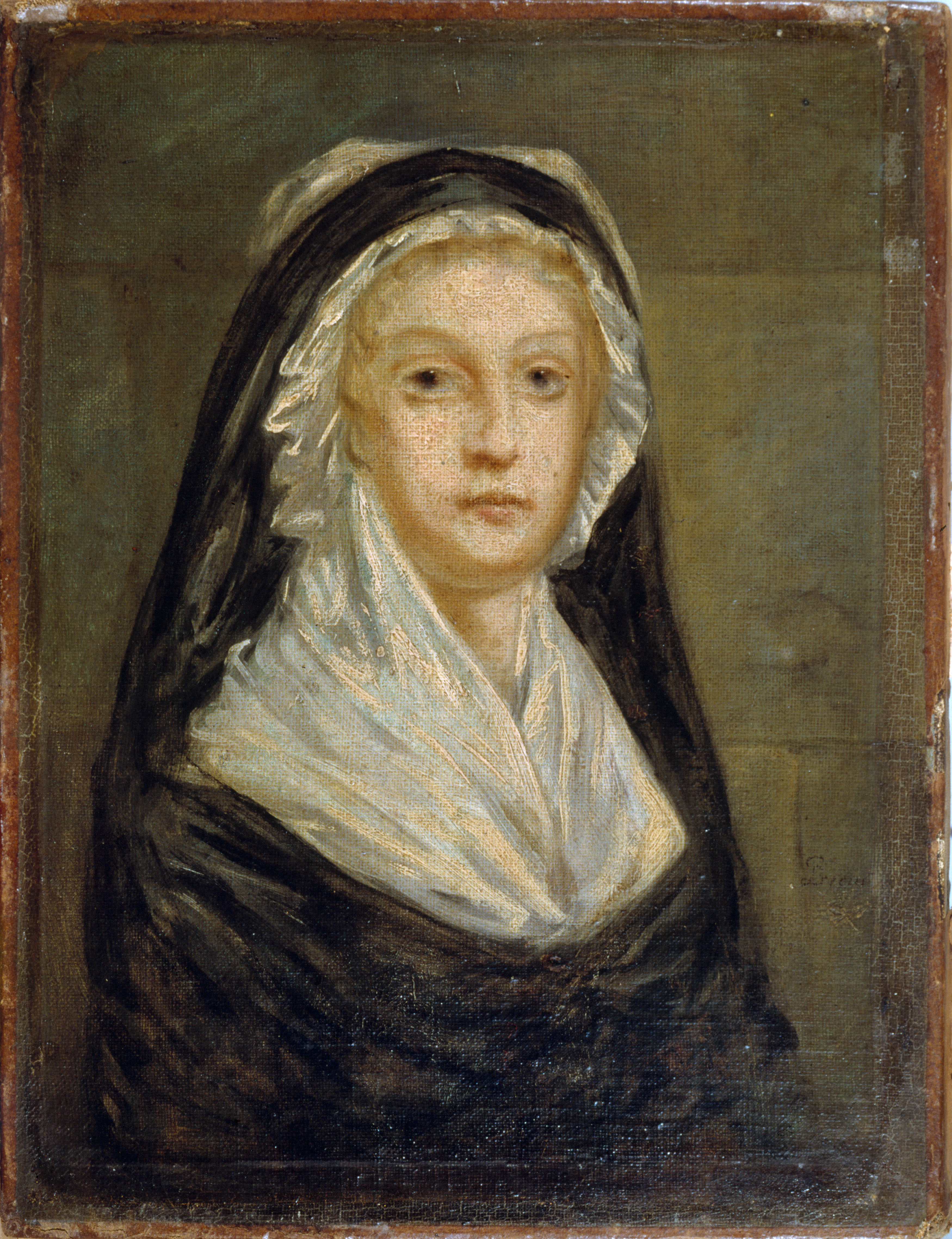
被囚禁在圣殿塔的玛丽·安东尼

- 10月16日：玛丽·安东尼被判有罪，在革命广场上了断头台。
- 10月17日：由讓·巴蒂斯特·克萊貝爾（英语：Jean-Baptiste Kléber）和弗朗索瓦·塞弗兰·马尔梭率领的议会军队在绍莱击败旺代叛军。
- 10月20日：公会下令镇压忿激派。
- 10月28日：公会禁止神职人员发布宗教指令。
- 10月30日：革命法庭宣布判21名吉伦特派议员死刑。
- 10月31日：21名吉伦特派议员被处死。
- 11月3日：奥兰普·德古热，女权捍卫者，被指控同情吉伦特派，被处死。
- 11月7日：路易·菲利普被处死。
- 11月8日：罗兰夫人在革命法庭对吉伦特派的清洗中被处死。在行刑前，她说道："自由自由，天下古今几多之罪恶，假汝之名以行！"[179]
- 11月9日：前财政大臣德布里安在桑斯被逮捕。
- 11月10日：巴黎圣母院被用作理性崇拜的理性圣殿（英语：Temple of Reason）。
- 11月12日：天文学家兼巴黎前市长巴伊在战神广场被处决。罪名是他于一七九一年七月十七日血腥镇压了在战神广场游行的民众。
- 11月17日：在罗伯斯庇尔的命令下，丹东的支持者被捕。
- 11月20日：丹东回到巴黎，他自十月十一日就一直在外。他力劝去包容反对者并全国和解。
- 11月23日：巴黎公社下令关闭巴黎所有的教堂和宗教场所。
- 11月25日：公会下令将米拉波的遗体从先贤祠中移出，然后换上马拉的遗体[180]。
- 11月28日：斐扬俱乐部解散。
- 12月5日：支持丹东的科德利埃议员卡米耶·德穆兰出版了对全国和解的呼吁书。
- 12月12日：公会军队在勒芒击败旺代叛军。
- 12月19日：一位年轻的炮兵军官在土伦指挥了一场成功的军事行动，使得反法同盟联军从土伦撤兵，土伦港之役结束。而这位年轻军官即为拿破仑·波拿巴。
- 12月23日：弗朗索瓦·約瑟夫·韋斯特曼（英语：François Joseph Westermann）将军的部队在萨沃奈摧毁了最后一支旺代叛军。六千名俘虏被处决。
- 12月24日：为了处罚叛乱的土伦，议会将其重命名为山岳港(Port-la-Montagne)。
- 12月25日：国民公会在全国各地举行盛大集会，隆重庆祝法军收复土伦。

## 1794年 - 恐怖统治的狂暴 - 至上崇拜 - 罗伯斯庇尔的倒台

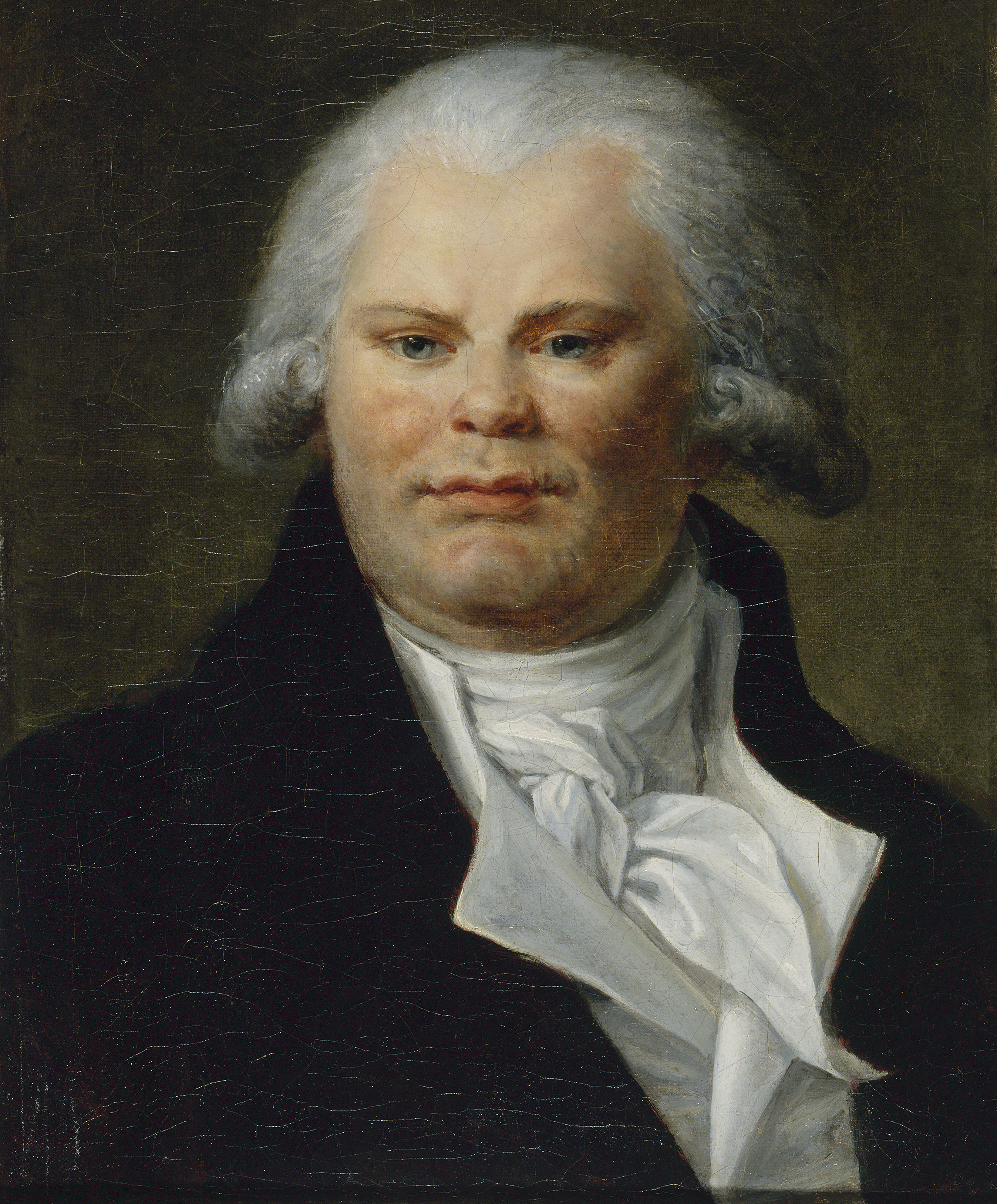
乔治·雅克·丹东
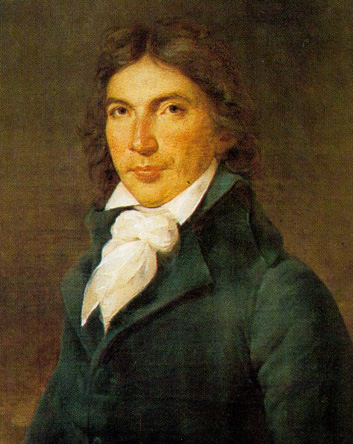
卡米耶·德穆兰
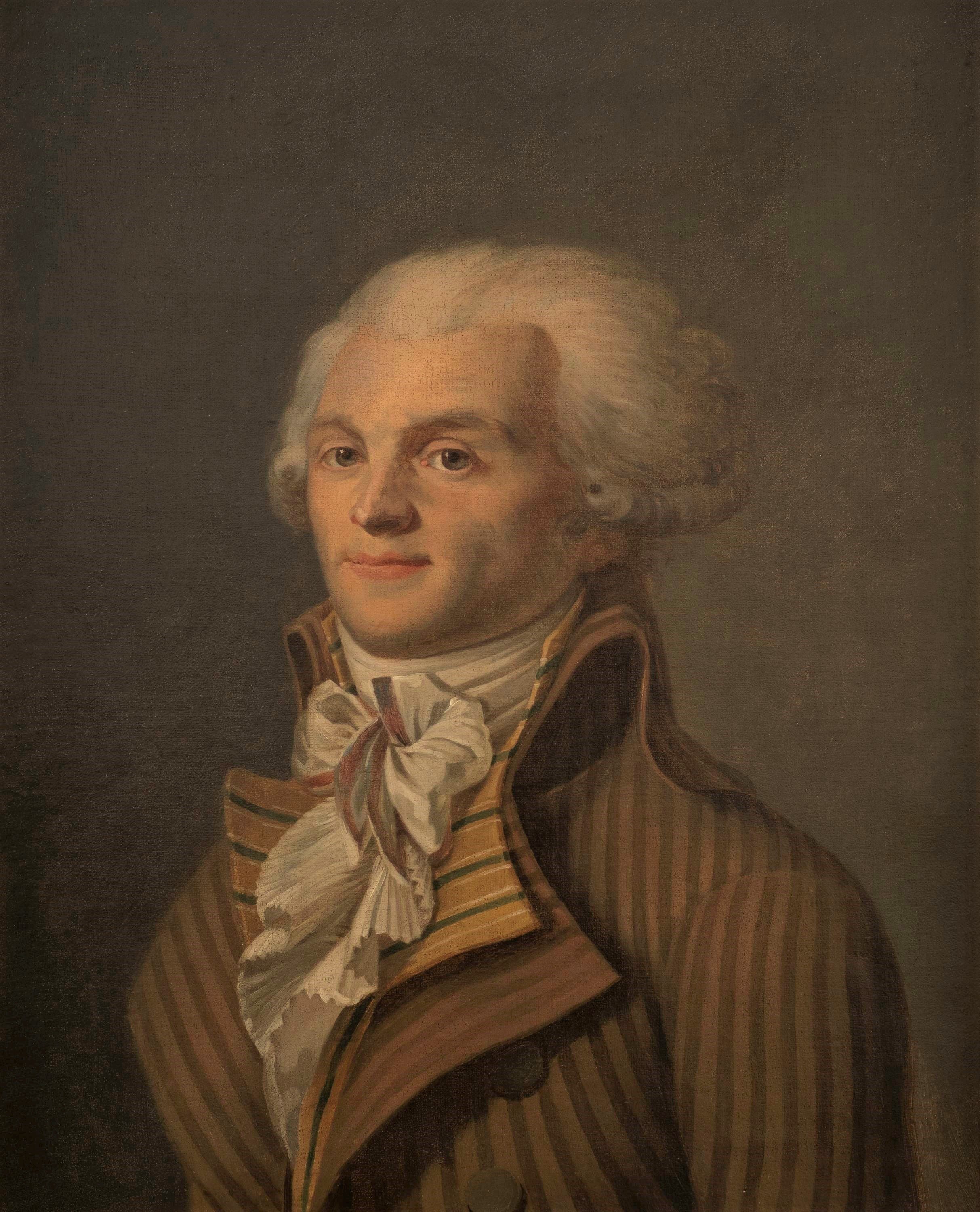
马克西米连·罗伯斯庇尔
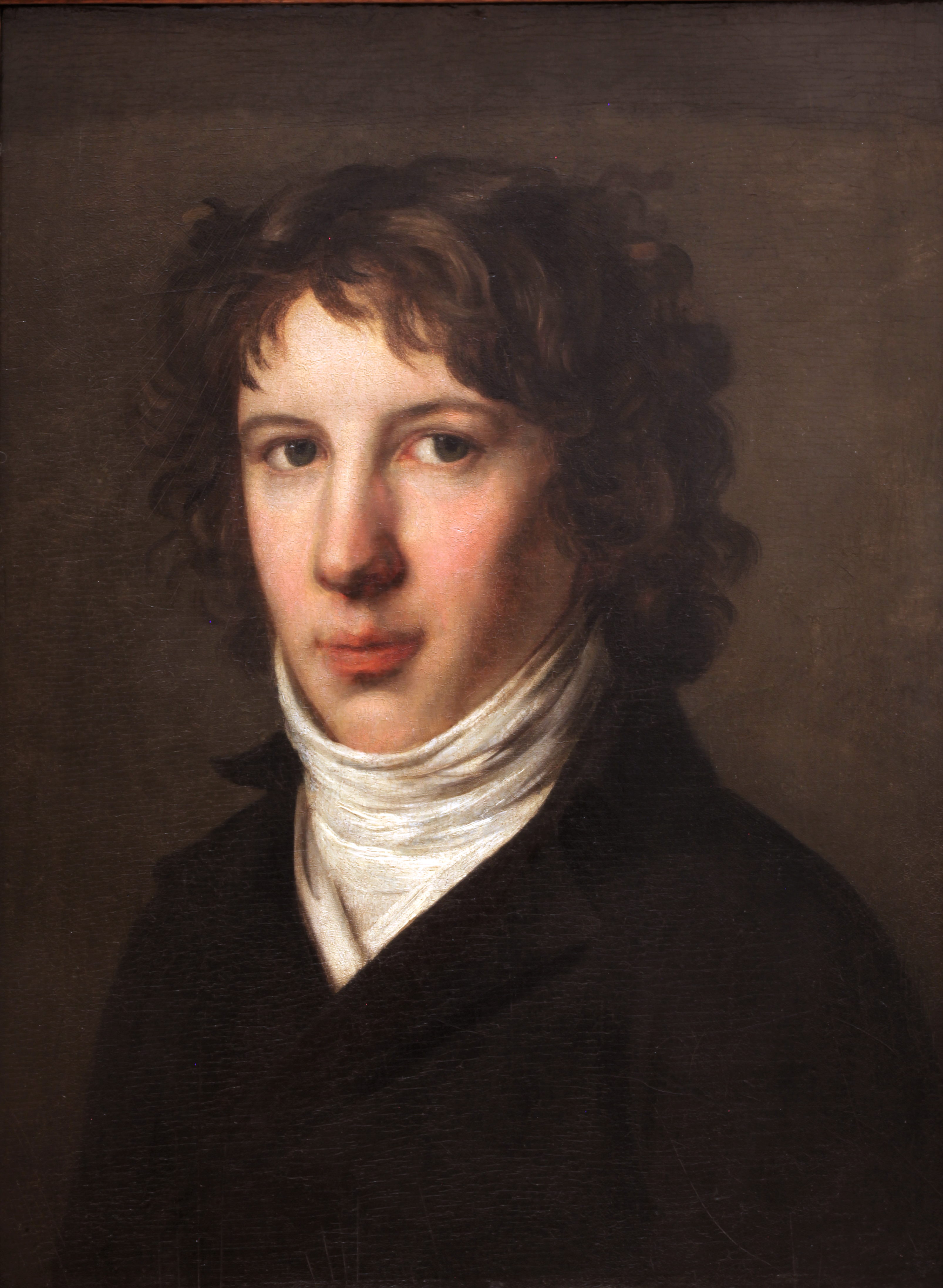
安东万·路易·德·圣茹斯特
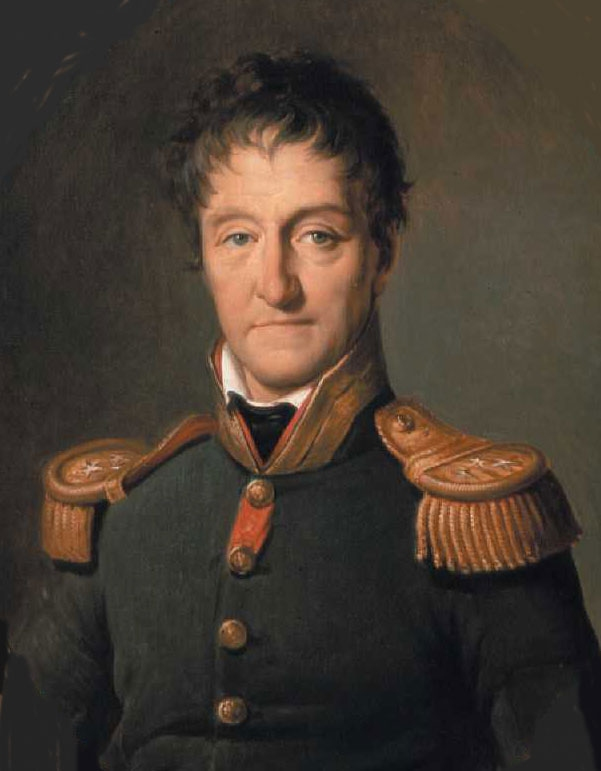
拉扎尔·卡诺

- 1月8日：在雅各宾俱乐部里，罗伯斯庇尔谴责了法布尔·代格朗蒂纳，后者为九月屠杀的煽动者、共和历之父、丹东的盟友。
- 1月13日：因被控挪用国家基金，法布尔被逮捕。
- 1月29日：旺代叛军首领亨利·德·拉罗什雅克兰（英语：Henri de la Rochejaquelein）在尼阿耶作战时死亡。
- 2月4日：公会废除法国殖民地的奴隶制。
- 2月5日：在公会关于政治道德原则的报告上，罗伯斯庇尔为恐怖统治辩护："在革命时期，民选政府的根基是美德和恐怖；没有美德的恐怖是不幸的；没有恐怖的美德是无能的。革命政府是自由对暴政的专制。" [181][182]
- 2月6日：拿破仑因其在土伦的出色表现，他被晉升为准将。让-巴蒂斯特·卡里耶被从南特召回，作为公会的官方代表，他负责了南特溺刑事件（英语：drownings at Nantes），在卢瓦尔河里溺杀了一万多旺代囚徒。
- 2月10日：雅克·鲁在狱中自杀。
- 2月16日：德布里安在狱中死去。
- 2月19日：聖茹斯特當選為國民公會主席。[183]
- 2月22日：在科德利埃俱乐部里，雅克-勒内·埃贝尔攻击了丹东派和罗伯斯庇尔派。
- 3月4日：在科德利埃俱乐部，卡瑞尔要求发动反抗公会的起义。
- 3月11日：公共安全委员会和一般安全委员会谴责了科德利埃俱乐部密谋的起义。
- 3月13日：公会主席圣茹斯特谴责了对抗自由和法国人民的阴谋。埃贝尔和其他科德利埃俱乐部成员被捕。
- 3月15日：罗伯斯庇尔告诉公会"所有的政治派别必须在同一次打击时毁灭。"
- 3月20日：科德利埃成员拉扎尔·奥什（英语：Lazare Hoche）被捕，他在罗伯斯庇尔倒台后 被释放。
- 3月21日：对埃贝尔派的审判开始，为了中伤他们，他们被控勾结外国银行家、贵族和反革命分子。
- 3月24日：埃贝尔和科德利埃俱乐部的领导人被处决。
- 3月27日：哲学家兼数学家孔多塞侯爵被捕。两天后，他被发现死在狱中。

### 3月30日 - 丹东和德穆兰的逮捕和审判
- 3月30日：乔治·雅克·丹东，卡米耶·德穆兰和他们的支持者被捕。
- 4月1日：罗伯斯庇尔创办了一个新的附属于公共安全委员会的警察局，来抵制一般安全委员会的警察。
- 4月2日：革命法庭审判丹东。丹东借机嘲笑和辱骂他的反对者。
- 4月4日：公会裁定任何辱骂司法系统的人的言论都被不予考虑，阻止了丹东为自己辩护。
- 4月5日：丹东和德穆兰被定罪，并被处决。[184]
- 4月8日：罗伯斯庇尔在雅各宾集会上谴责了公会议员约瑟夫·富歇。
- 4月10日：被指控的卢森堡阴谋的成员, 即一群丹东、埃贝尔和其他人的支持者被审判。七人无罪释放，十九人被处决。包括德穆兰的妻子露西尔·德穆兰（英语：Lucile Desmoulins），参与美国独立战争的阿蒂尔·狄龙（英语：Arthur Dillon (1750–1794)），皮埃爾·加斯帕爾·肖梅特，埃贝尔的妻子玛丽·玛格丽特·弗朗索瓦丝·埃贝尔（英语：Marie Marguerite Françoise Hébert）和被免去圣职的讓-巴蒂斯特·約瑟夫·戈貝爾（英语：Jean-Baptiste-Joseph Gobel）
- 4月14日：在罗伯斯庇尔的要求下，公会下令将让-雅克·卢梭的骨灰移至先贤祠。
- 4月15日：圣茹斯特给公会的报告中要求公共安全委员会集中控制警察。
- 4月19日：根据英国和普鲁士间的条约，英国同意给六万两千普鲁士士兵提供军费来继续对法战争。[185]
- 4月20日：在给公会的一篇报告中，议员雅克-尼古拉·俾约-瓦伦隐含地攻击了罗伯斯庇尔"所有的人都小心守护他们的自由，甚至到了提防居高位者的地步。"
- 4月23日：马勒泽布一家被处决。
- 4月26日：公共安全委员会分裂，分成圣茹斯特派和拉扎尔·卡诺派。圣茹斯特控告卡诺和贵族有关系，并用断头台威胁他。而卡诺称圣茹斯特为一个“可笑的独裁者”。
- 5月7日：罗伯斯庇尔要求公会裁定"法国人民认识到至上的存在和灵魂的永恒。"并组织了对至上崇拜的庆祝活动。
- 5月8日：化学家安托万-洛朗·德·拉瓦锡，和二十六名农民税征收部门（英语：Ferme générale）成员被审判并被处决。
- 5月10日：前巴黎市长让-尼古拉·帕什被捕，巴黎市长之位由讓-巴蒂斯特·弗勒里奧-萊斯科（英语：Jean-Baptiste Fleuriot-Lescot）接任，他是罗伯斯庇尔的亲密盟友。路易十六的妹妹伊丽莎白公主被处决。
- 6月2日：英法舰队于韦桑岛大战。法军损失七艘战舰，但来自美国的护送粮食的船队成功抵达布雷斯特。
- 6月4日：罗伯斯庇尔以全票当选为国民公会主席。

### 6月8日 - 至上崇拜节 - 恐怖统治的加速

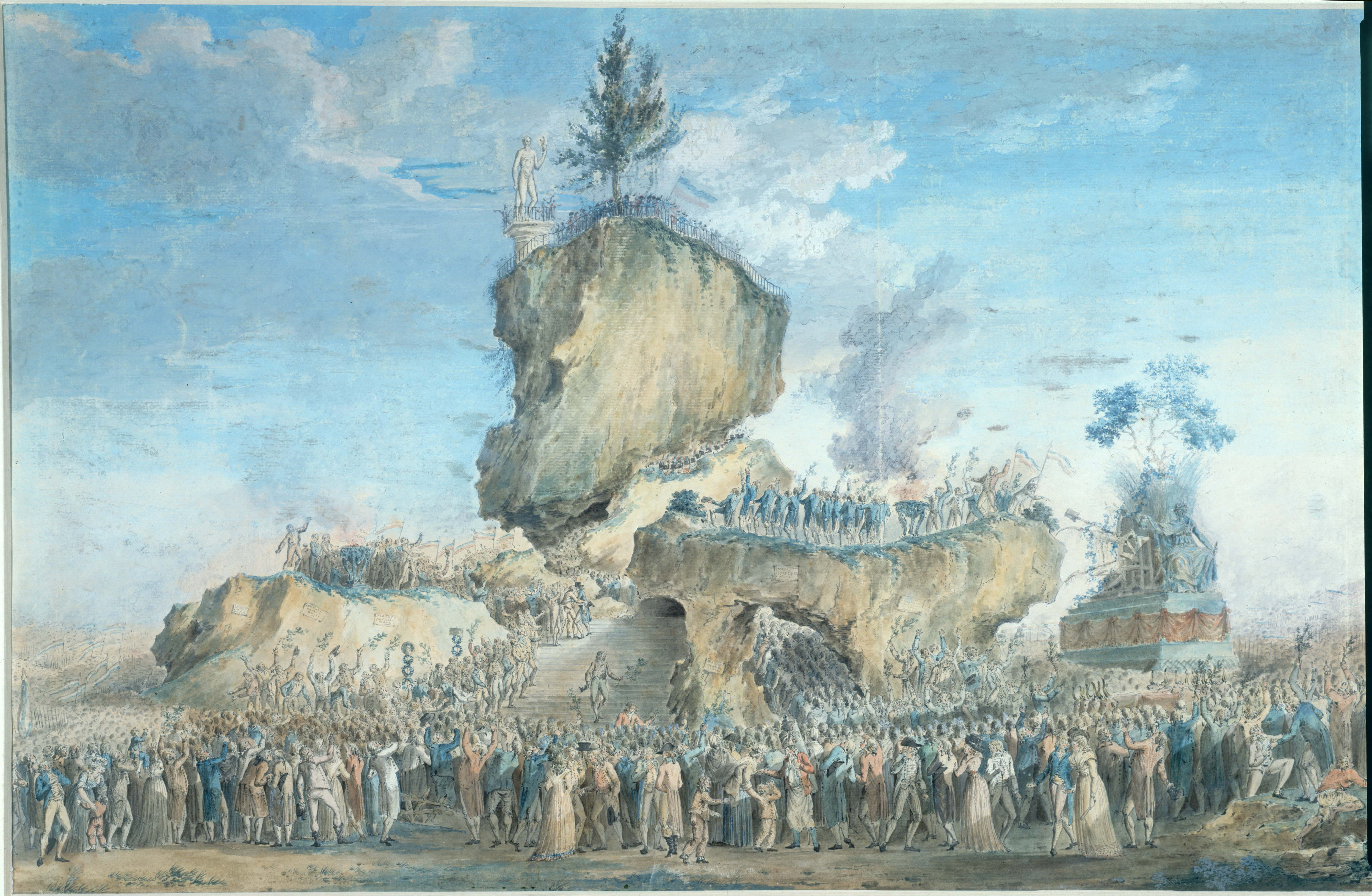
至上崇拜节的舞台(1794年6月8日)
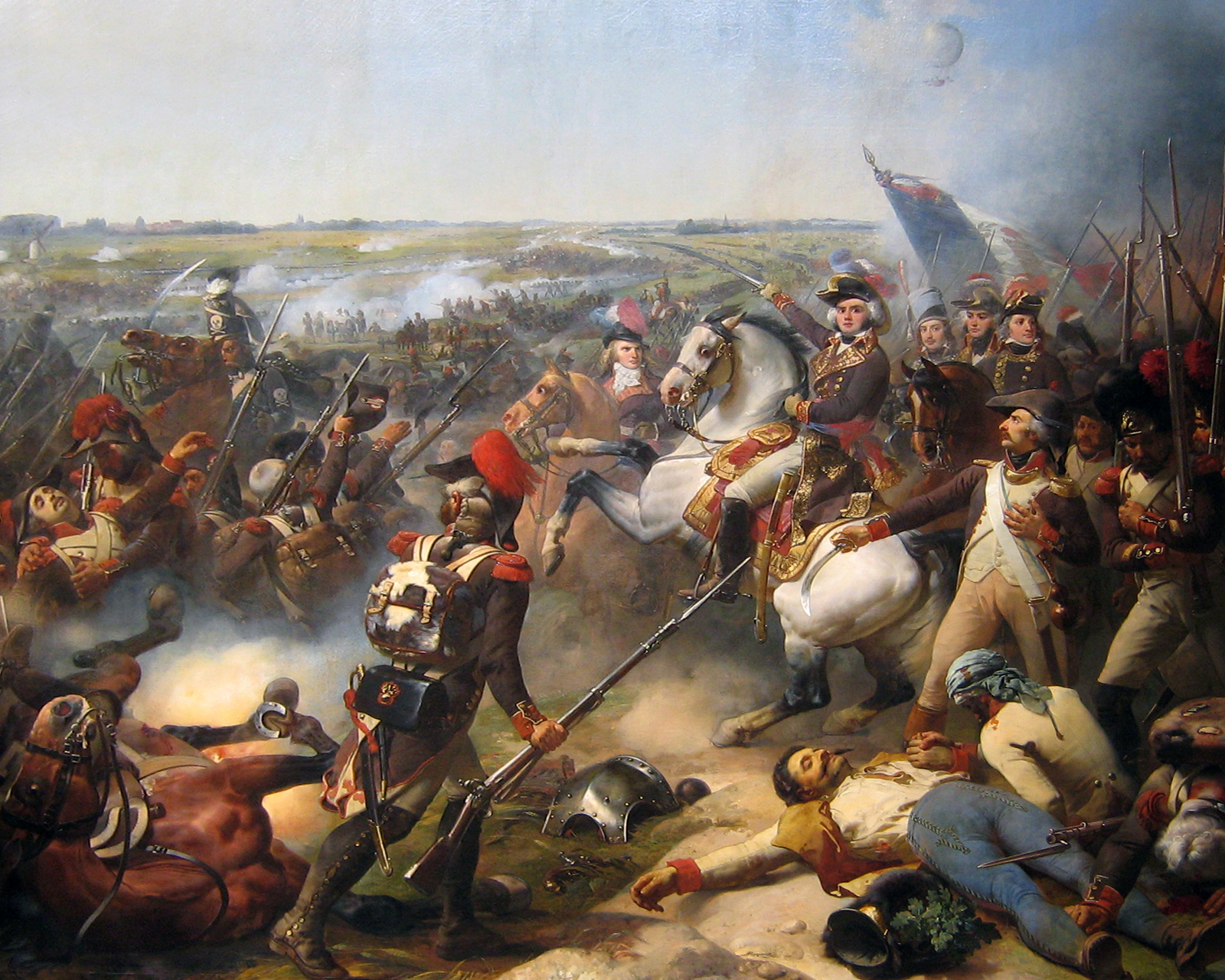
法军在弗勒呂斯戰役 (1794年)中胜利(1794年6月26日)
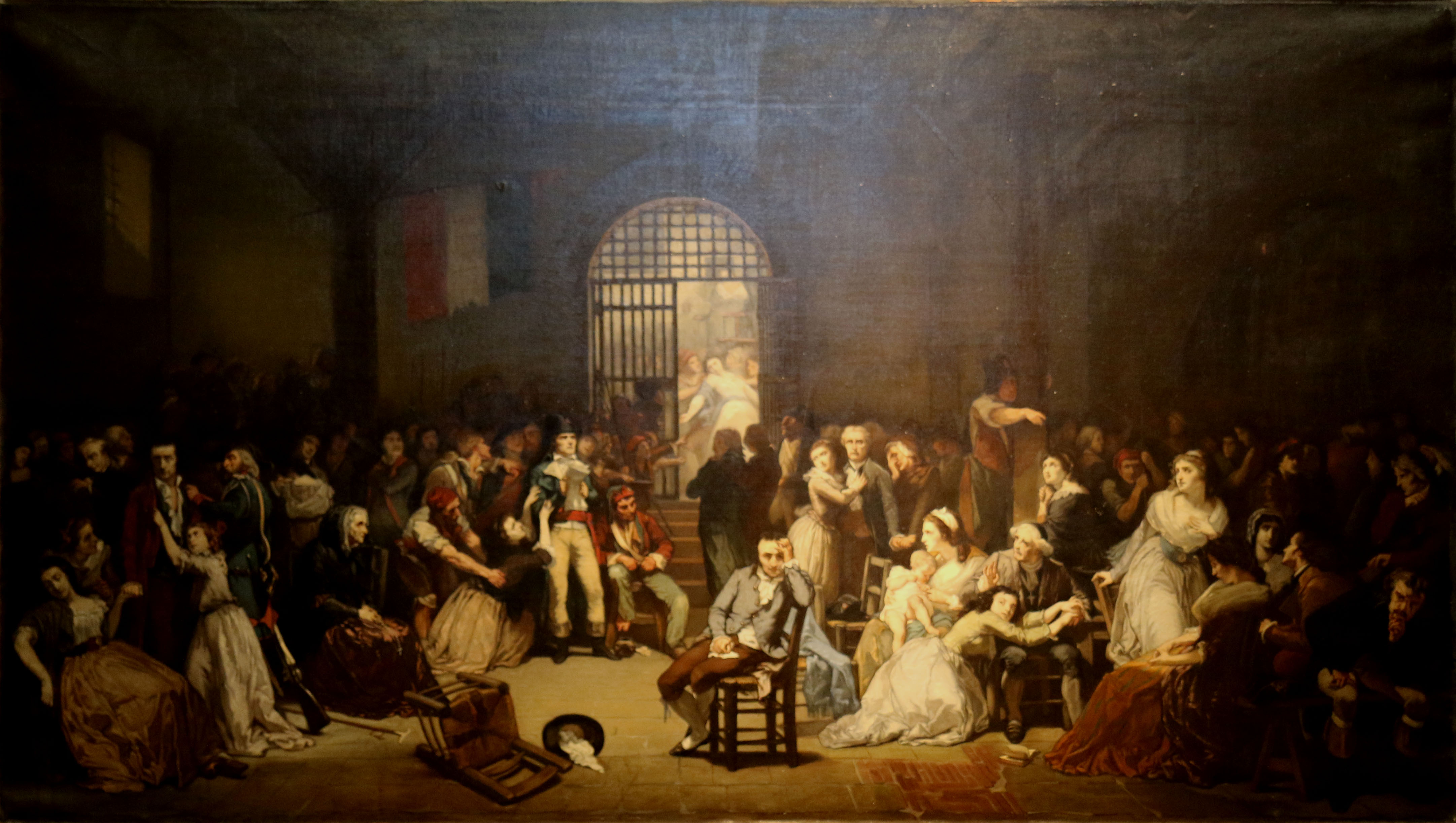
诗人安德烈·舍尼埃和其他恐怖统治的受害者在巴黎古监狱等待审判(1794年7月25日)

- 6月8日：由罗伯斯庇尔倡导的至上崇拜节开始。一些议员在节日上明显表现出了对他的愤怒。
- 6月10日：牧月22日法令 - 随着监狱里的人变得越来越多，公会开始加速审判那些被指控的人。通过这个法令，公共安全委员会将司法过程简化至起诉与检举之中。它延伸了革命法庭的管辖范围，且限制了被指控者的辩护能力。它对更多人进行革命审判，而革命法庭对所有控告只有死刑一种刑罚。从6月11日至7月27日，1376名罪犯被判死刑，无人宣判无罪。而先前的四个月有1251人被判死刑。公会给了自己独有的、可以逮捕议员的权力。
- 6月12日：罗伯斯庇尔向公会宣布他要看见反对公会的阴谋者人头落地，但未指名道姓。
- 6月26日：法军在让-巴普蒂斯·儒尔当带领下在弗勒呂斯戰役击败了奥军。
- 6月29日：公共安全委员会发生争论。雅克-尼古拉·俾约-瓦伦、拉扎尔·卡诺和让-马里·科洛·代尔布瓦（英语：Jean-Marie Collot d'Herbois）指责罗伯斯庇尔行为像一个独裁者。罗伯斯庇尔离开委员会，直到7月23日才回来。
- 7月1日：罗伯斯庇尔在雅各宾俱乐部里讲话，谴责了反对他、公会、公共安全委员会和一般安全委员会的阴谋。
- 7月8日：儒尔当和雅克-尼古拉·俾约-瓦伦带领法军从奥地利人手中夺回布鲁塞尔。
- 7月9日：罗伯斯庇尔再次在雅各宾俱乐部中讲话，否认他做了一张计划逮捕的人的名单，并拒绝透露他计划逮捕的人。
- 7月14日：在罗伯斯庇尔的要求下，雅各宾俱乐部开除了约瑟夫·富歇。
- 7月23日：拿破仑未来妻子约瑟芬·德·博阿尔内的丈夫亚历山大·德·博阿尔内被处决。罗伯斯庇尔参与了公共安全委员会和一般安全委员会的和解聚会，两个委员会之间的争论似乎结束了。
- 7月25日：诗人安德烈·舍尼埃被处决。

### 7月26日至28日 - 罗伯斯庇尔的逮捕和处决 - 恐怖统治的终结

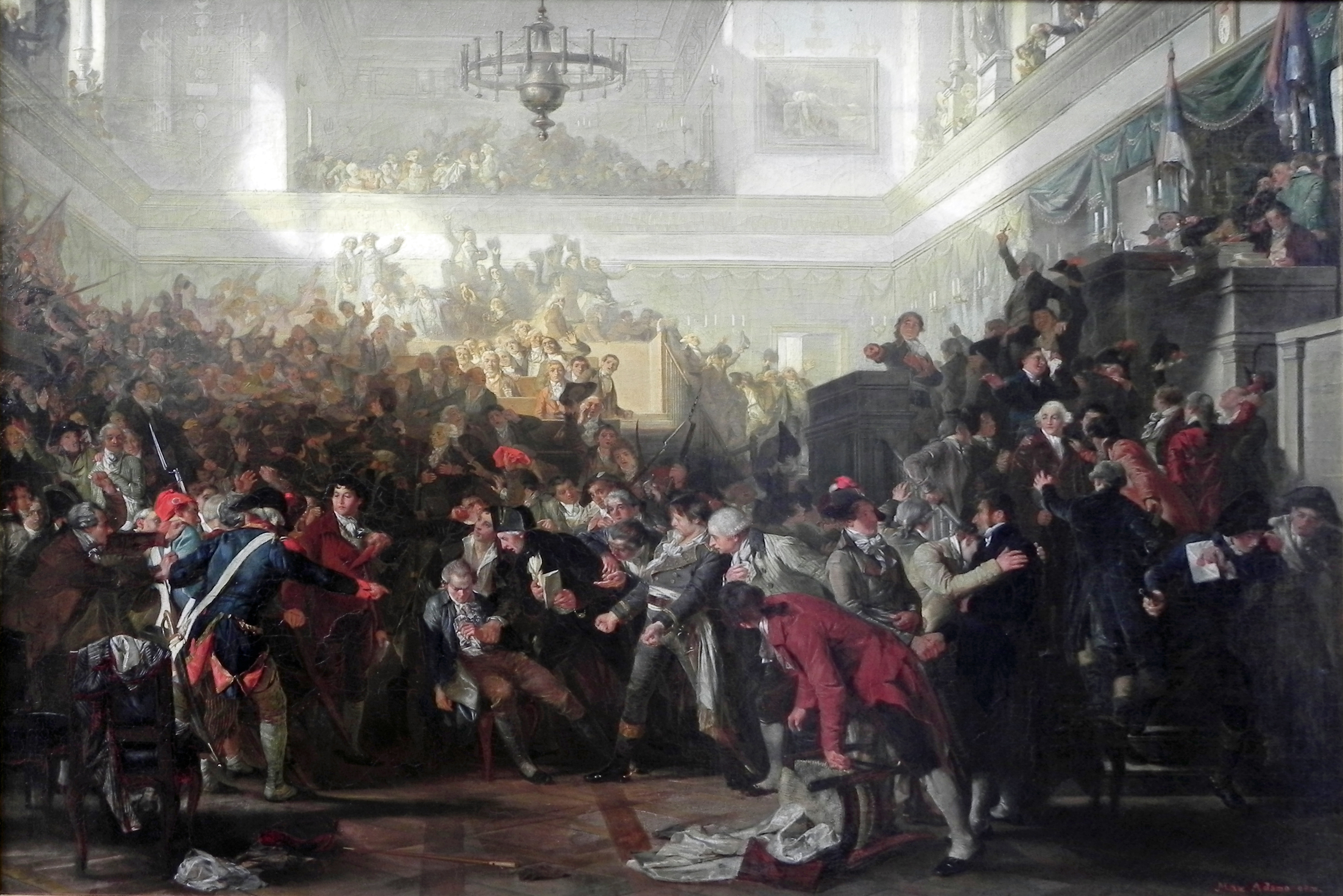
公会起义反对罗伯斯庇尔(1794年7月27日)
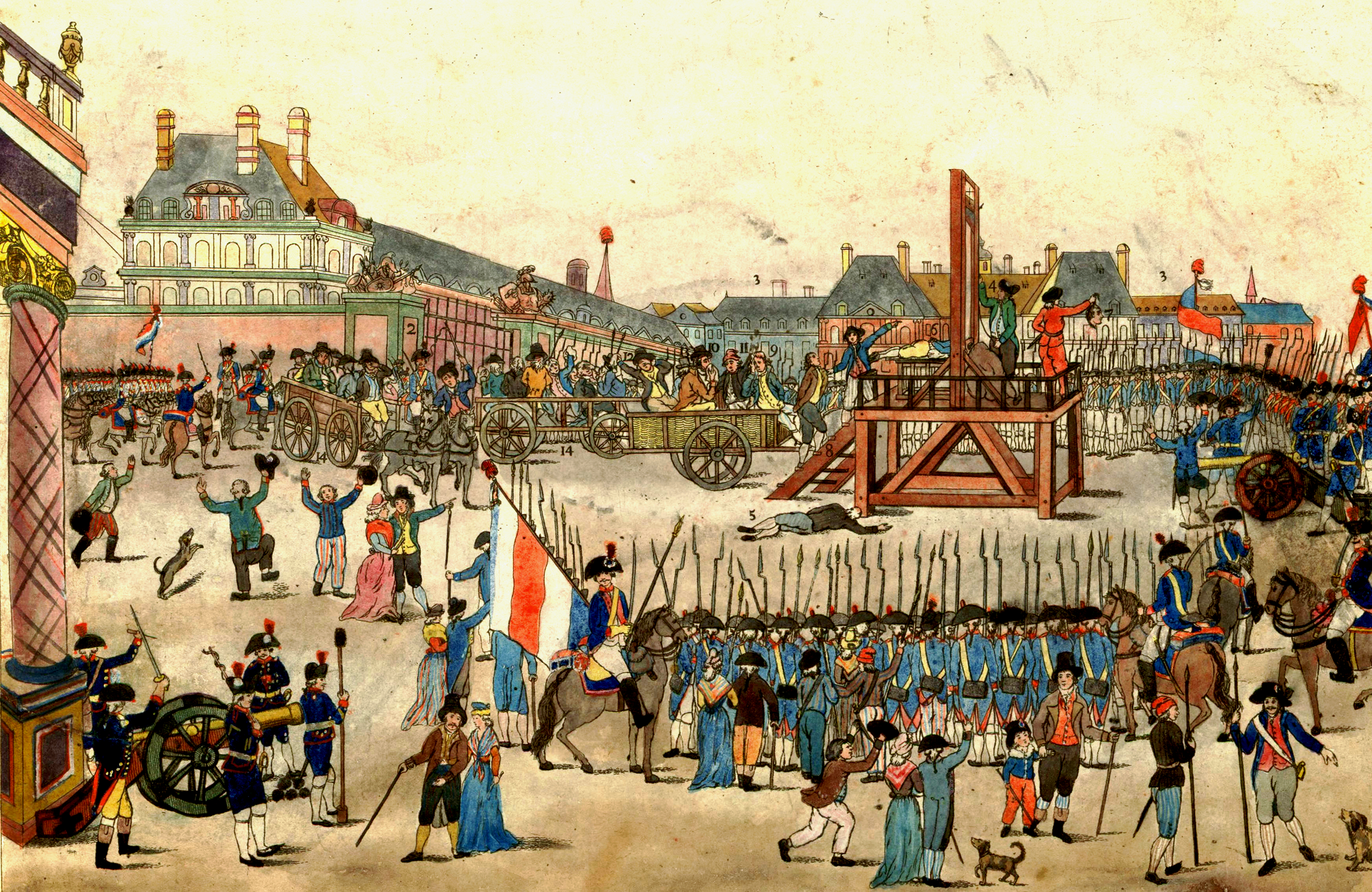
罗伯斯庇尔的处决(1794年7月28日)

- 7月26日：罗伯斯庇尔在公会发表暴力演讲，要求逮捕并处罚公共安全委员会中的叛徒，但他再次没有指名道姓。公会先就发表演讲进行投票，但俾約-瓦倫和康邦要求得到叛徒的名字，并攻击了罗伯斯庇尔。公会将罗伯斯庇尔的演讲送至委员会做进一步研究，而未采取其他行动。
- 7月27日：热月政变。在巴黎自由大廳，当安東萬·路易·德·聖茹斯特做报告时，前國民公會主席让-朗贝尔·塔利安打斷并抨击了他，然后还譴責了罗伯斯庇尔的專制。这使得公会表决逮捕罗伯斯庇尔、他的弟弟奥古斯丁·罗伯斯庇尔、圣茹斯特、乔治·库东和菲利普·弗朗索瓦·约瑟夫·勒巴（英语：Philippe-François-Joseph Le Bas）。 一出大厅，他们就马上被来自巴黎公社的弗朗索瓦·昂里奥和他的支持者们解救，然后他们赶到巴黎市政厅去组织一场反击。他们期望晚上会有大批支持者前来，但最后几乎没有人来。
- 7月28日：在凌晨两点，公会士兵拿下巴黎市政厅。罗伯斯庇尔下巴受了枪伤，可能是被士兵打伤但也可能是自杀未遂。他的弟弟从窗口跳下试图逃跑但受了重伤。勒巴自杀。在早上，罗伯斯庇尔及其同党被带入革命法庭进行正式的身份确认。因为他们已被判为逃犯，所以没有必要再进行审判。在晚上，罗伯斯庇尔及其同党，包括他弟弟、圣茹斯特、库东、安托万·西蒙和昂里奥等一共二十二人被处决。这标志着恐怖统治的结束。
- 7月29日：巴黎公社内罗伯斯庇尔的七十名盟友被处决。总共一百零六名罗伯斯庇尔派被处决。
- 8月5日：因嫌疑犯法而被关在巴黎监狱里的人被释放。
- 8月9日：拿破仑·波拿巴在尼斯被捕。
- 8月20日：拿破仑被释放。
- 8月24日：公会重组政府，将权力分配到十六个不同点委员会里。
- 8月29日：首个反雅各宾的示威游行在巴黎爆发。示威者多为巴黎愤愤不平的中产阶级。他们被称为纨袴子弟（英语：Muscadins）
- 8月30日：法军重新占领埃斯科河畔孔代。至此，所有的法国领土全都重归法国。
- 8月31日：公会将巴黎置于政府的直接控制之下。
- 9月1日：法国遗迹博物馆 (Musée des monuments français) 成立。目标是保护受毁坏威胁的宗教建筑和艺术。
- 9月13日：公会议员亨利·格雷瓜尔用"汪尔达人作风"一词来形容遍布法国的破坏宗教遗迹的行为。
- 9月18日：公会停止付费给正式批准的牧师，并停止维护教堂财产。
- 9月21日：马拉遗骸被移入先贤祠。
- 10月1日：巴黎各区的聚会中爆发了恐怖统治的反对者和支持者的斗争。
- 10月3日：武装无套裤汉的领导人在巴黎被捕。
- 10月6日：法军占领科隆。
- 10月22日：中央公共工程学院建立，后来成为巴黎综合理工学院。
- 11月9日：纨绔子弟攻击雅各宾俱乐部。
- 11月11日：纨绔子弟再次攻击雅各宾俱乐部。
- 11月12日：公会下令暂停雅各宾俱乐部的聚会。
- 11月19日：根据美国与英国间的杰伊条约，英美两国将一起打擊法国的私掠行为，并封锁法国港口。
- 11月23日：公会组成了一个十六人小组来完善1793年宪法。
- 12月8日：73名幸存的吉伦特派议员重获公会席位。
- 12月16日：在旺代溺杀万人的卡瑞爾被定罪处决。
- 12月24日：公会废除有关设立食物最高价的法律。

## 1795年 - 督政府取代公会

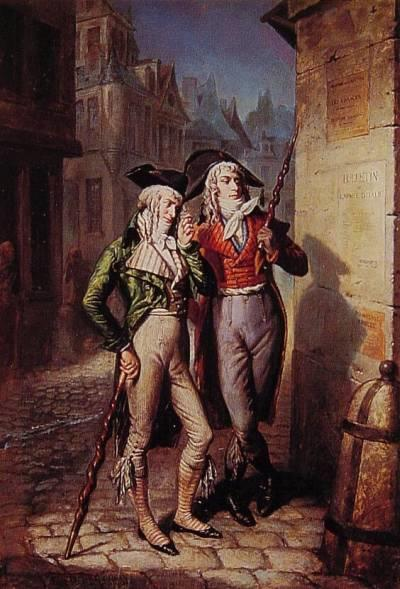
巴黎的两个纨绔子弟
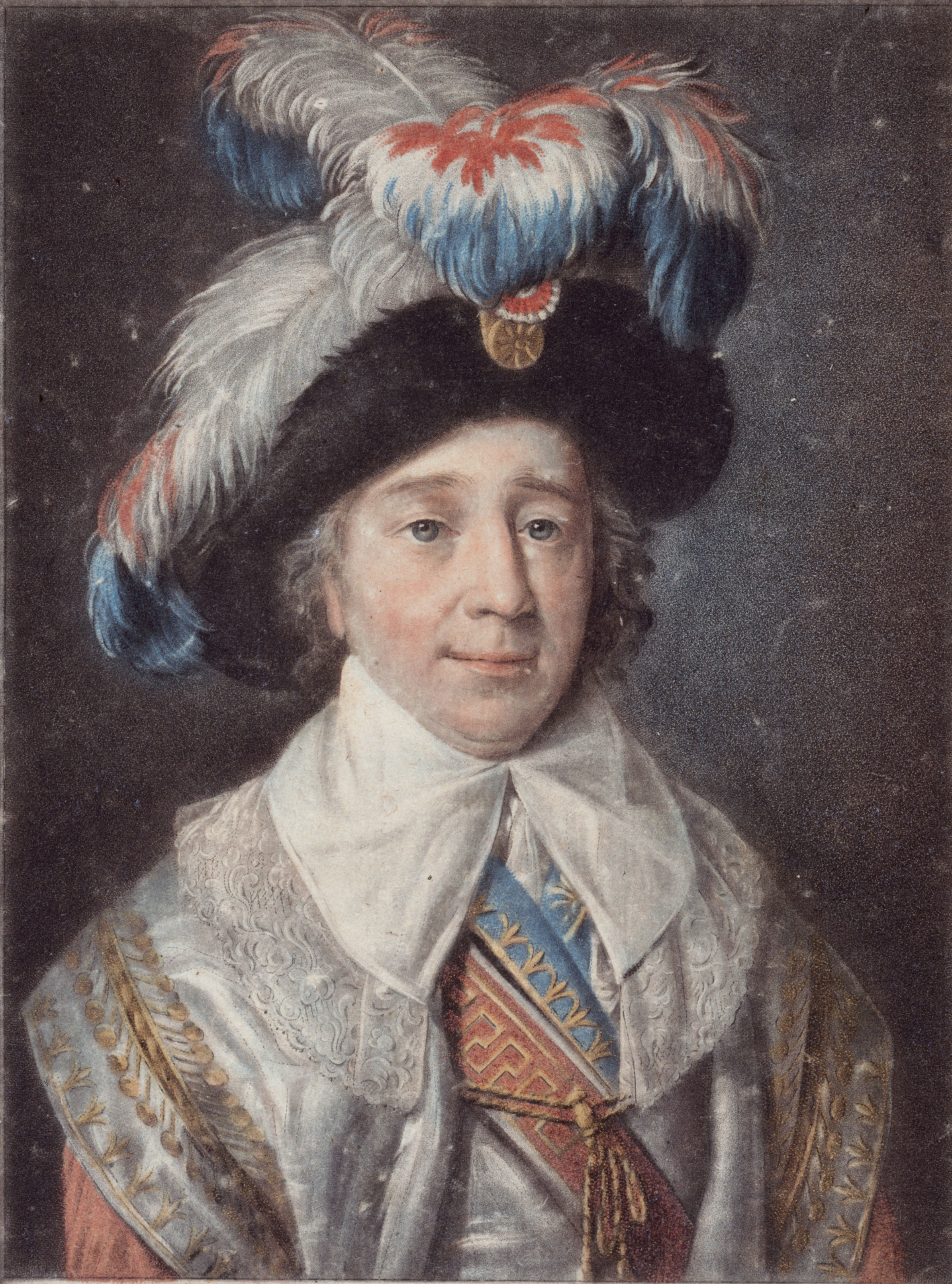
保罗·巴拉斯

- 1月19日：法军在皮舍格呂的带领下占领阿姆斯特丹。
- 1月21日：法国骑兵在荷兰登海尔德俘获了十四艘荷兰战舰（英语：Capture of the Dutch fleet at Den Helder）。
- 2月2日：巴黎街头爆发了纨绔子弟和无套裤汉的冲突。
- 2月5日：半官方的政府报纸《环球箴言报（英语：Le Moniteur Universel）》谴责了马拉及其盟友在过去煽动出的暴力和恐怖。
- 2月8日：马拉和其他三位极端雅各宾派人士的遗骸被移出先贤祠。
- 2月14日：在里昂实施恐怖统治的几位前雅各宾领导被刺杀。第一次白色恐怖开始。
- 2月17日：曾经的旺代叛军得到赦免，并恢复了宗教自由。
- 2月21日：在弗朗索瓦-安托万·德·布瓦西·当格拉（英语：François Antoine de Boissy d'Anglas）提议下，公会宣布宗教自由并且实行政教分离。
- 2月22日：在公会，议员斯坦尼斯拉斯·约瑟夫·弗朗索瓦·格扎维埃·罗维尔要求处罚那些实施恐怖统治的雅各宾派人士。前雅各宾领导在几个城市里被逮捕。四名在尼姆实施恐怖统治的雅各宾派领导被暗杀。
- 3月2日：公会下令逮捕策划了罗伯斯庇尔倒台的雅各宾派人士：贝特朗·巴雷尔、俾約-瓦倫、科洛·代尔布瓦和马克-纪尧姆·亚历克西·瓦迪耶。
- 3月5日：曾在土伦处决多人的雅各宾派人士被逮捕。
- 3月8日：无套裤汉在土伦起义，处决了七名被囚禁的流亡分子。
- 3月17日：巴黎因食物不足发生暴动。
- 3月19日：巴黎的粮食储备被耗尽。指券贬值，跌至原价值的百分之八。
- 3月21日：在西哀士的提议下，公会同意判处试图推翻政府的人死刑。
- 3月28日：对革命法庭领导者安托万·康坦·富基耶-坦维尔的审判开始。
- 4月1日：共和三年芽月十二日起义（英语：Insurrection of 12 Germinal, Year III）。无套裤汉入侵公会，但在国民卫队到达现场后撤离。巴黎宣布自身处于被围困状态。公会下令将巴雷爾、俾約-瓦倫、科洛·代尔布瓦流放至法属圭亚那，并逮捕了八名极左议员。
- 4月2日：法军在皮舍格呂的带领下镇压了巴黎圣安东尼区的武装起义。
- 4月5日：法国与普鲁士在瑞士巴塞尔签订和约。普鲁士同意法国并吞莱茵河左岸。
- 4月10日：公会下令解除参与恐怖统治的雅各宾派人士的武装。
- 4月11日：公会将公民权重新授予那些自1793年5月31日起就被宣判为法外之徒的人。
- 4月19日：六名参与恐怖统治的雅各宾派人士在布雷斯地区布尔格被刺杀。
- 4月23日：公会点名了八名成员去修改宪法。
- 5月2日：最后的旺代叛军同意放下武器来换取赦免。
- 5月4日：25名被囚禁的雅各宾派人士在里昂被屠杀。
- 5月7日：前首席公证人富吉-当比拉和其他十四名革命法庭陪审员被判死刑，后被处决。

### 5月20日至24日- 雅各宾派和无套裤汉最后的起义
- 5月20日：共和三年牧月一日起义（英语：Revolt of 1 Prairial Year III）。雅各宾派和无套裤汉起义，入侵公会大厅，并杀死了让-波特兰·菲罗（英语：Jean-Bertrand Féraud）议员。军队迅速赶至并清空了现场。公会投票逮捕参与起义的议员。
- 5月21日：雅各宾派和无套裤汉再次在巴黎起义，他们占领了巴黎市政厅。
- 5月22日：起义第三天。公会命令军队占领圣安东尼郊区。
- 5月24日：军队解除圣安东尼郊区起义者的武装，并将其逮捕。
- 5月28日：参加公共安全委员会和一般安全委员会的雅各宾派人士被逮捕。
- 5月31日：公会废除革命法庭。
- 6月8日：十岁的路易十七死亡。他身处的英国的叔叔普罗旺斯伯爵宣布继承法国王位，成为路易十八。
- 6月10日：公会宣布，自雅各宾掌权后离开法国的流亡分子全部无需因此负刑事责任。
- 6月12日：支持芽月起义的议员被审判。
- 6月17日：六名参与芽月起义、并已被判死刑的议员自杀。

### 6月25日至7月27日 - 旺代省再次起义 - 保皇党人入侵布列塔尼
- 6月23日：旺代叛军在弗朗索瓦·德·沙雷特（英语：François de Charette）的领导下再度起义。在舒昂党人（英语：Chouan）的支持下，约瑟夫-热纳维耶夫·德·皮赛（英语：Joseph-Geneviève de Puisaye）带领一队流亡分子远征基伯龙（法语：Expédition de Quiberon）。共4000名保皇党流亡分子在英国的协助下在布列塔尼半岛的卡尔纳克登陆。
- 6月30日：奥什将军在布列塔尼瓦讷击败了保皇党军队。舒昂党人不得不放弃欧赖并撤至基伯龙半岛。
- 7月7日：保皇党军队被奥什包围。
- 7月15日：两千名保皇党援兵登陆基伯龙，但他们亦被奥什包围。
- 7月17日：驻扎在西班牙的法国西比利牛斯军团（英语：Army of the Western Pyrenees）在邦·阿德里安·让诺·德·蒙塞的带领下占领了维多利亚，并于7月19日占领毕尔巴鄂。
- 7月21日：基伯龙的保皇党人投降。748名保皇党人被枪决。
- 7月22日：法国与西班牙签署巴塞尔和约。法国得到西班牙的圣多明各西部。西班牙退出战争。
- 8月9日：公会下令逮捕富歇与其他山岳派议员。
- 8月15日：公会宣布法郎成为法国货币单位。

### 8月22日至9月23日 - 新宪法的批准 - 督政府掌权
- 8月22日：共和三年宪法被国民公会批准。它效仿英美，要求组成上下两院，并组成一个五人督政府。根据新宪法的内容，新议会三分之二的议员应为旧公会的成员。
- 9月23日：经过全民公投的批准，新宪法生效。

### 10月5日 - “几发小霰弹” - 波拿巴将军镇压保皇党叛乱
- 10月5日：葡月十三日起义（英语：13 Vendémiaire）威胁公会。在巴拉斯的命令下，拿破仑·波拿巴接管巴黎市的防卫工作。他下令将大炮装满霰弹，并向聚集在圣奥诺雷街圣洛克教堂前的保皇党人开火。
- 10月12日：议会—五百人院和元老院（英语：Council of Ancients）新成员的选举开始。被公会解雇的山岳派军官重新入伍。
- 10月23日：指券价值跌至原价值的3%。流通中的指券共有200亿。
- 10月26日：国民公会解散。拿破仑被任命为内陆军团（英语：Army of the Interior）首长。
- 10月31日：第一届督政府成员被立法议会选出。其成员为路易·马里·德·拉雷韦利埃-莱波（英语：Louis Marie de La Révellière-Lépeaux）、让-弗朗索瓦·勒贝尔（英语：Jean-François Rewbell）、艾蒂安-弗朗索瓦·勒图尔纳（英语：Étienne-François Letourneur）保罗·巴拉斯和埃马纽埃尔-约瑟夫·西哀士。但西哀士拒绝受命，其职位由拉扎尔·卡诺接任。
- 12月10日：立法议会投票决定向法国最富有的公民借六亿法郎。
- 12月26日：自1792年8月起就囚禁在圣殿塔的路易十六之女瑪麗-泰蕾茲被法国政府用来和奥地利交换一群法国囚徒。
- 12月31日：法军和奥军在莱茵河边停火。

## 1796年 - 拿破仑的意大利战役 - 旺代叛军的溃败 - 一次失败的巴黎起义

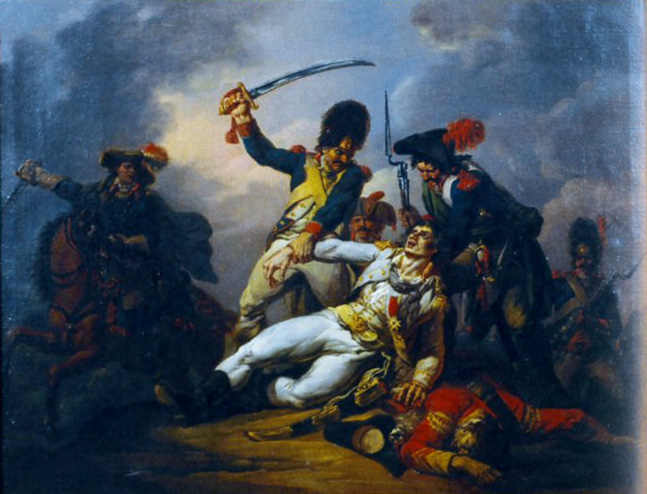
俘获旺代叛军首领弗朗索瓦·德·沙雷特（英语：François de Charette）(1796年2月23日)
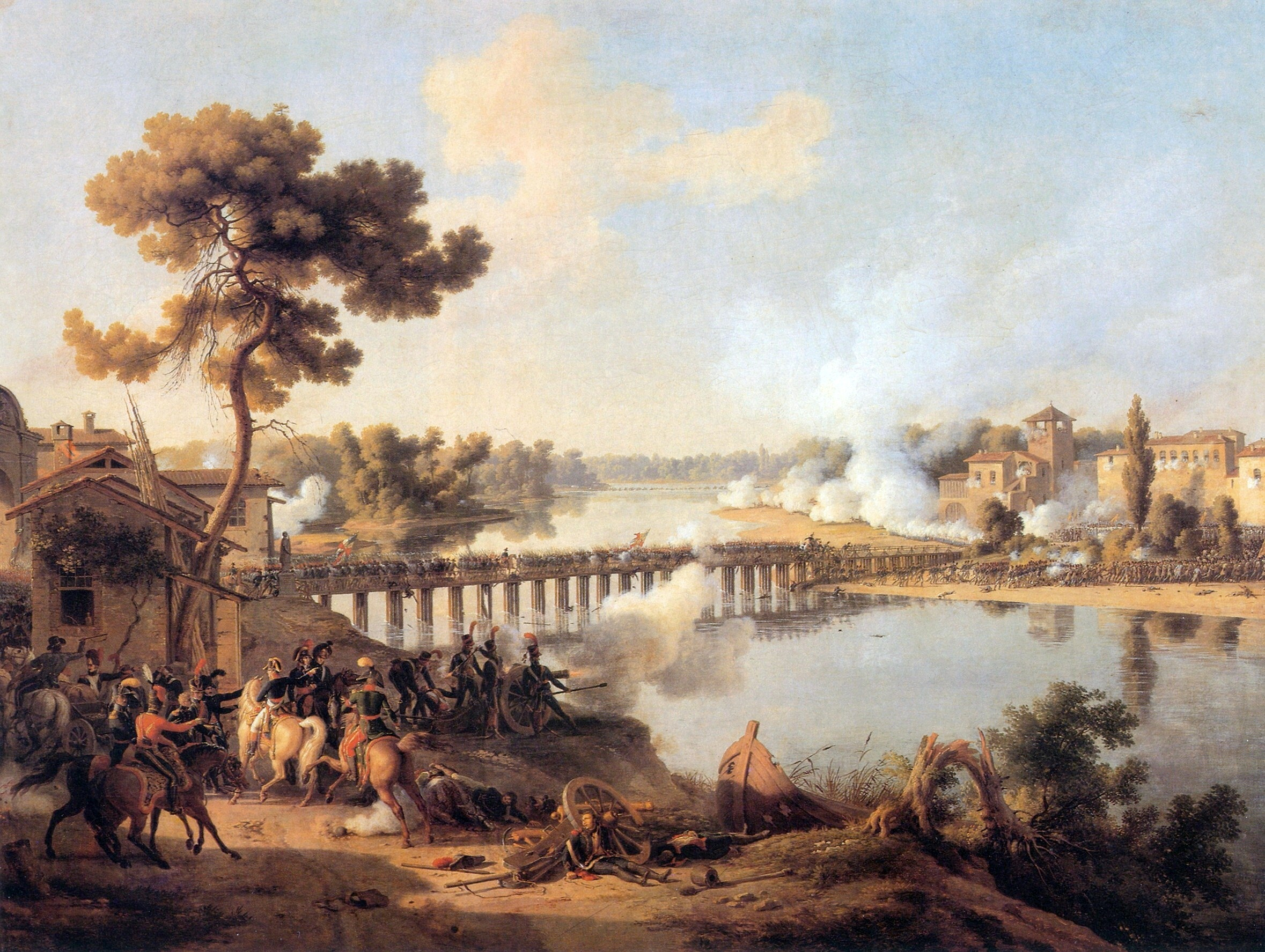
拿破仑在洛迪战役击败奥军(1796年5月10日)
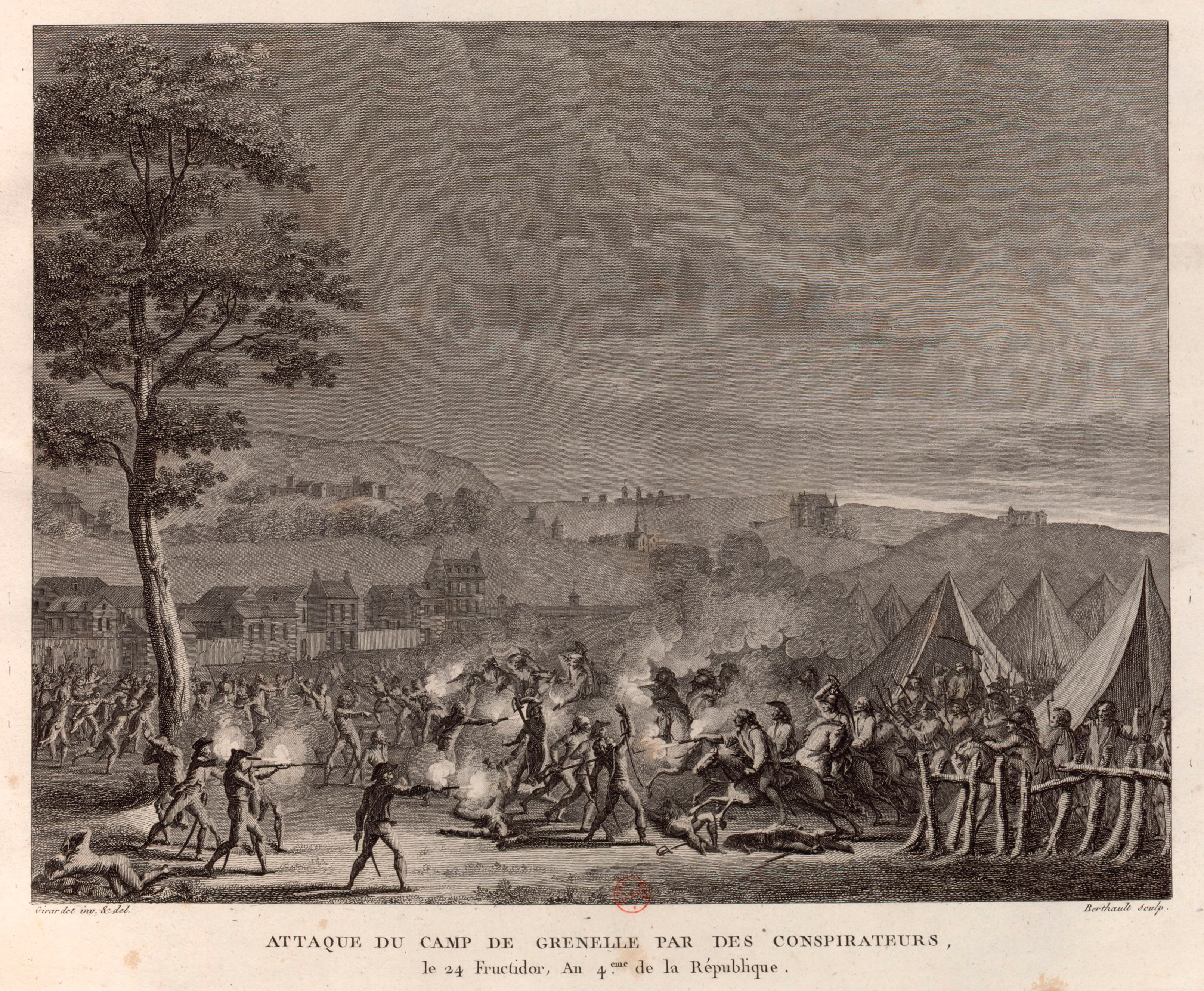
格拉克斯·巴贝夫的追随者和山岳党人在格勒纳勒的军事营地起义，但最终失败(1796年9月9日)
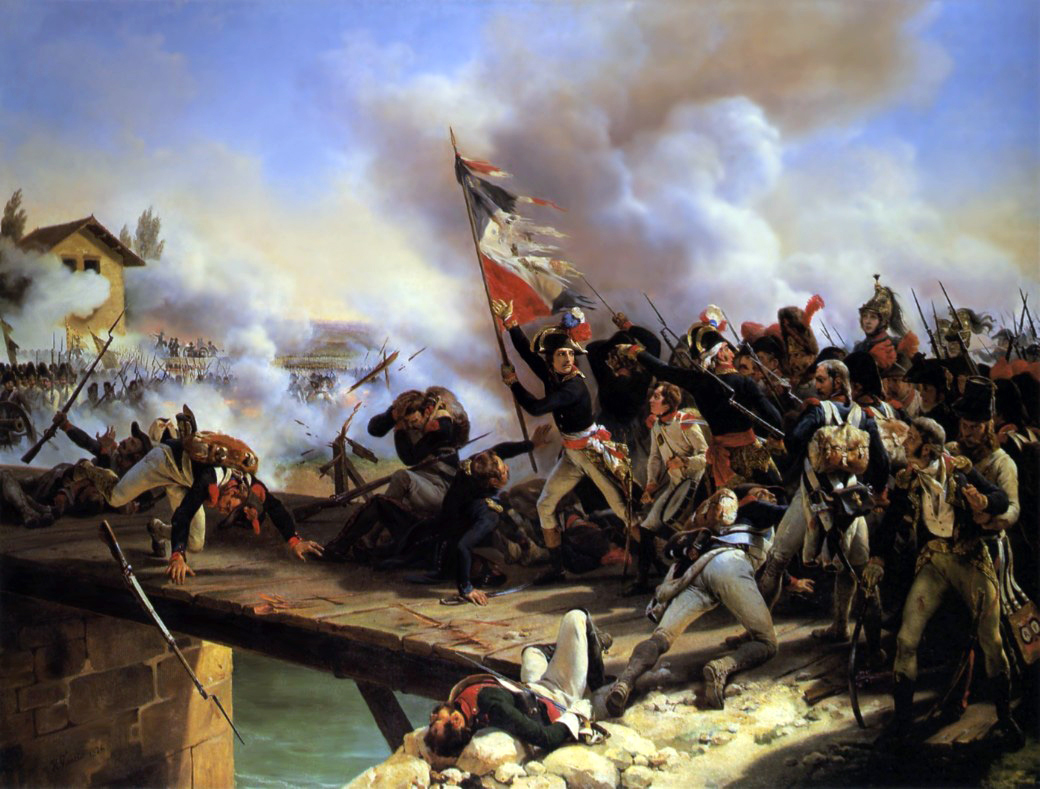
拿破仑在阿尔科莱战役（英语：Battle of Arcole）期间领导士兵过桥 (1796年11月15日至17日)

- 1月2日：督政府设立警务部长一职，并由菲利普-安托万·梅兰·德·杜艾担任此职。[186]
- 1月21日：在处决路易十六的周年纪念活动中，执政官勒贝尔发表了一篇谴责极左分子的演讲。
- 1月25日：督政府被授予任命城市行政官的临时权力。
- 1月26日：保皇党人让-尼古拉·斯托夫莱（英语：Jean-Nicolas Stofflet）试图重启旺代战争
- 2月2日：爱尔兰革命者领袖沃尔夫·托恩（英语：Wolfe Tone）抵达法国，寻求军事援助以解放爱尔兰。
- 2月19日：政府停止发行指券。
- 2月20日：英美决定续签杰伊条约，美法关系恶化。
- 2月23日：尼古拉斯·斯托夫莱被捕，次日在昂热被处决。
- 2月28日：在督政府的命令下，拿破仑关闭了极左派的先贤祠俱乐部（英语：Panthéon Club），该俱乐部由马拉的追随者创建。
- 3月2日：督政府任命拿破仑为法国意大利方面军（英语：Army of Italy (France)）指挥官。
- 3月9日：拿破仑·波拿巴与约瑟芬·德·博阿尔内结婚。亡夫为亚历山大·德·博阿尔内。亚历山大是一位将军兼政界领袖，在雅各宾专政时期被处决。
- 3月18日：督政府发行价值总额为二十四亿里弗的土地票（英语：Mandats territoriaux），取代指券成为流通货币。土地票以国有财产做担保，具有立即兑现的优点。三周内，它们缩水到原来20%的价值。
- 3月23日：旺代叛军最后的领袖弗朗索瓦·德·沙雷特在南特被捕，并被枪决。
- 3月30日：极左翼领导人、共产主义的先驱格拉克斯·巴贝夫组成了一个叛乱性的委员会，名曰平等会 ("Les Égaux")，旨在推翻督政府。他们于四月六日在巴黎游行示威。
- 4月10日：拿破仑发动意大利战役。
- 4月12日：拿破仑在蒙特諾特之戰中击败奥军。
- 4月13日：拿破仑在米莱西莫战役（英语：Battle of Millesimo）中击败撒丁军队。
- 5月2日：巴贝夫的追随者以及山岳党残余分子一并图谋推翻督政府。
- 5月9日：拿破仑强迫帕尔马公爵签署停战协议。
- 5月10日：拿破仑在洛迪战役中击败奥军。
- 5月15日：督政府与撒丁尼亚国王维托里奥·阿梅迪奥三世在巴黎签订协议。国王同意将萨伏依和尼斯割让给法国。
- 5月19日：拿破仑在米兰许诺给意大利带来独立。
- 5月20日：奥地利撕毁在莱茵河停战的协议，莱茵河战役（英语：Rhine Campaign of 1796）重启。
- 6月4日：拿破仑开始围攻曼图亚（英语：Siege of Mantua (1796–97)），该城是奥地利最后一个意大利据点。
- 6月5日：拿破仑与西西里国王签订停战协议。
- 6月12日：拿破仑率军进入罗马涅，该地为教皇国的一部分。
- 6月22日：法国西部的内战结束。乔治·卡杜达尔投降，路易·德·弗罗泰（英语：Louis de Frotté）逃至英国。
- 6月23日：拿破仑与圣座签署博洛尼亚休战协议（英语：Armistice of Bologna）。协议允许法军占领教皇国的北部。
- 7月9日：英军占领厄尔巴岛。
- 7月10日：奥军在达戈贝特·西格蒙德·冯·武姆泽（英语：Dagobert Sigmund von Wurmser）的带领下抵达意大利。
- 7月16日：讓-巴蒂斯特·克萊貝爾（英语：Jean-Baptiste Kléber）攻占美茵河畔法兰克福。
- 7月18日：法军在洛朗·古维翁-圣西尔指挥下占领斯图加特。
- 7月20日：法国为援助爱尔兰独立运动创建了一支军队，拉扎尔·奥什（英语：Lazare Hoche）被任命为该军队首长。
- 8月5日：拿破仑在卡斯奇里恩战役中击败乌姆瑟尔，奥军撤至蒂罗尔。
- 8月19日：法国与西班牙在圣伊尔德丰索签署第二次圣伊尔德丰索协约。
- 9月8日：拿破仑在巴萨诺战役（英语：Battle of Bassano）中击败了乌尔姆瑟率领的奥军。
- 9月9日至10日：由于警方的秘密间谍，巴贝夫的追随者和山岳党顽固派在巴黎格勒纳勒军营的起义失败。
- 10月5日：已与法国结盟的西班牙向英宣战。
- 10月10日：格勒纳勒起义三分之二的领导都被送上了军事法庭，后被判死刑。
- 10月16日：拿破仑鼓励北意大利组成奇斯帕达纳共和国，该国包含了摩德纳以及教皇国的一部分。
- 11月2日：奥地利再次派出两支军队以抵抗拿破仑。
- 11月15日至17日：拿破仑在阿尔科莱战役（英语：Battle of Arcole）中击败奥军，取得决定性胜利。
- 12月4日：惩罚流亡分子和不服从牧师的1795年10月25日法令中最严厉的部分被废除。
- 12月15日至17日：从布雷斯特出发，一支载着由奥什领导的法军的舰队开始远征爱尔兰（英语：Expédition d'Irlande）。
- 12月24日至25日：风暴扰乱了远征爱尔兰的舰队，使其远离爱尔兰海岸。舰队不得不返航。

## 1797年 - 意大利战役的继续 - 共和派反对保皇派的政变

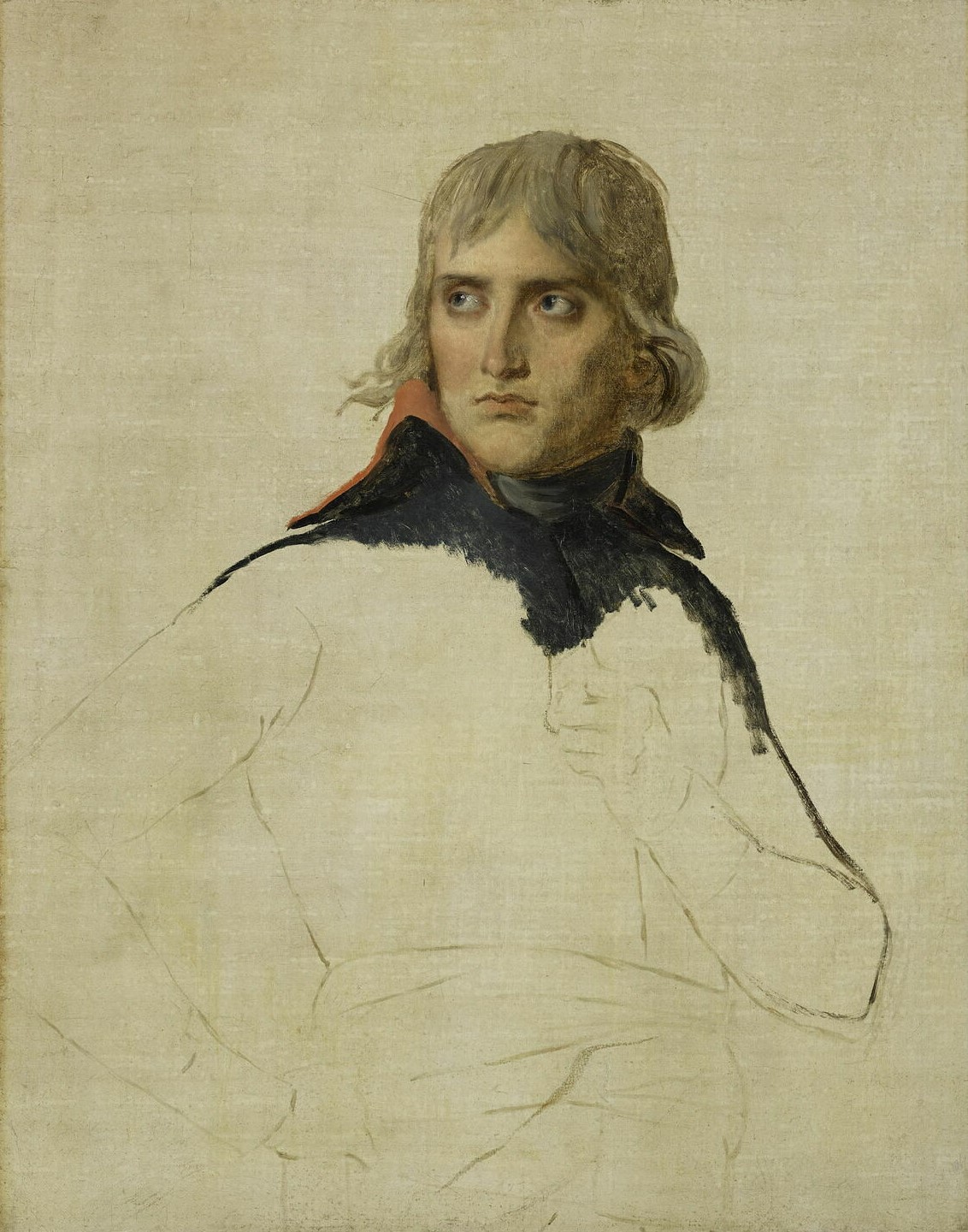
拿破仑，雅克-路易·大卫作
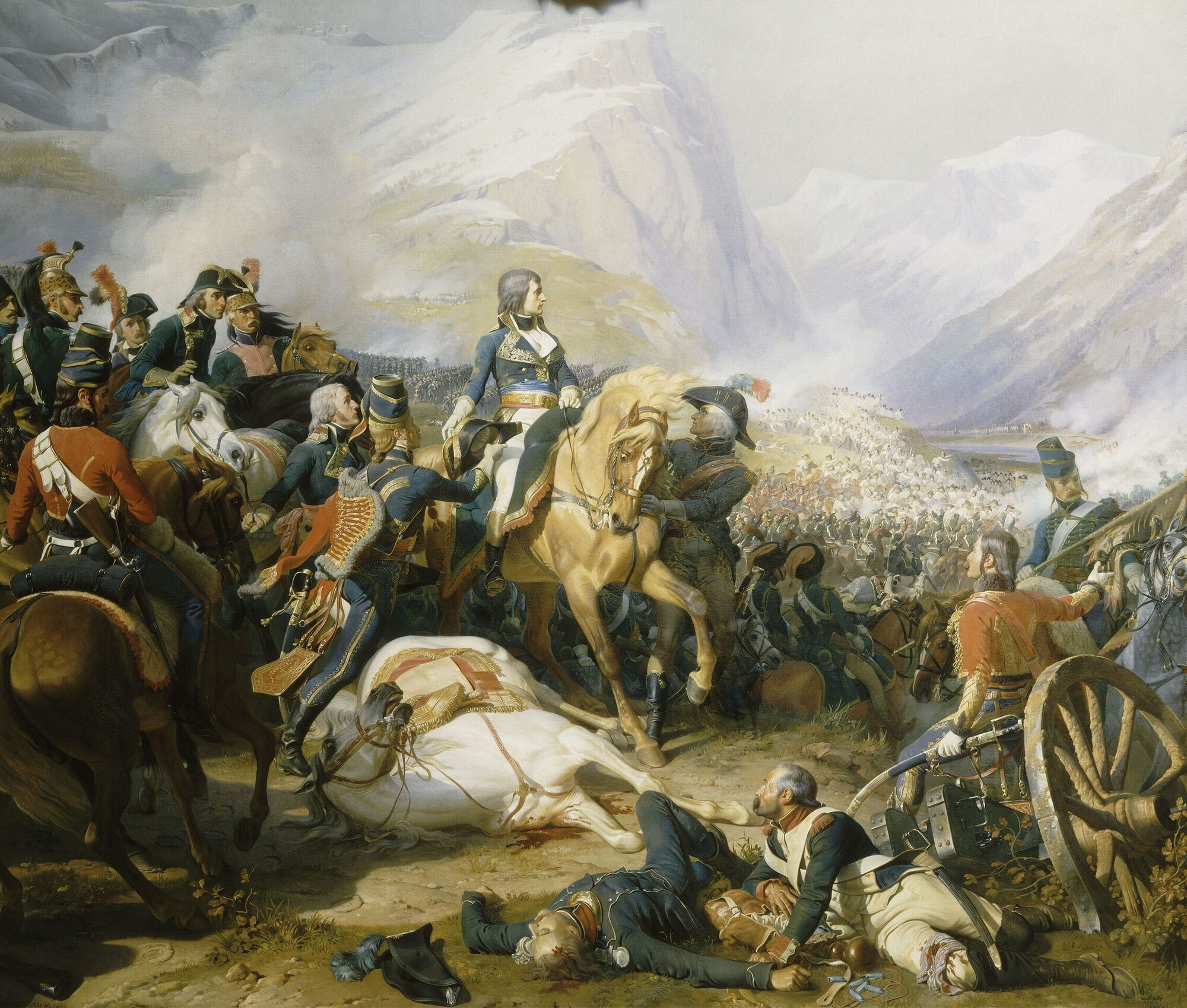
拿破仑在里沃利会战中击败奥军(1797年1月14日)
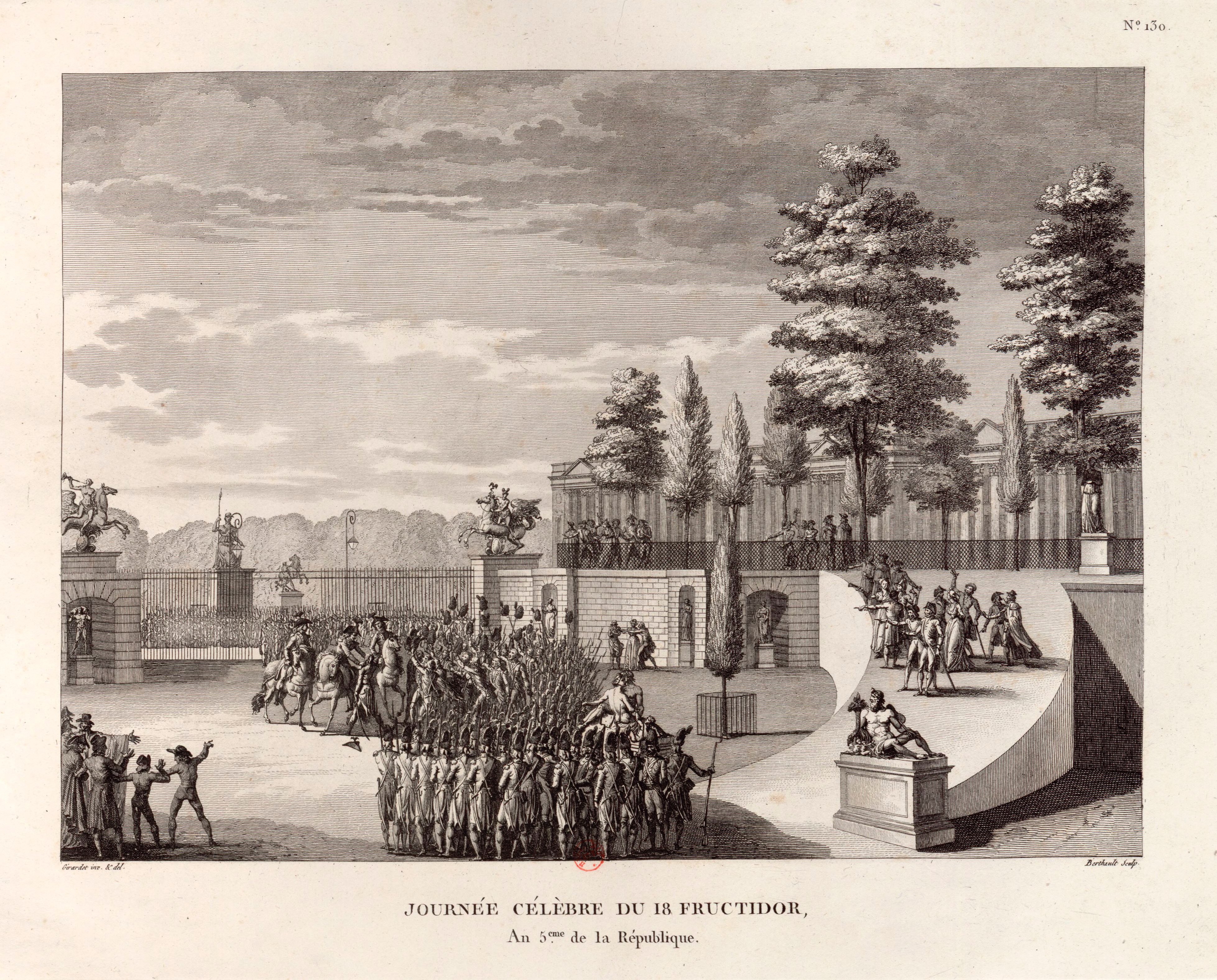
果月18日政变。政变的领导者皮埃尔·奥热罗将军突袭杜伊勒里宫，并逮捕让-夏尔·皮舍格呂和其他被指控密谋反革命的人。(1797年9月4日)
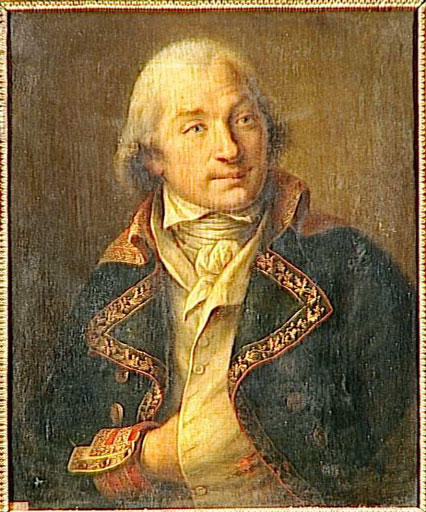
保皇派领导人让-夏尔·皮舍格呂将军

- 1月7日：约瑟夫·奥尔温齐（英语：József Alvinczi）将军带领着一支新的奥军前往意大利对抗拿破仑。
- 1月14日：拿破仑在里沃利会战中击败奥军。
- 2月2日：意大利最后一支奥军部队在曼托瓦向拿破仑投降。
- 2月9日：拿破仑占领安科纳以强迫庇护六世与他协商和谈。协商于2月12日开始。
- 2月14日：西班牙舰队在圣文生角战役被英军击败。
- 2月19日：庇护六世将韦南森地区以及教皇国的北部割让给奇斯帕达纳共和国。
- 2月20日：旺多姆高等法院开始审批巴贝夫和他的主要追随者。
- 3月2日：为报复英美续签杰伊条约一事，督政府批准法国战舰抓捕美国船只。
- 3月9日：为应对卡尔大公的军队，拿破仑在意大利展开了新攻势。
- 3月18日：法国选民被要求在4月18日选举前向政府宣誓效忠。
- 4月7日：在拿破仑一系列的胜利下，奥地利同意协商和谈。
- 4月15日：讓-安多什·朱諾向威尼斯发出要求投降的最后通牒。
- 4月18日：莱奥本和约（英语：Treaty of Leoben）；和谈的初级阶段。奥地利放弃对奥属尼德兰的主权要求；其中的一项秘密协定让奥地利和法国瓜分了威尼斯的领土。议会部分选举结果：现行的216位议员中有205位议员落选，他们的席位大多被保皇派夺得。
- 4月25日：法军舰队进入威尼斯利多。威尼斯的炮击击沉了一艘法舰，但仅有4艘桨帆船和7艘地中海平底船（英语：Galiot）的威尼斯舰队无法驱逐法军。
- 4月27日：法军屠杀维罗纳的反法叛乱者。
- 4月30日：督政府批准莱奥本和约。
- 5月2日：拿破仑向威尼斯宣战。
- 5月12日：在拿破仑的入侵威胁下，威尼斯大议会宣布接受总督卢多维科·马宁的辞职，并投票解散了威尼斯共和国，然后将权力交给一个临时政府。
- 5月16日：法军进驻圣马可广场。拿破仑开始和卢多维科·马宁展开和谈。
- 5月20日：议会新的会期开始。保皇派人让-夏尔·皮舍格呂当选为五百人院主席，另一名保皇派弗朗索瓦·巴尔贝-马尔布瓦（英语：François Barbé-Marbois）成为元老院主席。 一次抽签调走了共和党温和派督政官艾蒂安-弗朗索瓦·勒图尔纳（英语：Étienne-François Letourneur）。他的职位由保皇派外交官弗朗索瓦·巴泰勒米（英语：François-Marie, marquis de Barthélemy）于六月六日接替。
- 5月26日：政治煽动家巴贝夫以及他的一名支持者奥古斯丁·亚历山大·达尔泰（英语：Augustin Alexandre Darthé）被判死刑。他们于5月27日被处决。
- 6月4日：宪法会(Cercle Constitutionnel)，一个有着许多卓越的共和党温和派议员的俱乐部，召开了第一次会议。俱乐部的领导人包括埃马纽埃尔-约瑟夫·西哀士、夏尔·莫里斯·德塔列朗-佩里戈尔以及多米尼克-約瑟夫·加拉（英语：Dominique-Joseph Garat）。
- 6月14日：拿破仑在热那亚扶植了一个新政府，旨在创造一个新的利古里亚共和国。
- 6月24日：督政官巴拉斯联系了奥什将军，希望将军能帮助他发动政变，以反对在两院中占多数的保皇派。
- 6月27日：议会中占多数的保皇派废除了1795年10月25日法令，该法令增加了对不服从教士和流亡分子的惩罚。
- 6月28日：法军登陆克基拉岛，该地先前由威尼斯占领。奥什将军以入侵爱尔兰为借口，调动莱茵15,000名士兵经由巴黎前往布雷斯特。
- 7月3日：塔列朗提议远征埃及。
- 7月9日：法国支持奇斯帕达纳共和国与伦巴第合并成为奇萨尔皮尼共和国。
- 7月16日：保皇派支持的督政官拉扎尔·卡诺和巴泰勒米与共和派督政官巴拉斯、路易·马里·德·拉雷韦利埃-莱波（英语：Louis Marie de La Révellière-Lépeaux）以及让-弗朗索瓦·勒贝尔（英语：Jean-François Rewbell）起了冲突。
- 7月17日：奥什的军队逼近巴黎，距巴黎不到三里格。此举被视为对宪法的亵渎，引起了保皇派的抗议。
- 7月20日：巴拉斯给出了皮舍格呂与路易十八间有秘密合同的证据。卡诺加入三名共和派督政官。
- 7月25日：议会就禁止政治俱乐部的法案进行投票表决，这些俱乐部中包括共和党的宪法会。
- 7月27日：拿破仑派遣皮埃尔·奥热罗以巴黎军事长官的身份前往巴黎，来支持反对保皇派人的政变。
- 8月16日：拿破仑写信给督政府，提议入侵埃及以便"真正地摧毁英国"。

### 9月4日 - 共和派政变
- 9月4日：共和派发动果月18日政变。皮埃尔·奥热罗将军逮捕了让-夏尔·皮舍格呂、弗朗索瓦·巴泰勒米以及其他的保皇派领袖。
- 9月5日：督政府强迫两院宣布来自53个省的200名保皇派议员失去他们的席位，并将65名保皇派领袖和记者流放。
- 9月8日：共和党人菲利普-安托万·梅兰·德·杜艾和弗朗索瓦·德·納沙托（英语：François de Neufchâteau）接替卡诺和巴泰勒米，当选为新的督政官。
- 9月23日：奥热罗将军被任命为莱茵军团的新指挥官。
- 9月29日：督政府指示拿破仑，在與奥地利的談判中取得重大让步。若奥地利拒绝，即出兵维也纳。
- 10月17日：法國代表拿破崙與奧地利代表路德維希·馮·科本茨爾伯爵签订坎波福爾米奧條約。奥地利将奧屬尼德蘭以及包括科孚島在内的地中海數個島嶼割让给法国。而威尼斯（連同威尼西亞）、伊斯特拉半島和達爾馬提亞歸屬奥地利。奧地利承認利古里亞共和國和奇薩爾皮尼共和國的獨立。法国的边境延展至莱茵河右岸的科隆。
- 12月21日：拿破仑与爱尔兰革命者领袖沃尔夫·托恩（英语：Wolfe Tone）会面，讨论法国登陆爱尔兰一事。
- 12月28日：罗马爆发反法暴乱，法国将军马蒂兰-莱昂纳尔·迪福（英语：Mathurin-Léonard Duphot）被杀。
- 12月29日：教皇庇护六世就罗马暴乱一事向法国道歉。督政府拒绝接受。

## 1798年 - 意大利和瑞士的新共和国 - 一次宣告无效的选举 - 拿破仑入侵埃及

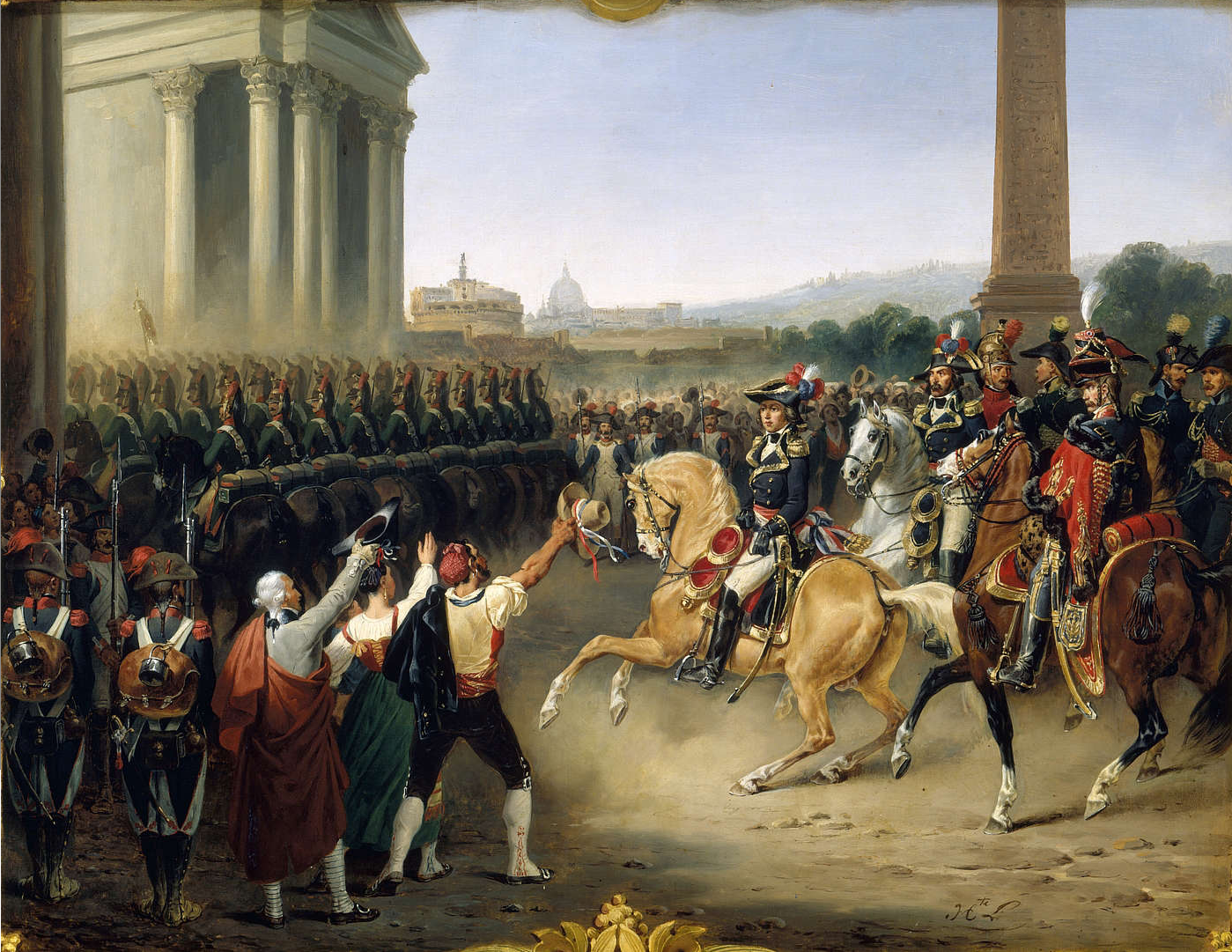
法军在路易-亚历山大·贝尔蒂埃将军的带领下进入罗马（1798年2月10日）
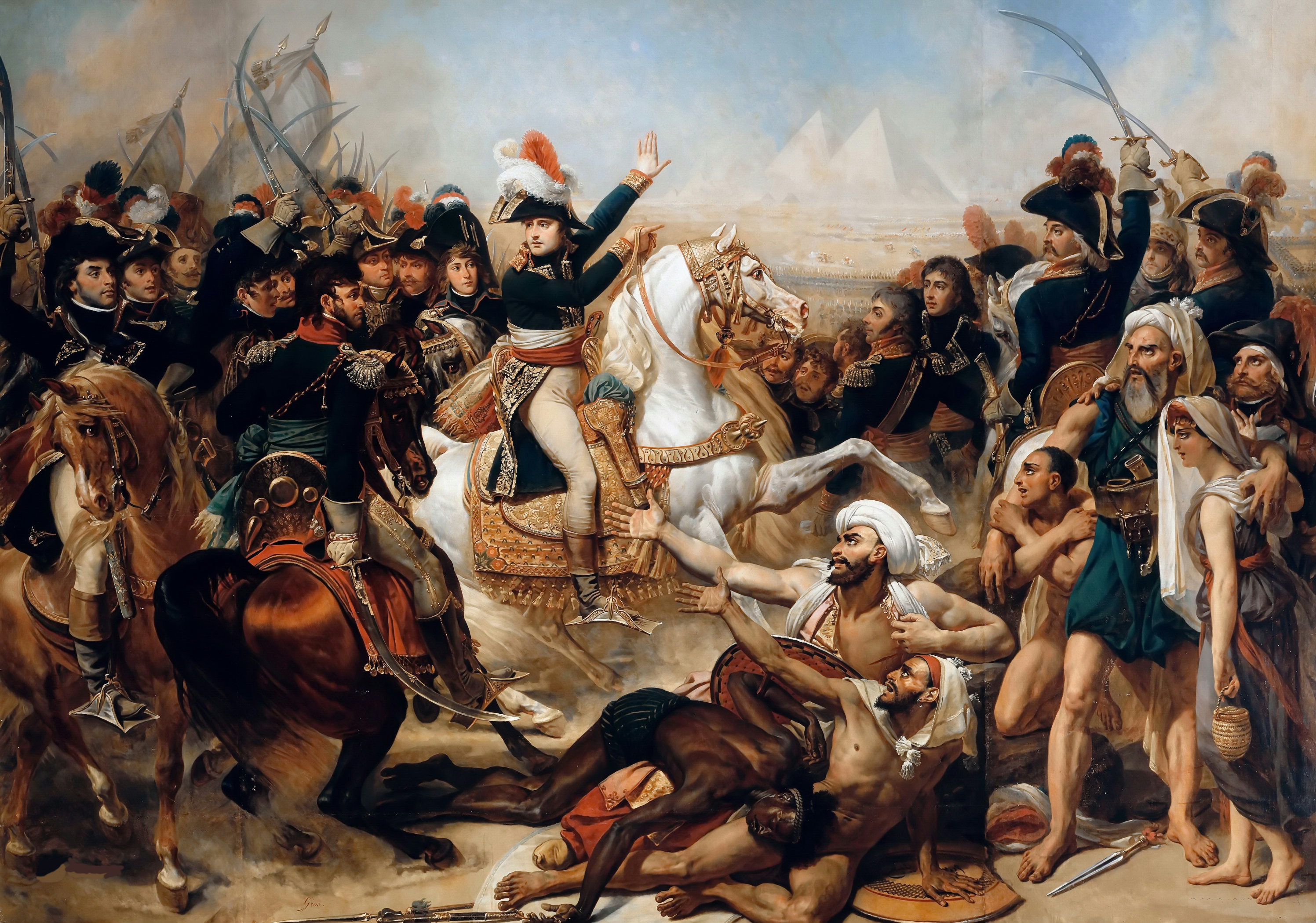
在金字塔战役中的拿破仑（1798年7月21日）
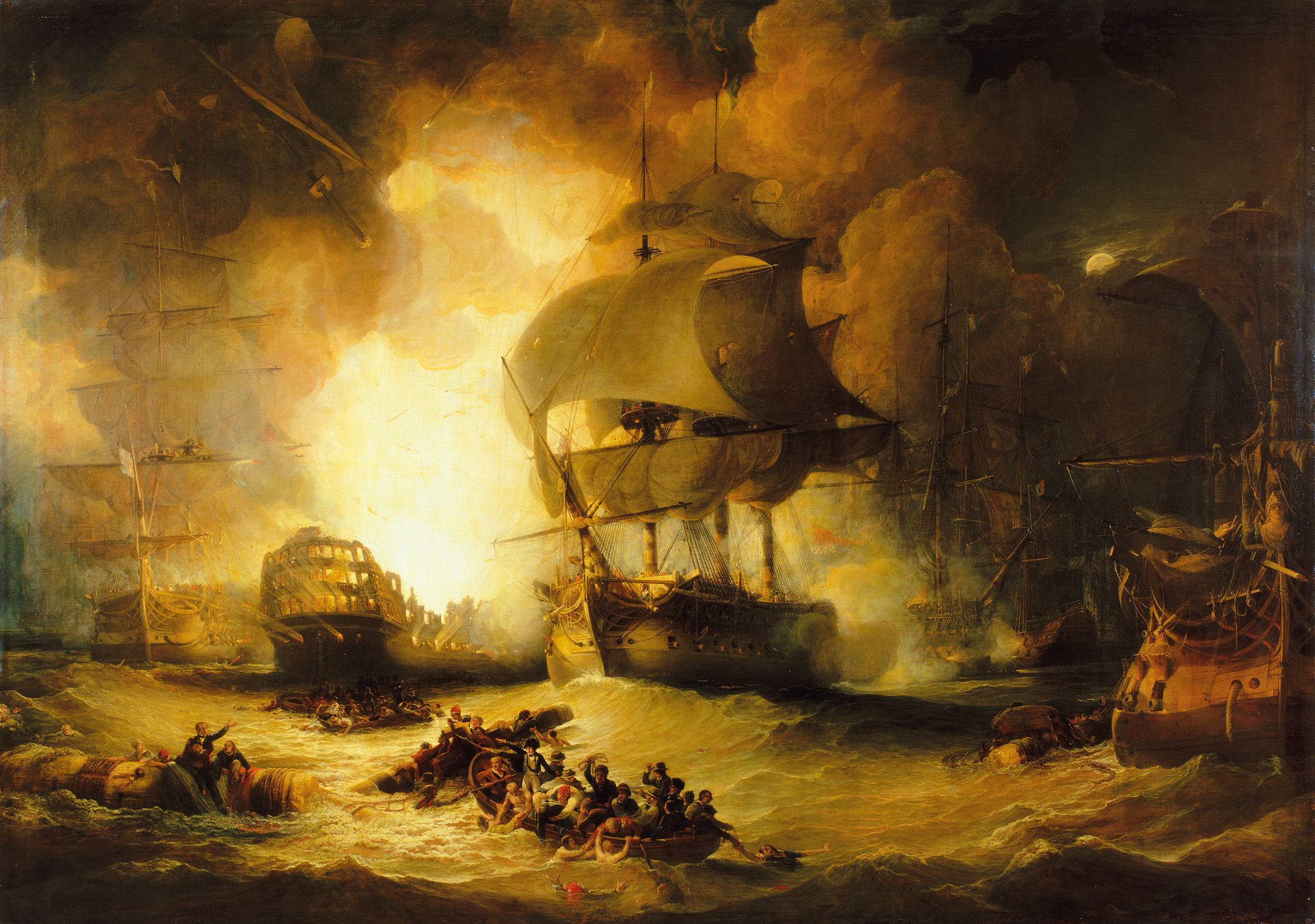
法国舰队在尼罗河河口海战被纳尔逊击败（1798年8月1日）

- 1月5日：法国议会通过法案，批准借款八千万以入侵英国一事。
- 1月11日：就杜福将军被害一事，督政府命令路易-亚历山大·贝尔蒂埃将军向罗马进军以惩罚教皇政府。
- 1月12日：拿破仑向督政府提出了入侵英国的计划。
- 1月18日：督政府批准法国船只抓捕载有英国货物的中立船只。
- 1月24日：在法国的支持下，瑞士沃州宣布脱离瑞士伯尔尼政府独立。
- 1月26日：督政府批准法军干预沃州独立一事以反对瑞士政府。
- 2月10日：贝尔蒂埃将军率军进入罗马
- 2月14日：塔列朗向督政府呈递了征服埃及的计划书。
- 2月15日：贝尔蒂埃将军在罗马宣布在法国保护下成立一个新的罗马共和国。
- 2月23日：拿破仑向督政府提议放弃入侵英国的计划，并再次提议入侵埃及。
- 3月5日：督政府批准拿破仑入侵埃及的方案。
- 3月6日：法军占领伯尔尼。
- 3月9日：德意志各邦国的代表在拉施塔特会面，同意了莱茵河左岸被法国吞并。
- 3月22日：在纪尧姆·布律纳将军的支持下，阿劳议会宣布成立赫尔维蒂共和国。
- 4月4日：以法国为模版，新的赫尔维蒂共和国宣布自身为世俗共和国。
- 4月9日至18日：法国议会进行三分之一的席位选举。
- 4月26日：契约会（法语：Traité de Réunion）将日内瓦共和国与法兰西共和国合并。[187]
- 5月7日：一份呈递给五百人院的报告中宣称选举不合法，并建议将极左分子排除在外。
- 5月11日：通过花月22日法令，元老院和五百人院宣布106名雅各宾议员的选举无效。
- 5月15日：让-巴蒂斯特·特雷亚尔取代弗朗索瓦·德·納沙托（英语：François de Neufchâteau），当选为督政官 。
- 5月19日：拿破仑和他的东方军团从土伦驶向埃及
- 5月23日：爱尔兰爆发反英起义。爱尔兰人坚信拿破仑会驶向爱尔兰。
- 6月9日至11日：拿破仑入侵并占领马耳他。
- 7月1日至2日：拿破仑在埃及登陆并占领亞歷山卓。
- 7月14日：爱尔兰起义被英军镇压。
- 7月21日：拿破仑在金字塔战役中击败了马穆鲁克。
- 7月24日：拿破仑率军进入开罗。
- 8月1日：纳尔逊带领英国舰队在尼罗河河口海战中歼灭法国舰队，将拿破仑困在埃及。
- 8月6日：为了援助爱尔兰叛军，一支法国舰队向爱尔兰驶去。但是此时叛乱已被镇压下去。
- 8月22日：法军在让·约瑟夫·阿马布勒·安贝尔（英语：Jean Joseph Amable Humbert）带领下在爱尔兰西北部的基拉拉（英语：Killala）登陆。
- 8月27日：亨伯特将军在卡斯尔巴战役击败英军，并宣布成立爱尔兰共和国。
- 9月2日：保皇派在法国中央高原南部起义。后被镇压，领导人被捕。
- 9月5日：议会要求所有20至25岁的法国男性在军队服役。
- 9月9日：亨伯特将军的军队被英军在巴利纳穆克战役（英语：Battle of Ballinamuck）中包围，然后被迫投降。
- 9月16日：一支新的法国远征军从布雷斯特出发，驶向爱尔兰。
- 9月24日：法国政府征兵二十万。
- 10月8日：新的内务部长弗朗索瓦·德·納沙托开展了第一次公共教育高级会议。
- 10月11日：法国远征舰队在爱尔兰海岸被英军击败，八艘战舰中有六艘被俘。
- 10月12日：比利时农民起义反对法军的义务兵役。
- 10月21日：开罗民众发生暴动反对法国统治。拿破仑在次日镇压了暴动。
- 11月4日：督政府将比利时农民起义归咎于比利时的教士，因此将教士流放。
- 11月5日：俄国-土耳其的联合舰队封锁了法军占领的科孚岛。
- 11月16日：奥地利和英国同意合作来迫使法国边境线回到一七八九年的原状。
- 11月23日至24日：极度缺钱的督政府强加了新的不动产税和根据门窗数而额外收取的门窗税。
- 11月27日：那不勒斯国王的军队占领罗马。
- 12月4日：法军在哈瑟尔特击败了比利时叛军并屠杀了造反者。比利时农民起义结束。
- 12月6日：法军在让-艾蒂安·瓦希耶·尚皮奥内带领下在奇维塔·卡斯泰拉纳战役中击败那不勒斯国王的军队。
- 12月14日：尚皮奥内率军重新占领罗马。
- 12月21日：法军进攻那不勒斯。那不勒斯国王逃到纳尔逊的旗舰上去避难。
- 12月29日：俄国，英国，那不勒斯及西西里王国结盟组成第二次反法同盟。

## 1799年 - 战争的继续 - 拿破仑归来 - 执政府掌权 - 革命的结束

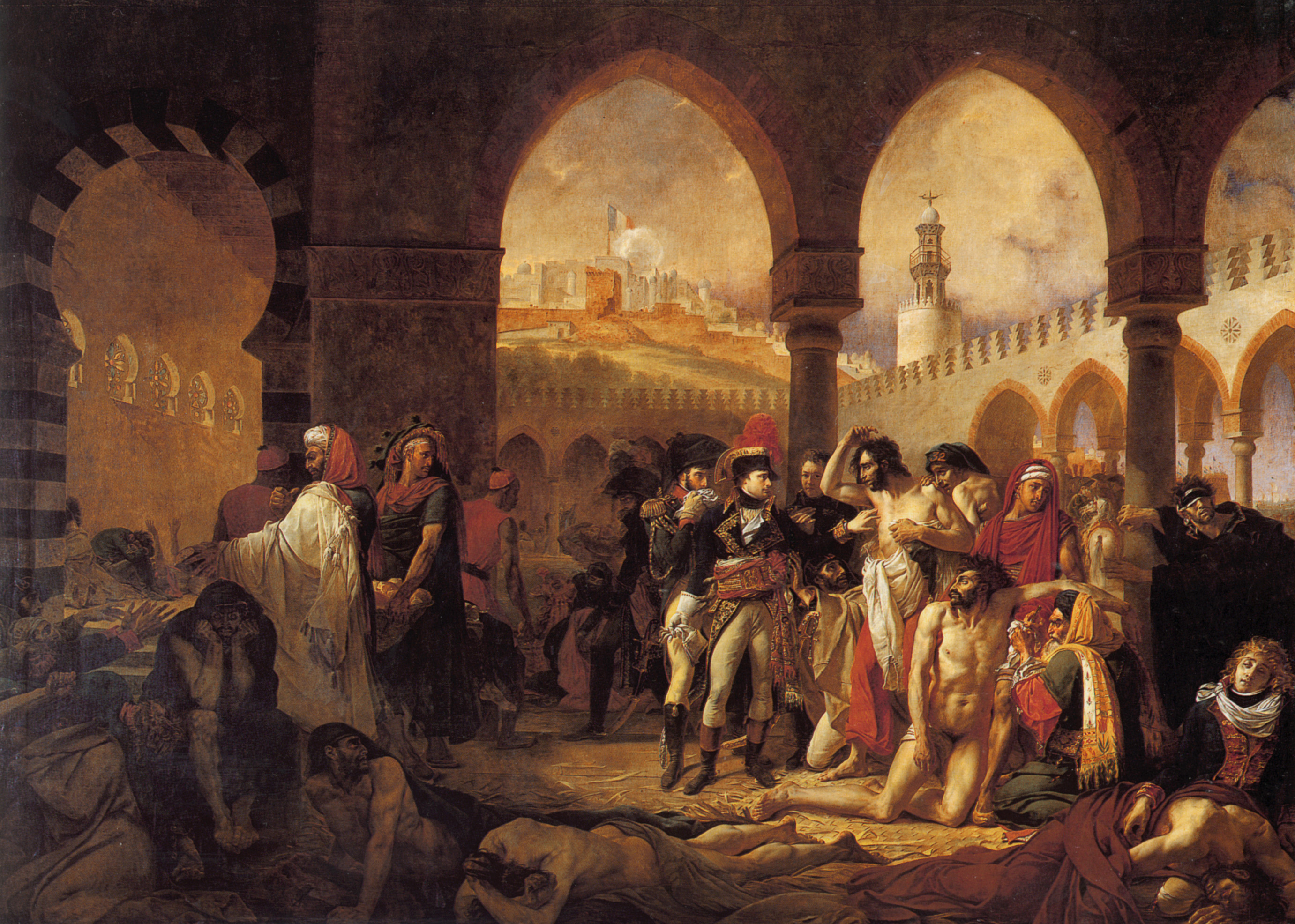
拿破仑参观位于雅法的一所瘟疫医院（1799年3月31日）安托万-让·格罗作，藏于卢浮宫
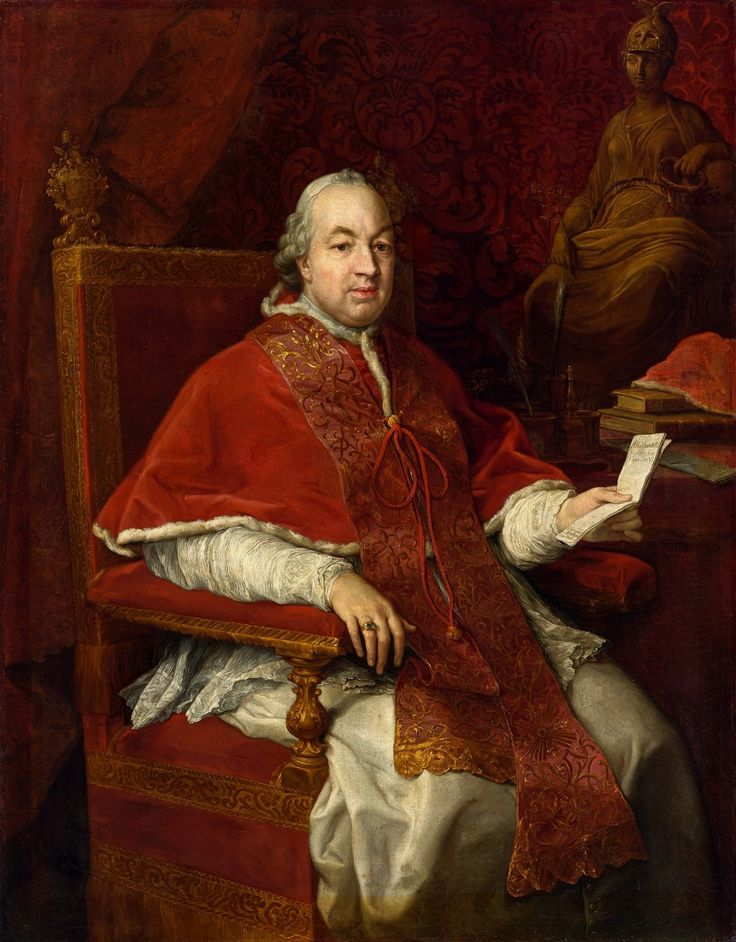
教皇庇护六世被作为囚徒移至法国（1799年4月10日）
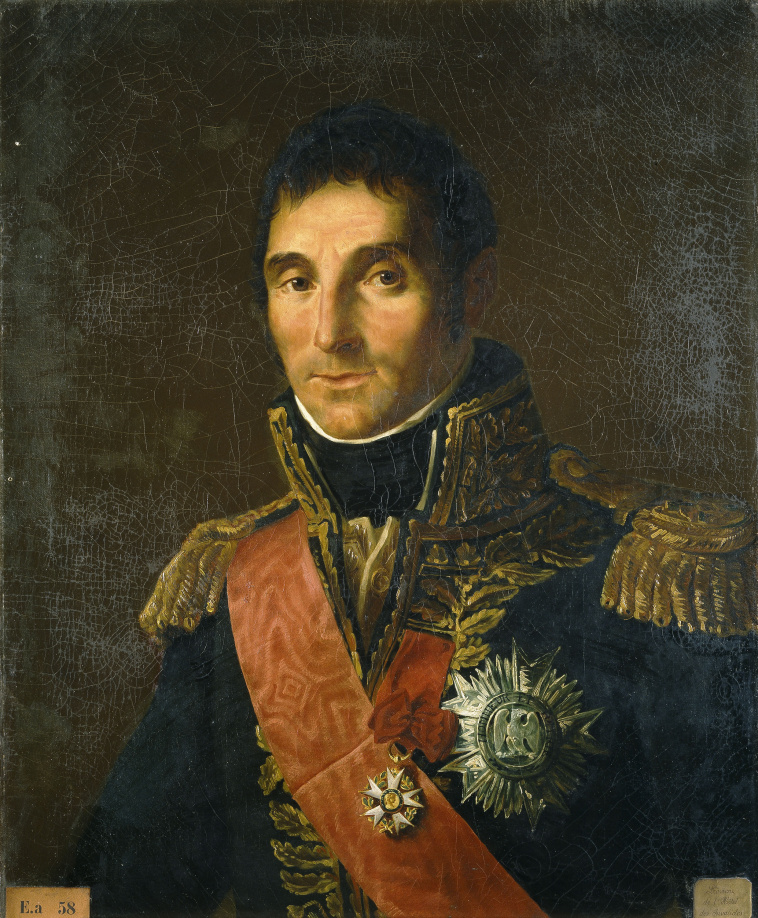
安德烈·马塞纳将俄军逐出瑞士（1799年9月26日）

- 1月10日：让-艾蒂安·瓦希耶·尚皮奥内率军占领卡普阿。
- 1月23日：法军占领那不勒斯。
- 1月26日：新的共和国在那不勒斯宣布成立。
- 2月1日：路易·德賽将军在阿斯旺战胜马木留克标志着法国对上埃及的征服。
- 2月3日：尚皮奥内将军和纪尧姆-夏尔·费普（英语：Guillaume-Charles Faipoult）在那不勒斯军队的指挥权上起了冲突。
- 2月6日：尚皮奥内将军下令将费普从那不勒斯驱逐。
- 2月20日：拿破仑向叙利亚进军。途中击败了一支土耳其军队并占领了西奈半岛的阿里什。
- 2月24日：督政府下令逮捕尚皮奥内将军。儒尔当将军率领多瑙河方面军（英语：Army of the Danube）准备跨过莱茵河入侵德意志各邦以及奥地利。
- 2月25日：拿破仑进入加沙地带。
- 3月1日至2日：法军在儒尔当和贝纳多特的带领下跨过了莱茵河。
- 3月3日：在俄土舰队的长期围困下，科孚岛的法国驻军投降。
- 3月7日：拿破仑占领巴勒斯坦的雅法。他的一些士兵染上了瘟疫。
- 3月11日：拿破仑参观雅法的一家瘟疫医院。
- 3月12日：督政府向奥地利和托斯卡纳大公国宣战。
- 3月19日：拿破仑围攻位于巴勒斯坦的阿卡。阿卡围城战（英语：Siege of Acre (1799)）开始。
- 3月21日：法军进入托斯卡纳大公国。
- 3月23日：安德烈·马塞纳将军在费尔特基希战役（英语：Battle of Feldkirch）中击败奥军。
- 3月25日：奥军在史塔卡赫战役中击败儒尔当。
- 3月28日：拿破仑进攻阿卡失利。
- 4月1日：拿破仑进攻阿卡再次失利。
- 4月3日：儒尔当将军辞去多瑙河方面军总司令的职务。他的军队于4月6日撤回莱茵河西岸。
- 4月9日：法国议会开始进行三分之一的席位选举。
- 4月10日：被法国俘虏的教皇庇护六世被转移至法国。
- 4月12日：安德烈·马塞纳接任多瑙河方面军总司令一职。
- 4月14日：米夏埃尔·弗里德里希·冯·梅拉斯（英语：Michael von Melas）率领的奥军和亚历山大·瓦西里耶维奇·苏沃洛夫率领的俄军在意大利会师。
- 4月16日：拿破仑在塔博尔山战役（英语：Battle of Mount Tabor (1799)）中击败了阿卜杜拉·帕夏·阿泽姆（英语：Abdullah Pasha al-Azm）率领的奥斯曼帝国军队。
- 4月18日：法国选举结果为政府支持者的大规模落选以及极左派分子的胜利。
- 4月24日：拿破仑进攻阿卡第三次失利。
- 4月27日：苏沃洛夫率领俄奥联军在卡萨诺战役中击败了让·维克多·莫罗率领的法军。
- 4月29日：苏沃洛夫进入米兰。
- 5月1日：拿破仑第四次进攻阿卡失利。
- 5月10日：拿破仑第五次亦是最后一次尝试占领阿卡，但他再次失败了。拿破仑在5月17日移去了包围。
- 5月16日：根据抽签结果，勒贝尔离开督政府，他的职位由共和派的西哀士接任。
- 5月19日：一支英军在比利时奥斯坦德登陆。但这场远征很快失败，英军第二天就撤走了。
- 5月26日：俄奥联军进入都灵。
- 6月4日至6日：因为法军在第一次苏黎世战役（英语：First Battle of Zurich）失利，马塞纳将军被迫撤兵。
- 6月14日：拿破仑重回开罗。

### 6月 - 督政府和五百人院的冲突

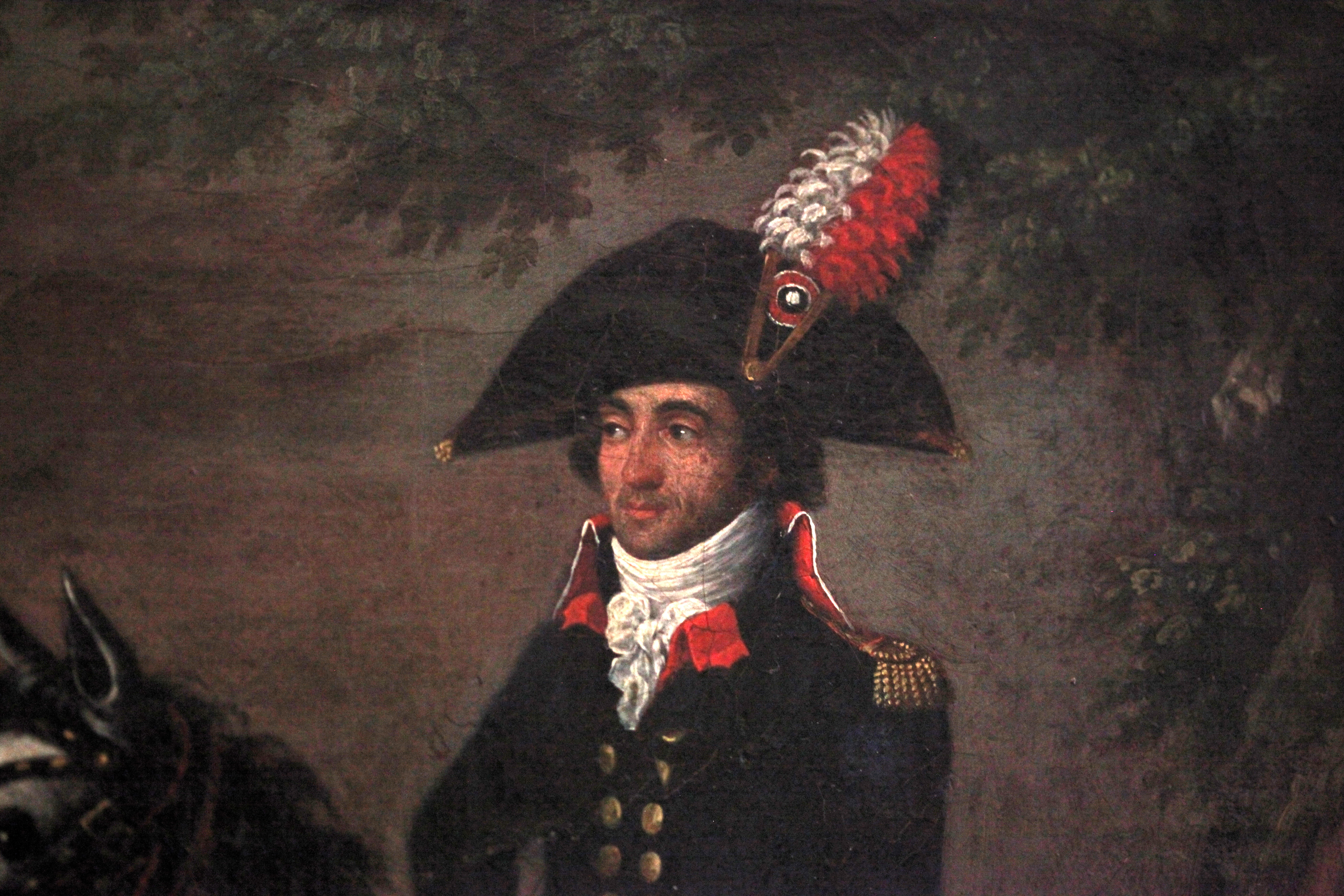
让-巴普蒂斯·儒尔当，军队中的雅各宾派领导人。
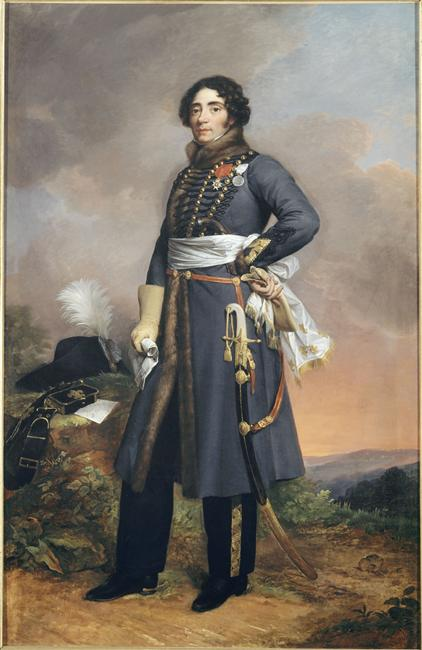
保皇派的路易·德·弗罗泰（英语：Louis de Frotté）将军在法国西部指挥一场反政府的新叛变
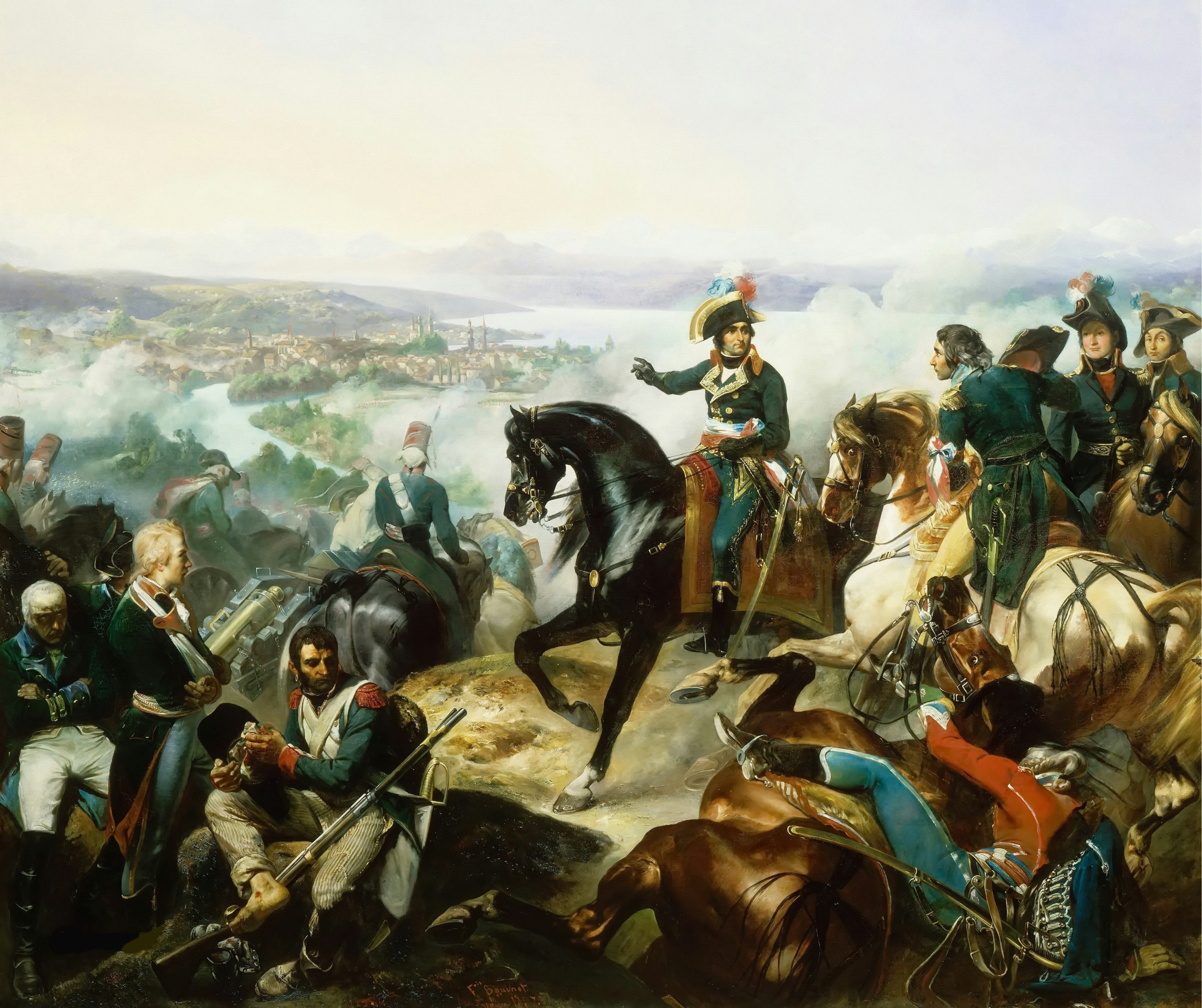
法军在马塞纳将军将军的带领下在第二次苏黎世战役中击败俄奥联军，取得决定性胜利（1799年9月24日至25日）
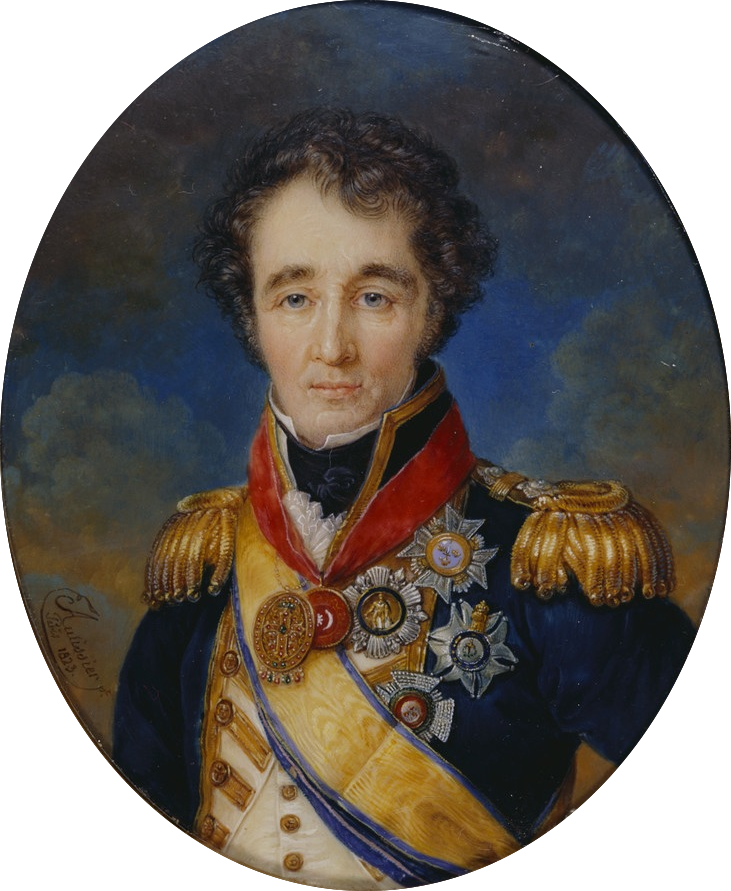
英国海军元帅悉尼·史密斯（英语：Sidney Smith (Royal Navy officer)）送给拿破仑送一大包法国报纸，让他了解巴黎发生的事。拿破仑立即只身回国。（1799年8月23日）

- 6月16日：由于法军一连串的失败，五百人院中新当选的左翼成员与督政府发生冲突。立法议会要求为了公共安全而采取新的措施。
- 6月17日：五百人院和元老院投票宣布督政官让-巴蒂斯特·特雷亚尔的当选无效。并把他替换为前雅各宾议员路易-热罗姆·戈耶（英语：Louis-Jérôme Gohier）。
- 6月18日至19日：牧月30日政变。督政府的两名保皇党成员菲利普-安托万·梅兰·德·杜艾和路易·马里·德·拉雷韦利埃-莱波（英语：Louis Marie de La Révellière-Lépeaux）被五百人院威胁后辞职。他们的职位由两名温和左派罗歇·迪科和让-弗朗索瓦-奥古斯特·穆兰（英语：Jean-François-Auguste Moulin）接替。
- 6月19日：法军在埃蒂安-雅克-约瑟夫-亚历山大·麦克唐纳带领下被苏沃洛夫带领的俄军在特雷比亚战役中击败。那不勒斯的法国驻军投降 。
- 6月28日：五百人院投票要求向富裕的公民强制借款一亿法郎来提供军费。
- 7月5日：督政府提升了新雅各宾派支持的两名指挥官：巴泰勒米·卡特林·儒贝尔被任命为法国意大利方面军（英语：Army of Italy (France)）总司令，尚皮奥内被选中来指挥法国阿尔卑斯方面军（英语：Army of the Alps）。
- 7月7日：一个新的雅各宾俱乐部，自由和平等之友俱乐部（Société des amis de la Liberté et de l'Égalité）在巴黎成立。
- 7月12日：五百人院投票表决一份关于人质的法律，要求每个省都制作一份该省保皇党人的名单，并控告以前在督政府工作的有保皇倾向的成员。
- 7月14日：在革命十周年庆典上，儒尔当将军呼吁“带回长矛”，雅各宾街头暴民在恐怖统治时用的一种武器。同日，西哀士发表了一篇谴责新雅各宾派的演讲。
- 7月17日：一支奥斯曼军队在穆斯塔法·帕夏指挥下，乘坐西德尼·史密斯的英国舰队在埃及阿布基尔登陆。
- 7月25日：拿破仑在阿布基尔战役（英语：Battle of Abukir (1799)）击败了穆斯塔法·帕夏的奥斯曼军队。
- 8月6日：保皇党人在图卢兹和波尔图起义，然后被军队迅速镇压。
- 8月13日：西哀士下令关闭巴黎的新雅各宾俱乐部。
- 8月15日：儒贝尔将军带领的法国意大利方面军在诺维战役中被击败，儒贝尔阵亡。
- 8月18日：五百人院以217票对214票的结果，决定不逮捕并审判被控有保皇倾向的督政府前成员。
- 8月23日：拿破仑已有六个月未得到任何有关法国的消息了，英国海军元帅西德尼·史密斯送给他一大包法国报纸。拿破仑花一个晚上读完报纸，然后将指挥权移交给讓-巴蒂斯特·克萊貝爾（英语：Jean-Baptiste Kléber），最后带着一小撮人乘船离开了埃及。[188]
- 8月29日：法国的囚徒，教皇庇护六世在瓦朗斯逝世。尚皮奥内被任命为法国意大利方面军总司令。
- 9月13日：儒尔当将军，法军雅各宾派的领袖，要求五百人院宣布国家处于紧急状态。
- 9月14日：五百人院拒绝宣布国家处于紧急状态。由于贝纳多特正在策划一场雅各宾政变，西哀士便接受了他辞去战争部长的辞呈。
- 9月15日：法国西部的保皇党领袖，包括布列塔尼的领导人乔治·卡杜达尔，齐聚一堂来组织一场反对巴黎的起义。
- 9月19日：纪尧姆·布律纳率领的法荷联军在贝亨战役（英语：Battle of Bergen (1799)）中击败英俄联军。
- 9月24日：保皇党指挥官路易·德·弗罗泰在诺曼底登陆，指挥新的起义。
- 9月25日至26日：马塞纳将军在第二次苏黎世战役中击败了亚历山大·科尔萨科夫（英语：Alexander Korsakov）的俄奥联军。
- 9月29日：苏沃洛夫被迫率军撤出阿尔卑斯。
- 10月6日：纪尧姆·布律纳率领的法荷联军在卡斯特里克姆战役中击败英俄联军。英俄联军撤出尼德兰。

### 10月9日 - 拿破仑重返法兰西
- 10月9日：拿破仑在圣拉斐尔登陆。
- 10月14日：西哀士邀请让·维克多·莫罗将军组织一场反雅各宾政变，但莫罗拒绝了。
- 10月16日：拿破仑抵达巴黎，受到公众的欢迎。
- 10月17日：拿破仑受到了督政府的欢迎。
- 10月19日：法国西部的保皇党军队攻占南特，但被迫在次日撤退。
- 10月23日：俄国沙皇保罗一世下令让俄军从对法战争中撤退。拿破仑的弟弟吕西安·波拿巴当选为五百人院主席。
- 10月23日至29日：布列塔尼和旺代的保皇党军队占领了几个城市，但很快被法军赶出。
- 11月1日：拿破仑与西哀士会面。两人都看对方不顺眼，但又都同意发动一场政变来取代督政府。
- 11月3日：拿破仑与警务部长约瑟夫·富歇会面，后者同意不去干涉政变。
- 11月6日：元老院和五百人院在以前的圣叙尔比斯教堂为拿破仑举办了一场盛宴。
- 11月7日：儒尔当将军邀请拿破仑加入他的雅各宾政变。拿破仑拒绝了。
- 11月8日：拿破仑与让-雅克·雷吉斯·德·康巴塞雷斯一起用餐，并策划了政变的最终细节。

### 11月9日至10日 - 雾月政变

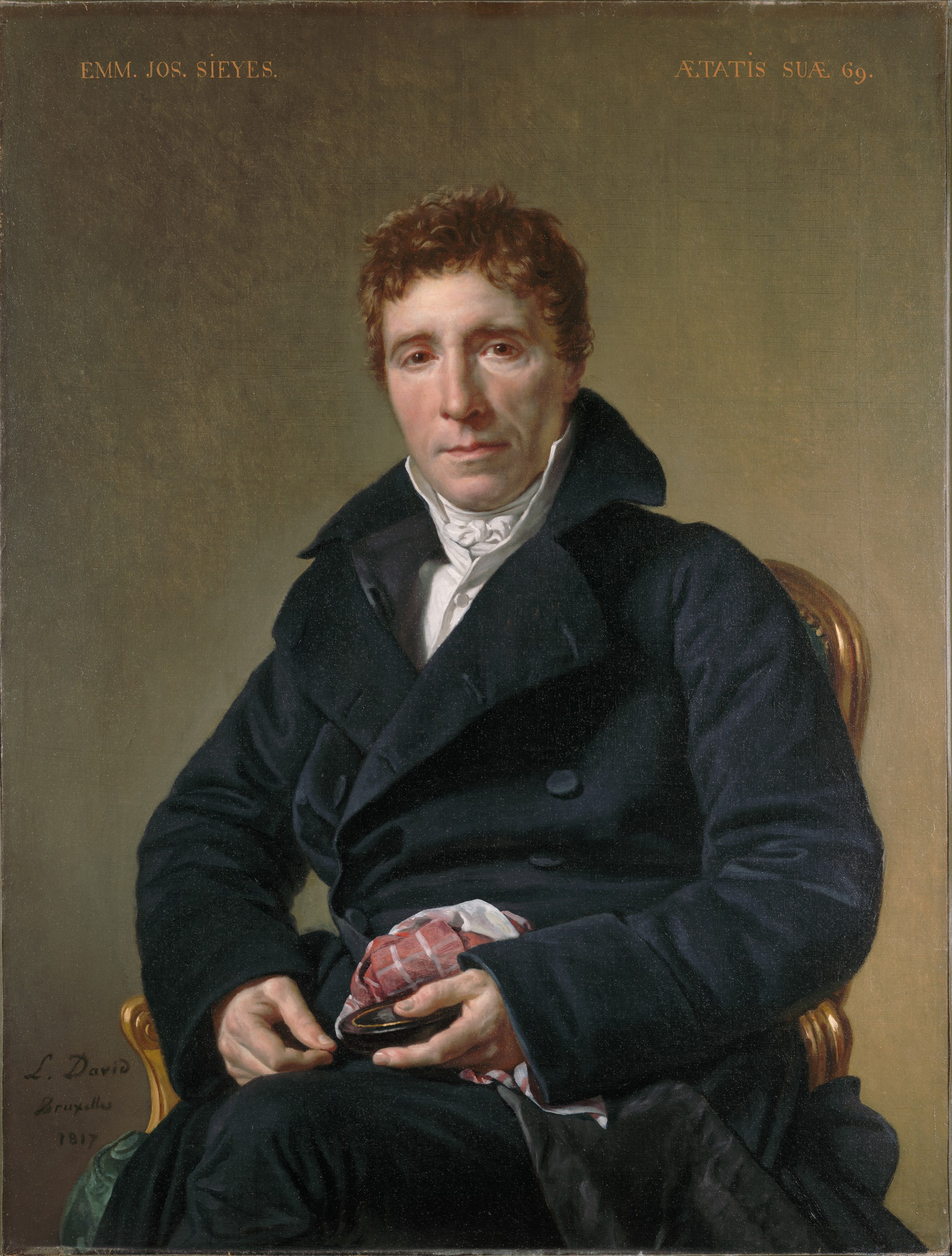
西哀士，政变的提议者
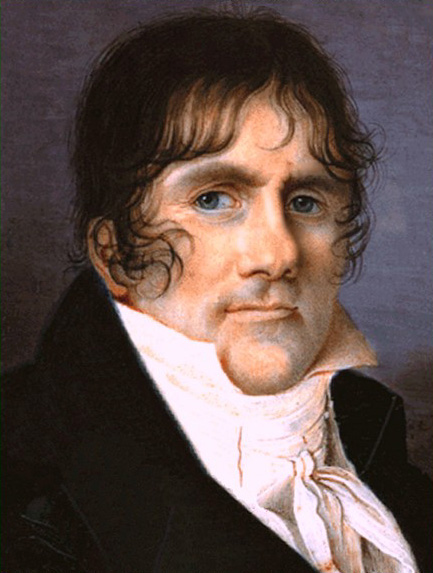
督政官保罗·巴拉斯被说服不去反对拿破仑的政变
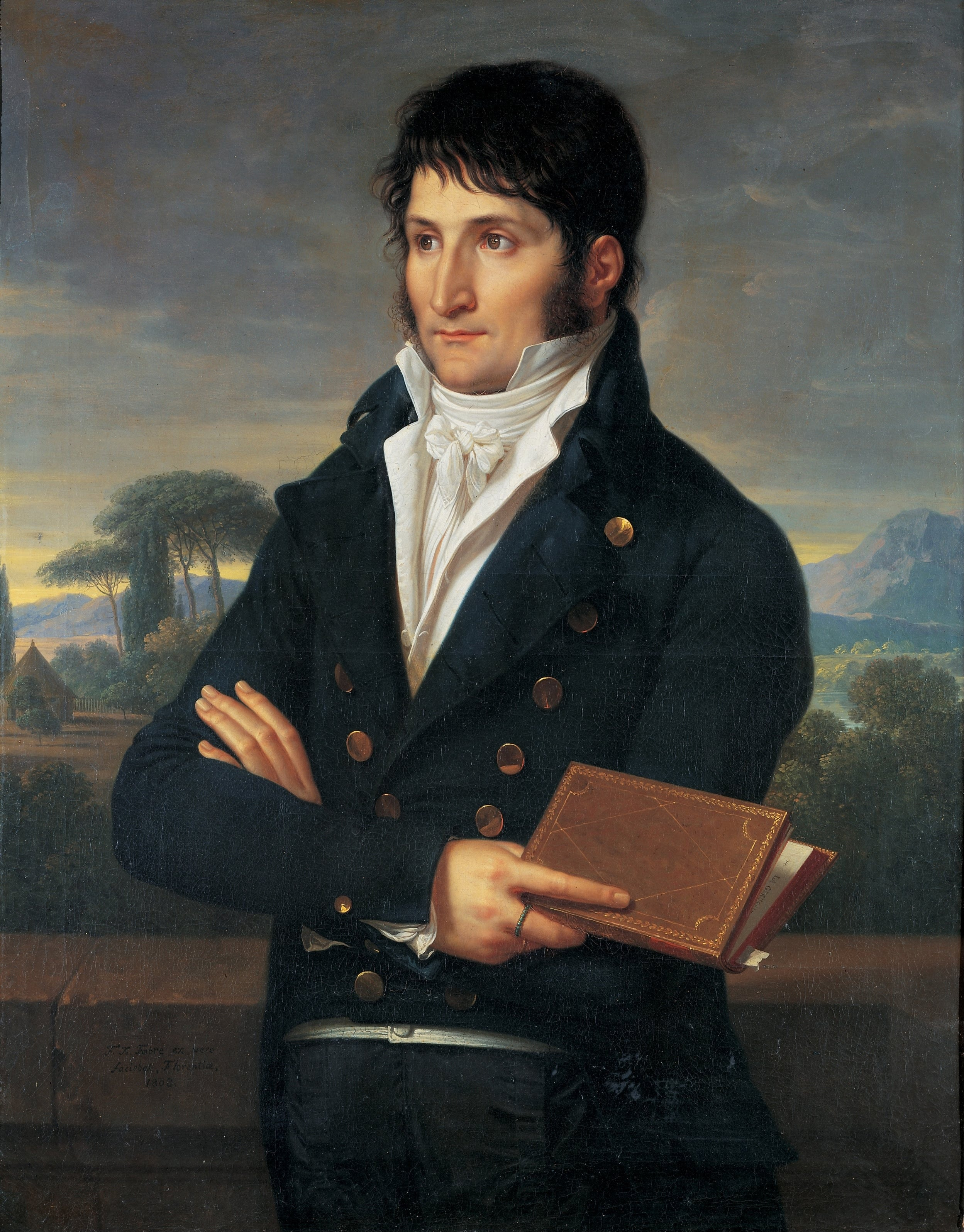
五百人院主席吕西安·波拿巴，24岁，支持了拿破仑的政变
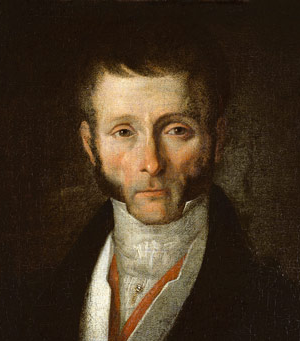
警务部长约瑟夫·富歇同意警察不干预政变
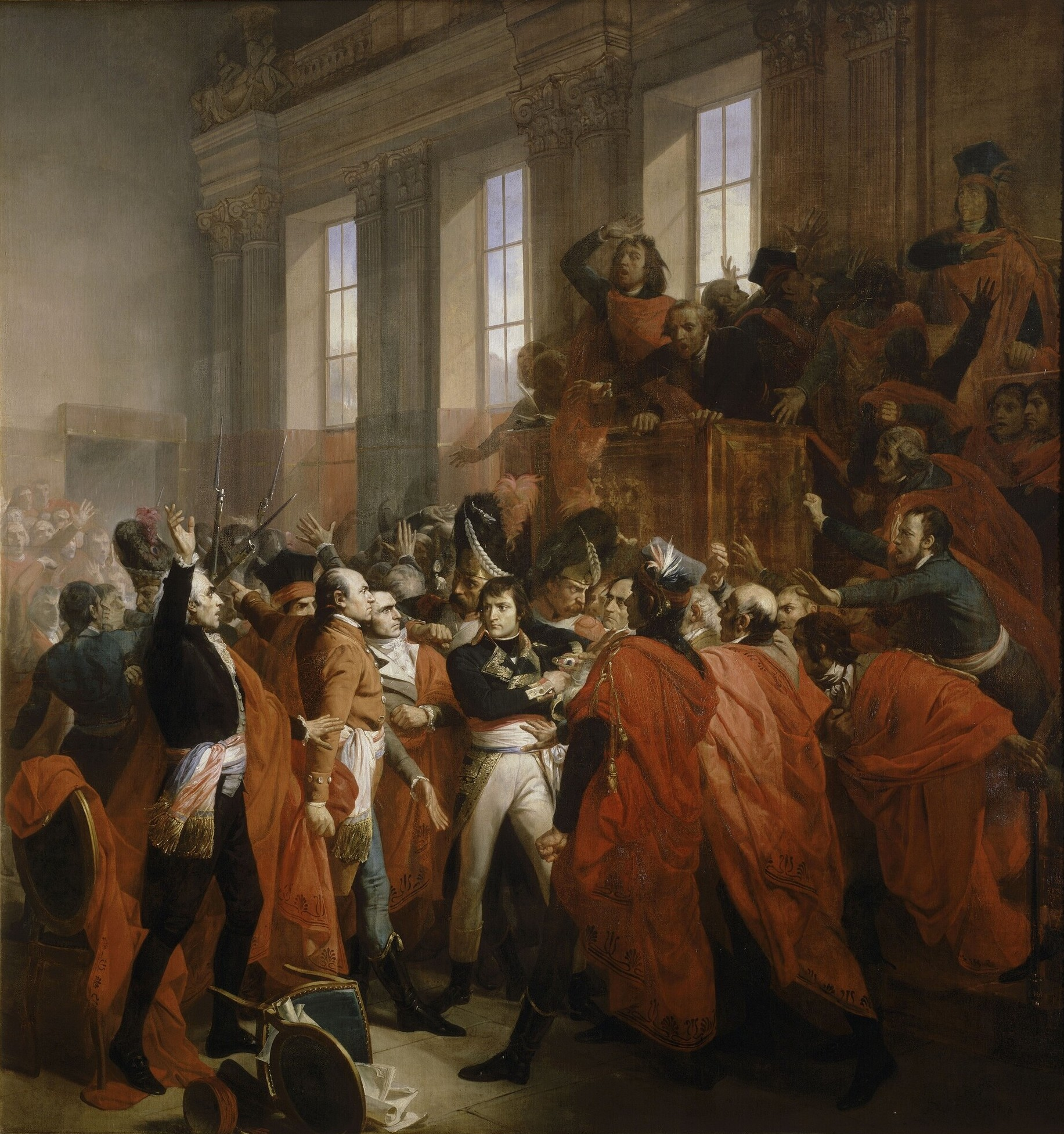
拿破仑对抗五百人院议员（1799年11月10日）
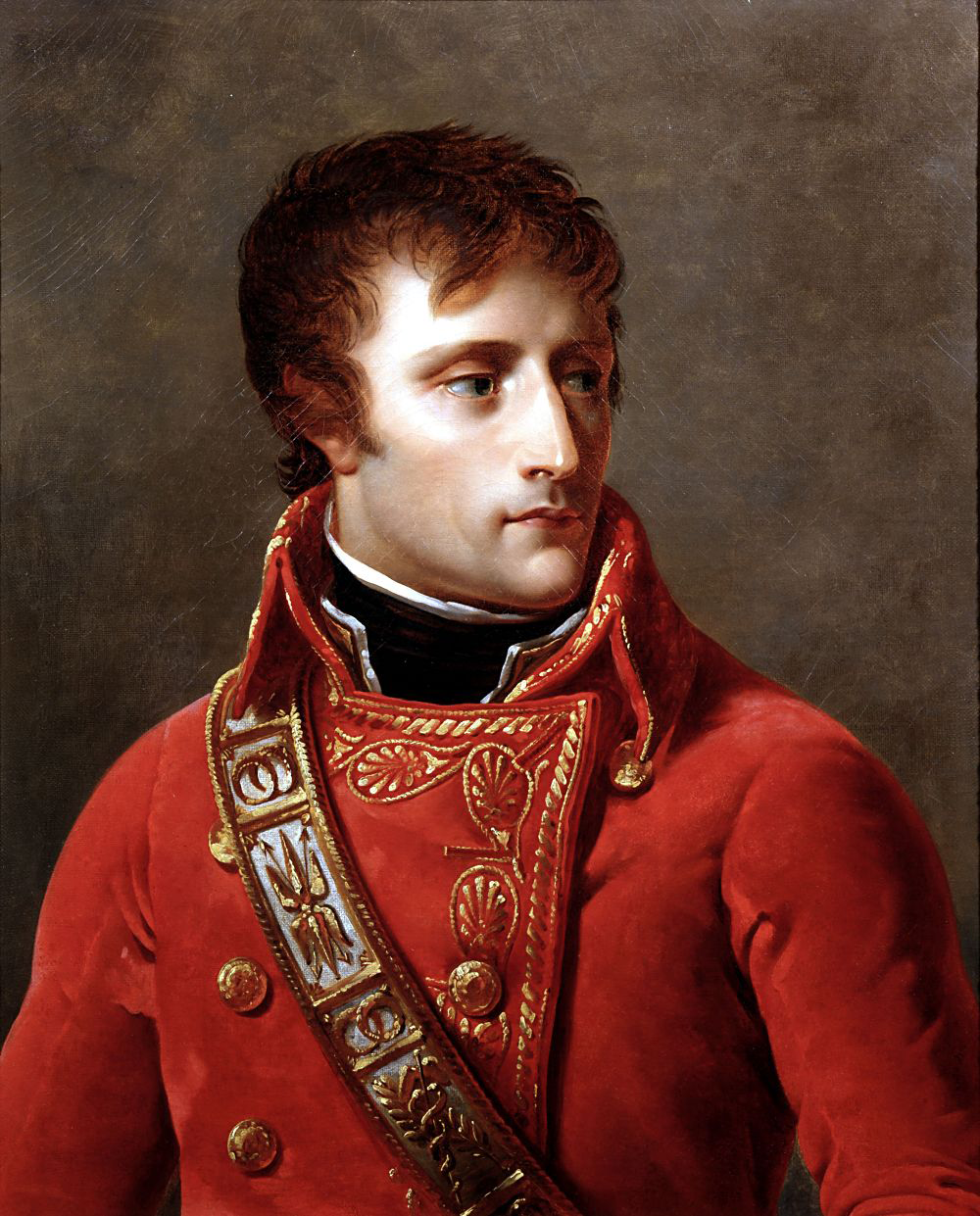
第一执政官拿破仑

- 11月9日：雾月政变开始。忠于拿破仑的军队先占领了巴黎的战略要地。早晨，五百人院主席吕西安·波拿巴用巴黎发生了雅各宾派政变的谎言欺骗五百人院前往位处巴黎以西十千米的圣克卢宫（英语：Château de Saint-Cloud）避难。同时拿破仑被授予巴黎的全部兵权。晚些时候，西哀士和罗歇·迪科辞去了督政官一职。拿破仑的亲密盟友，前外交部长夏尔·莫里斯·德塔列朗-佩里戈尔说服保罗·巴拉斯做了同样的事。而两位未辞职的雅各宾执政官路易-热罗姆·戈耶（英语：Louis-Jérôme Gohier）和让-弗朗索瓦-奥古斯特·穆兰（英语：Jean-François-Auguste Moulin）则都被拿破仑盟友让·维克多·莫罗将军逮捕，然后被关在卢森堡宫。富歇提议逮捕五百人院中的雅各宾领袖，但拿破仑认为此举并不必要，而这最终成了失误。到了晚上，巴黎已经被拿破仑和效忠于他的军官控制。
- 11月10日：两院的议员全都抵达圣克卢德宫。拿破仑在那里部署了六千名士兵。因为薪水的欠发，士兵们对议员们有深深的敌意。拿破仑先在元老院中发表演讲，解释政府发生变动的必要性。上院在沉默中听完了演讲，并都投票赞成拿破仑的提案。拿破仑然后去了五百人院，在橘厅中与议员们会面。他在这里却受到了雅各宾派议员的猛烈抗议，他们对拿破仑大喊大叫，威胁宣布他为法外之徒。当五百人院处于一片混乱之中时，吕西安把拿破仑拉了出去，然后告诉在外等待的士兵里面的议员试图杀死拿破仑。暴怒的士兵冲进大厅，用刺刀把议员们赶了出去。在反对派议员缺席的状况下，两院宣布任命拿破仑，西哀士和迪科为新政府的临时执政官。
- 11月11日至22日：拿破仑和其他两名临时执政官组成一个新政府。路易-亚历山大·贝尔蒂埃出任战争部长，塔列朗掌管外交事务，富歇作警务部长，康巴塞雷斯任司法部长。
- 12月1日：拿破仑拒绝采纳西哀士提议的宪法。
- 12月24日：在拿破仑牢牢控制下的两院接受了共和八年宪法。新的执政府被正式确立，拿破仑任第一执政官，康巴塞雷斯任第二执政官，夏尔-弗朗索瓦·勒布伦任第三执政官。传统历史学家将此日作为法国大革命的结束。

### 传记
- Cobban, Alfred. "The Beginning of the French Revolution" History 30#111 (1945), pp. 90-98

online （页面存档备份，存于）
- Doyle, William. The Oxford History of the French Revolution (3rd ed. 2018) excerpt （页面存档备份，存于）
- Mignet, François, Member of the Institute of France, History of the French Revolution, from 1789 to 1814, Bell & Daldy, London, 1873.
- Popkin, Jeremy. A Short History of the French Revolution (2014) excerpt （页面存档备份，存于）
- Bezbakh, Pierre. . Larousse. 2004. ISBN 2-03505369-2.
- Gallo, Max. . XO Editions. 2009. ISBN 978-2-84563-350-6 （法语）.
- Thiers, Adolphe. . Project Gutenberg. 1839 （法语）..
- Tulard, Jean; Fayard, Jean-François; Fierro, Alfred. . Robert Laffont. 1998. ISBN 2-221-08850-6 （法语）..